# Хронология протестного движения в России (2011—2013)
В данной статье описывается хронология акций протестного движения в России в 2011—2013 годах — многочисленных политических выступлений граждан России, начавшихся после выборов в Государственную думу VI созыва 4 декабря 2011 года и продолжившихся во время и после кампании по выборам Президента России 2012 года.
Митинги на Болотной площади 10 декабря 2011 года, на проспекте Сахарова 24 декабря 2011 года, на Болотной площади 6 мая 2012 года стали крупнейшими акциями протеста со времён Августовского путча 1991 года.
Митинг 6 мая 2012 года на Болотной площади был оцеплен полицией и перерос в столкновения, спровоцированные неустановленными людьми.

## 4 декабря 2011 года
Москва
За месяц до выборов, 4 ноября 2011 года, на «Русском марше» представителями движения «Русские» было объявлено о предстоящей акции протеста, которая должна была начаться в день выборов, когда закроются избирательные участки. Согласования не было получено.
Примерно в 14 часов на Манежной площади полиция задержала четверых активистов «Левого фронта» и несколько обманутых дольщиков, которые собирались провести акцию на Красной площади. Ещё десять активистов «Левого фронта» были задержаны накануне.
В 18:00 началась акция протеста на Триумфальной площади. В результате были задержаны около сотни участников, среди них лидер «Другой России» Эдуард Лимонов, деятели «Солидарности» Роман Доброхотов, Олег Козловский и другие.
В 21:00 в Москве состоялась несанкционированная акция националистического движения «Русские». Было распространено заявление о непризнании результатов выборов. Наряду с описанием механизмов фальсификаций происходящих во время выборов в нём содержался призыв к гражданам создавать органы самоуправления, которые будут отражать народные интересы. Александр Белов объявил о начале кампании «Путин, уходи!». Акция протеста, в которой приняли участие более 6 тысяч человек, была разогнана ОМОНом. Были задержаны руководители «Русских» Александр Белов и Дмитрий Дёмушкин, Георгий Боровиков, а также несколько десятков националистов. Руководитель запрещённой ДПНИ Владимир Ермолаев был задержан прямо на избирательном участке, где он находился в качестве наблюдателя. Кроме того, в Москве произошли задержания представителей других националистических организаций. По данным полиции было задержано 258 человек.
Санкт-Петербург
Возле Гостиного двора был проведён митинг протеста, задержано более 200 человек.
Рязань
Проведено шествие и митинг в 150 человек, двое задержаны, но, по требованию собравшихся, отпущены.

## 5 декабря 2011 года
Москва

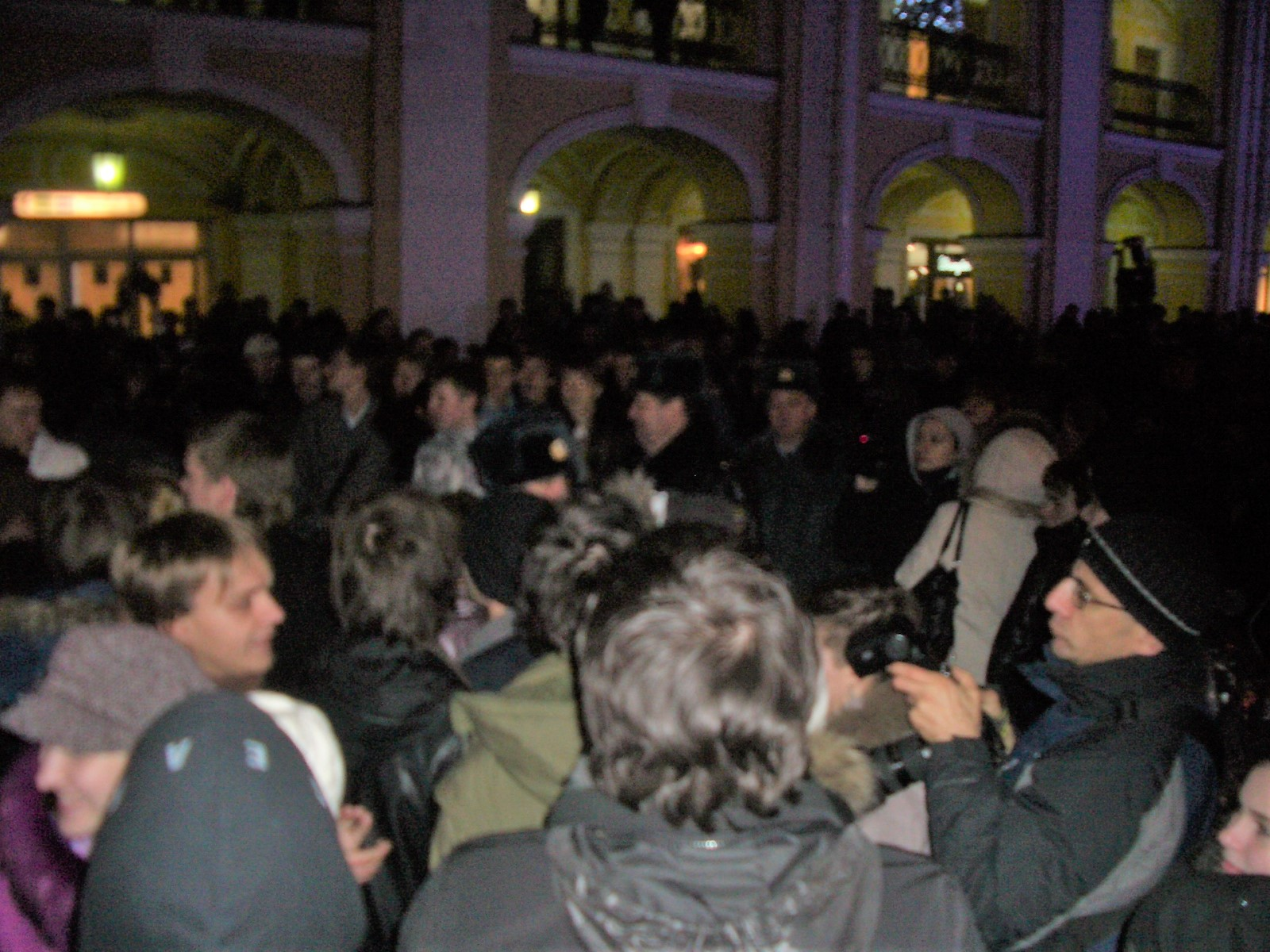
Митинг 5 декабря в Санкт-Петербурге у Гостиного двора

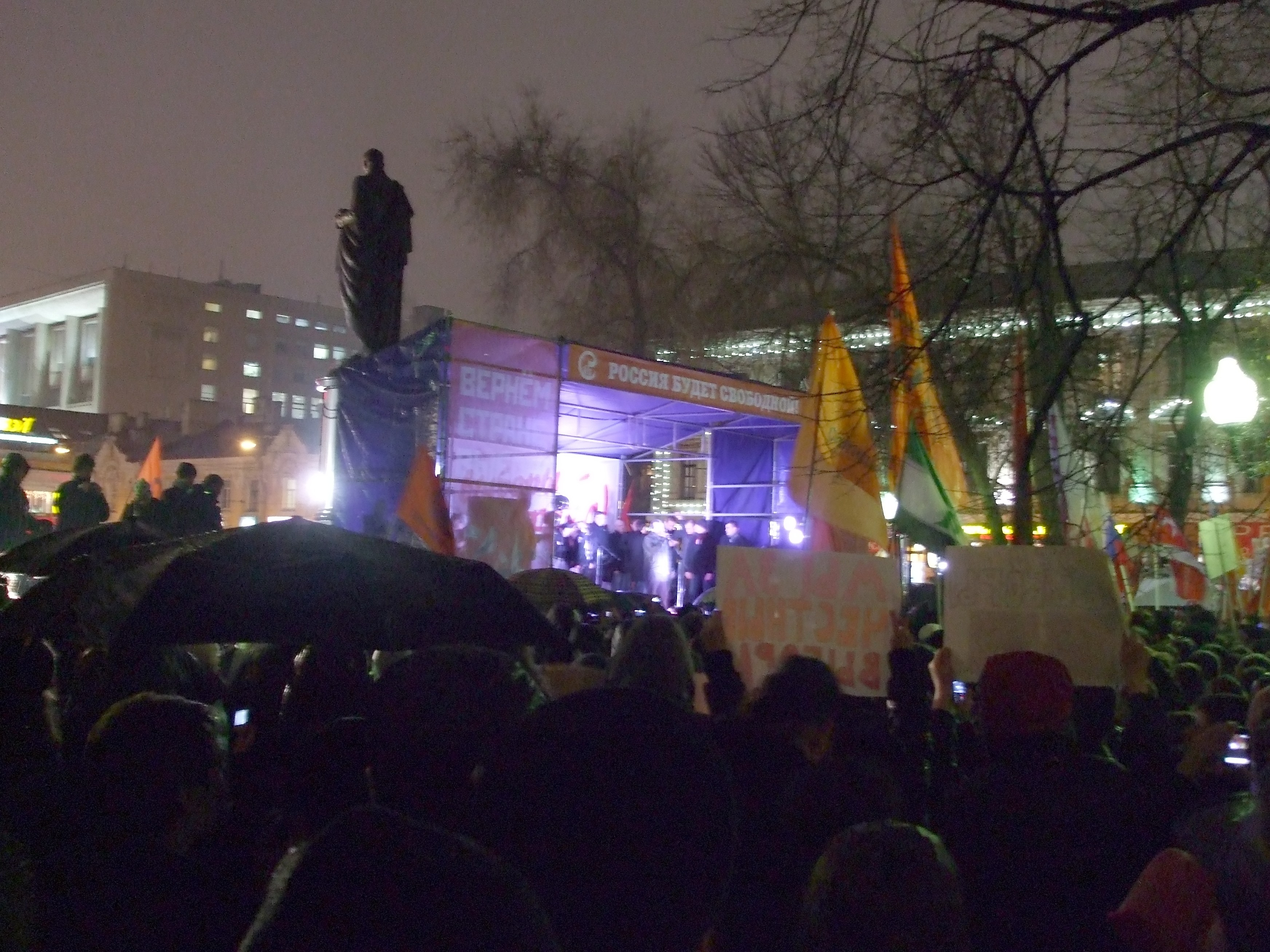
Митинг на Чистопрудном бульваре

Прошло несколько акций. На Пушкинской площади коммунисты собрали несколько сот человек. На Манежной площади несколько десятков сторонников движения «Рот Фронт» провели несанкционированную акцию и были задержаны.
Самым крупным событием стала санкционированная акция движения «Солидарность». Она проходила на Чистопрудном бульваре и собрала 10 тысяч участников.
По мнению журналистов «Коммерсанта», нельзя сказать, что на митинг пришли лишь те люди, которые всегда ходят на митинги оппозиции, «это были не отмороженные оппозиционеры, это внятные, спокойные, занимающие чёткую гражданскую позицию, самые обычные люди, которые работают в офисах».
По утверждению журналистов изданий «Коммерсантъ» и «Ведомости», это был самый массовый митинг с 1993 года.
После окончания митинга немалая часть участников направилась в сторону Лубянки. После этого начались задержания. В результате проведения акции были арестованы более 300 человек, в том числе оппозиционер Илья Яшин и блогер Алексей Навальный.
Лидер партии «Яблоко» Сергей Митрохин выразил «возмущение силовым разгоном и массовыми задержаниями участников мирной акции за честные выборы в Москве».
Секретари ЦК КПРФ, депутаты Государственной думы Валерий Рашкин и Сергей Обухов осудили действия властей по отношению к участникам массовых акций протеста в Москве.

Впервые на улице с протестом вышло огромное количество людей, которые требовали не хлеба с маслом, а протестовали потому, что их голоса на парламентских выборах были украдены. … Были задержаны сотни человек. А, собственно, за что? Они имеют право мирно выразить свой протест, что и делали.
— [https://kprf.ru/actions/100060.html В руководстве КПРФ осудили массовые задержания в Москве протестующих против итогов выборов
По сообщению корреспондента «Коммерсантъ-FM», на суде Яшин сообщил, что его ночью полиция вывозила за МКАД.
Санкт-Петербург
В шесть часов вечера у Гостиного двора состоялся несогласованный митинг под лозунгом «Против несправедливых выборов», в нём приняли участие более 400 человек. Часть митингующих прошла до набережной реки Фонтанки, ещё одна часть — до Московского вокзала. Полиция задержала порядка 160 человек.
Новосибирск
Более 40 молодых людей вышли на пикет в центре Новосибирска с плакатами. Несанкционированная акция закончилась потасовкой с полицией и задержанием шести человек, двое из которых были осуждены к аресту на двое суток.

## 6 декабря 2011 года
Москва
На Триумфальной площади в Москве прошла несанкционированная акция протеста, в которой приняли участие более пятнадцати тысяч человек. Оппозиционерам не удалось попасть к памятнику Маяковскому, так как пространство было перекрыто ОМОНом, а также активистами движений «Местные», «Наши» и «Молодая гвардия Единой России». Лидеры оппозиции были задержаны практически сразу после начала акции, едва они успели появиться на площади. В числе задержанных — один из лидеров «Яблока» Сергей Митрохин, оппозиционер Борис Немцов, правозащитник Лев Пономарёв и журналист Божена Рынска. Всего были задержаны примерно 600 человек.
Корреспондент газеты «Коммерсантъ» Александр Черных рассказал, что полиция задержала его на акции оппозиции на Триумфальной площади, несмотря на имевшееся у него удостоверение журналиста, а в автозаке один из омоновцев бросил Черныха на пол и стал на нём прыгать. По словам журналиста, из автозака его отпустили полицейские, появившиеся в машине позже. Они отказались назвать ему имя избившего его сотрудника, сказав, что «это клевета на полицию и уголовное преступление», а Черных «должен радоваться, что его вообще выпустили». Сергей Митрохин, Эдуард Лимонов и Борис Немцов были освобождены через несколько часов.
Блогер и общественный деятель Алексей Навальный вместе с общественным деятелем Ильёй Яшином получили по 15 суток ареста за неповиновение сотрудникам полиции, при этом вплоть до заседания суда власти не допускали к задержанным адвокатов. Неповиновение полиции, по мнению судьи, выражалось, в частности, в выходе на проезжую часть и скандировании лозунга «Это наш город». По мнению Навального, в ходе митинга оппозиции на Чистых прудах 5 декабря полиция задержала его незаконно.
Санкт-Петербург
Акция снова прошла у Гостиного двора. В ней участвовали несколько сотен человек. Полиция задерживала около 200 человек. Ещё один митинг прошёл на Исаакиевской площади, где собралось несколько десятков человек.
Екатеринбург
Стихийный митинг протеста против фальсификации выборов прошёл на площади Труда. Собралось порядка 70 человек, преимущественно молодёжь, в том числе несовершеннолетние подростки. Так же прошёл несанкционированный митинг у памятника Татищеву и ДеГенину. Собралось 1500 человек. После окончания митинга, ГУВД объявило, что среди задержанных в Екатеринбурге есть организатор акции. На него был составлен административный протокол, однако мировой суд вынес оправдательное решение по делу.
По словам пресс-секретаря ГУ МВД по Свердловской области Валерия Горелых, пока митингующие стояли на площади их никто не трогал, потому что не нарушалось законодательство, но как только прозвучал призыв и толпа пришла в движение, законодательство было нарушено, после чего последовали задержания.
Ростов-на-Дону
В городе Ростове-на-Дону около сотни протестующих вышли на Площадь Советов с белыми листовками. В ходе молчаливой акции были задержаны 49 человек.
Новосибирск
Несанкционированный пикет в Новосибирске собрал 15-20 участников.

## 7 декабря 2011 года
Москва
7 декабря к Триумфальной площади в Москве были стянуты подразделения полиции и внутренних войск. Вечером на площади прошла несанкционированная акция. Число протестующих было существенно меньше, чем в предыдущий день, 10 тысяч участников. Около 70 человек было задержано.
Санкт-Петербург

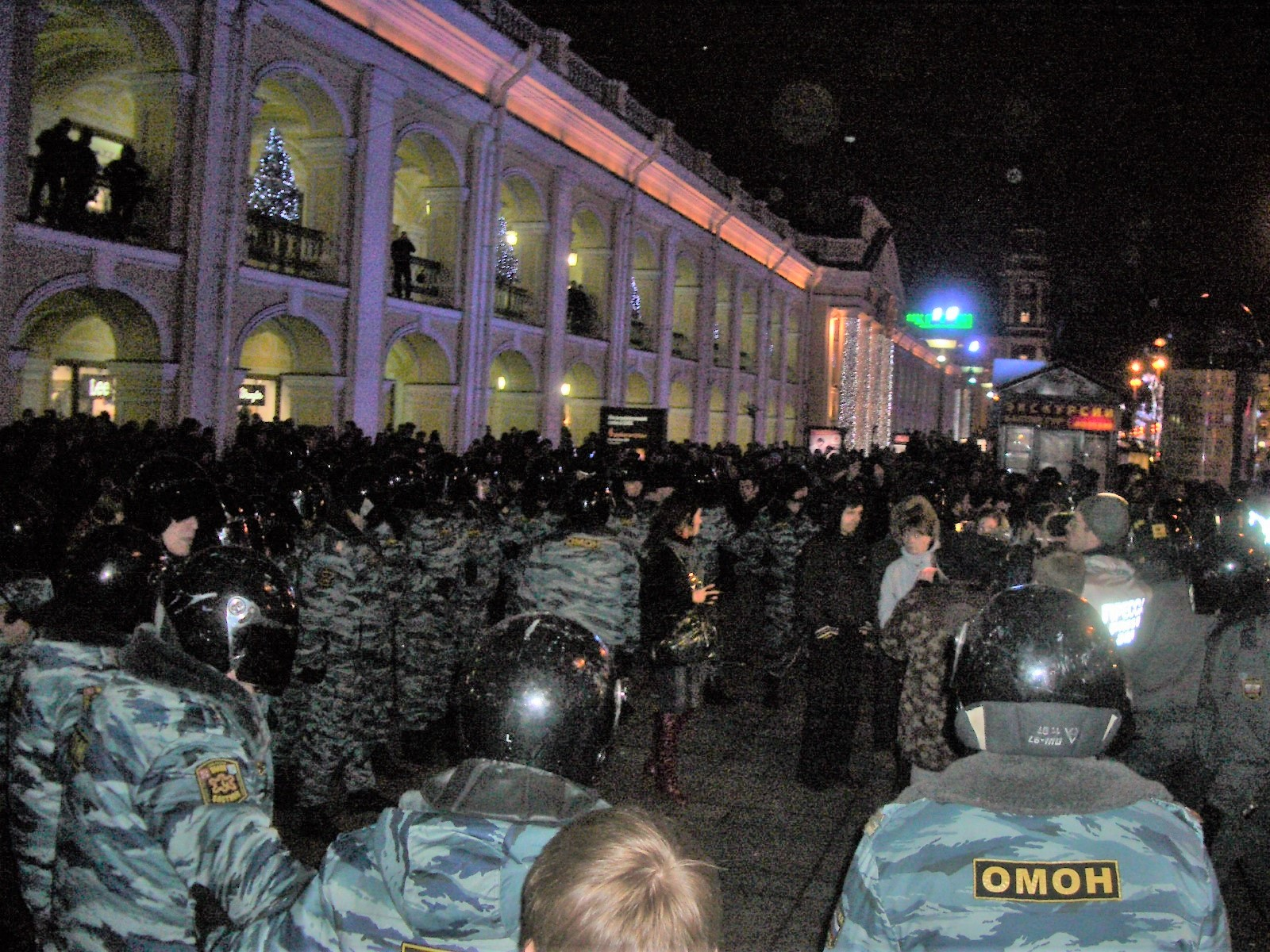
Митинг у Гостиного двора в Санкт-Петербурге 7 декабря

Акция в Санкт-Петербурге проходит у Гостиного двора. По данным полиции, задержаны 70 человек. По сообщениям очевидцев, на акции присутствовало около 1500 человек.
Калининград
В Калининграде прошёл разрешённый властями митинг недовольных результатами выборов. По данным организаторов в митинге приняло участие около тысячи человек, по данным местного УВД — сто пятьдесят. Митинг проходил у памятника «Родина-мать».

## 8 декабря 2011 года
Рязань
Прошёл митинг протеста на площади Ленина, 300 участников, полиция арестовала 9 человек.
Санкт-Петербург
У Гостиного двора около ста человек приняли участие в акции против фальсификаций на выборах. Задержано порядка 10 человек.
Екатеринбург
В Екатеринбурге прошла акция против фальсификации результатов выборов. Рядом с памятником Татищеву и Де Геннину собралось около 30 человек.

## 9 декабря 2011 года
Члены украинского движения Femen провели акцию перед Храмом Христа Спасителя в поддержку российской оппозиции. Девушки разделись топлесс и стали скандировать «Боже, царя гони!», развернув соответствующие плакаты. Охрана храма задержала активисток, но затем отпустила их.

## 10 декабря 2011 года
Митинги протеста прошли во многих городах России. Митинги солидарности также прошли в зарубежных странах. Всего акции протеста были организованы в 140 городах мира. К участию в митингах призвали многие оппозиционные партии и общественные деятели.
Доля вышедших на митинг 10 декабря в разных городах (по данным полиции) по отношению к числу жителей соответствующего города, в порядке уменьшения: Псков — 0,30 %, Томск — 0,29 %, Москва — 0,22 %, Новосибирск — 0,20 %, Великий Новгород — 0,18 %, Архангельск — 0,17 %, Барнаул — 0,16 %, Санкт-Петербург — 0,14 %, Ярославль — 0,12 %, Екатеринбург и Петрозаводск — по 0,11 %, Пенза — 0,10 %. В других городах подсчёты, основанные на данных полиции, дали ещё меньший процент. При этом число заявивших в социальных сетях о намерении участвовать в акциях превышает данные полиции о количестве участников акций от нескольких раз до нескольких десятков раз.
Москва

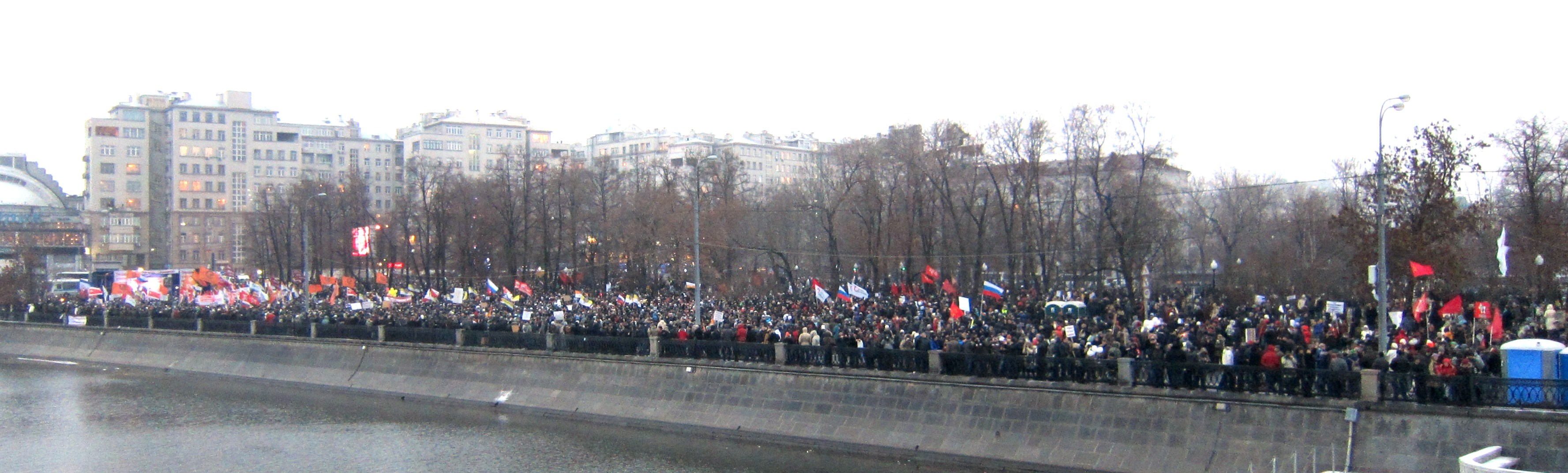
Митинг на Болотной площади, вид с Лужкова моста

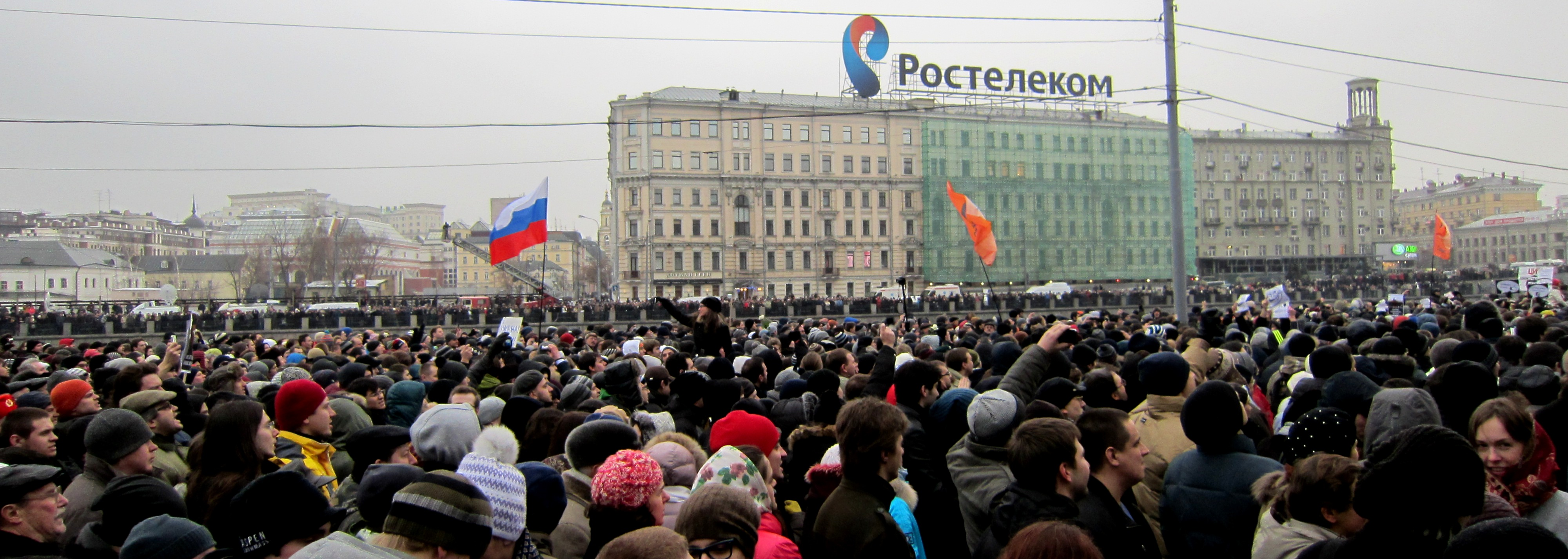
Митинг на Болотной площади

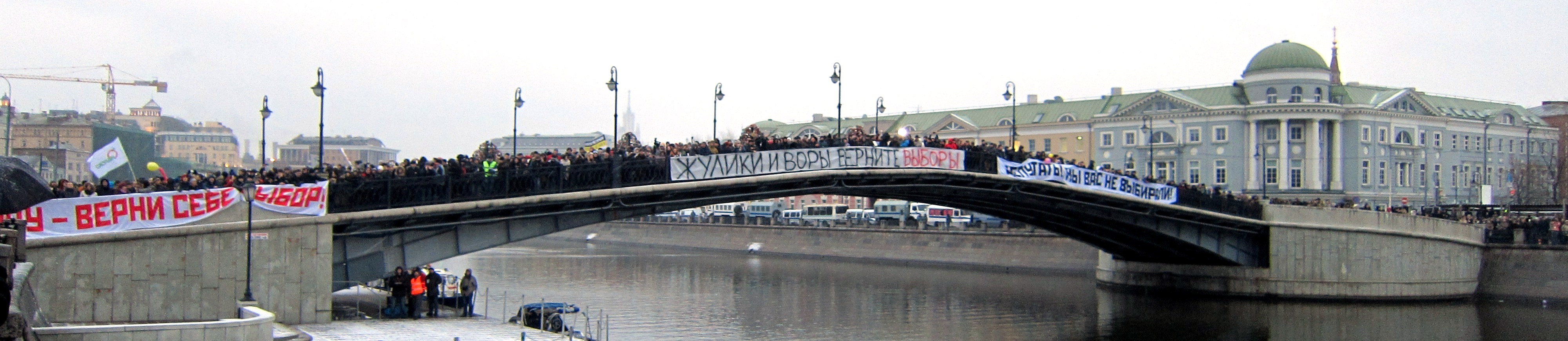
Лужков мост, с вывешенными транспарантами (из-под моста на Кадашёвской набережной видна колонна полицейской техники)

Заявление о проведении митинга подали представители «Левого фронта» и «Солидарности». Митинг прошёл совместно с другими политическими организациями. Акцию поддержала партия «Яблоко». Ранее митинг был заявлен и согласован для проведения на площади Революции, однако число заявленных участников составляло 300. Поэтому было согласовано проведение митинга на Болотной площади, с числом участников до 30 000 человек.
Митинг в Москве на Болотной площади собрал от 25 тысяч, по данным ГУМВД, до 150 тысяч участников, по заявлениям некоторых организаторов. Борис Немцов в своём блоге отметил, что участников было более 100 тысяч. По данным Граней.ру, митинг на Болотной собрал от 85 до 150 тысяч человек. По оценке корреспондентов Газеты. Ru, наиболее реалистичная цифра участников — около 50-60 тысяч.
Одним из требований митингующих стало назначение перевыборов, а также освобождение политзаключённых и отставка главы ЦИК Владимира Чурова.
Манифестанты заявили, что власть должна выполнить выдвинутые требования в течение двух недель и назначили очередной митинг на 24 декабря.
Санкт-Петербург

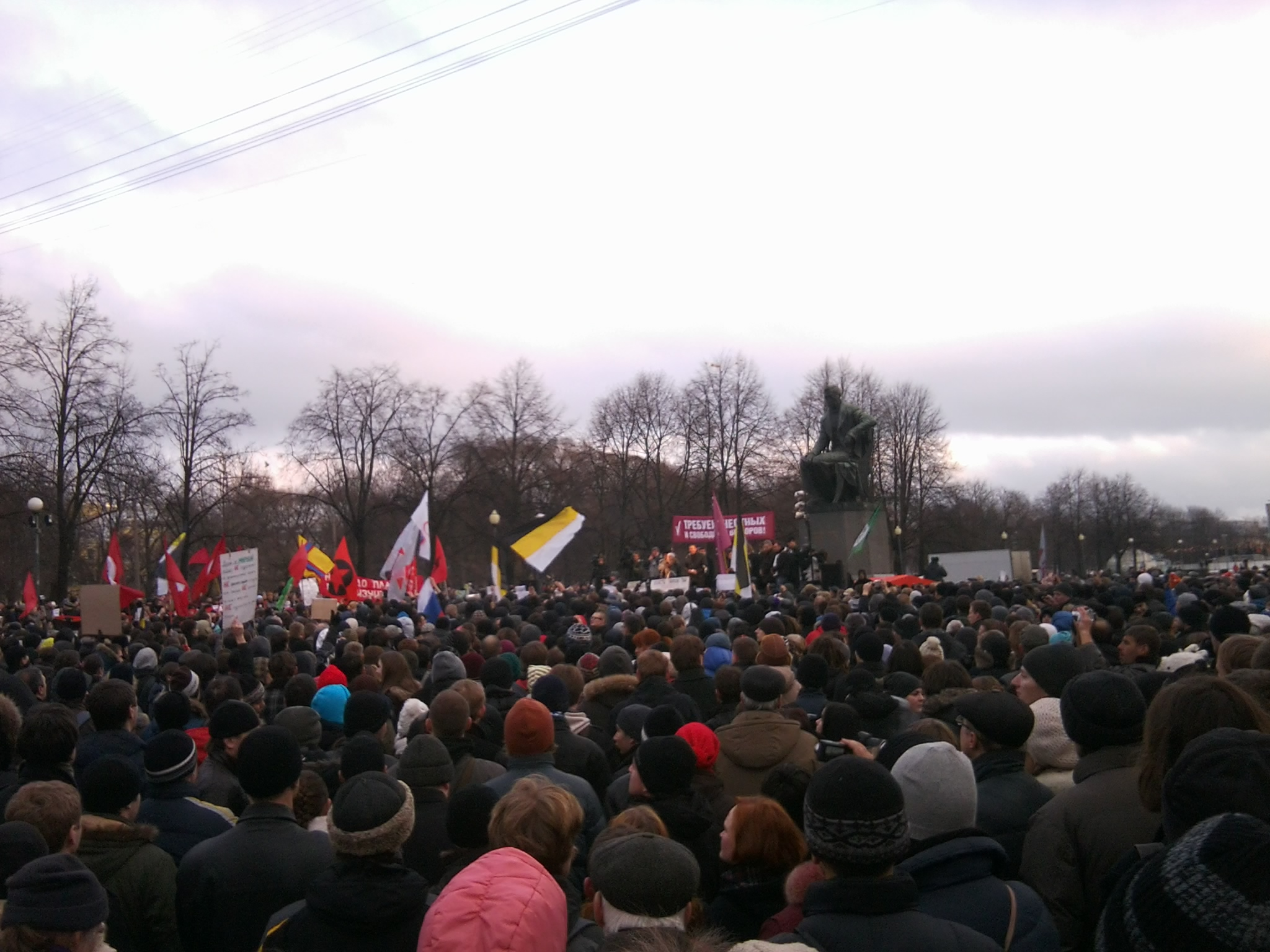
Митинг в Санкт-Петербурге 10 декабря 2011 года на Пионерской площади

Первоначально митинг был запланирован на площади Восстания. По информации в СМИ власти Петербурга согласовали проведение митинга 10 декабря на Пионерской площади. Разрешённое количество человек на митинге — 3 тыс., однако по данным полиции в протестах приняло участие 7 тыс. человек.
Волгоград
Около 2 тысяч человек вышли на митинг против итогов выборов.
Архангельск
В Архангельске сбор протестующих происходил на площади Ленина. Затем протестующие прошли по проспекту Чумбарова-Лучинского, до площади Профсоюзов, где у памятника Доблестным защитникам Советского Севера состоялся митинг «За честные выборы», собравший почти 2 тысячи человек.
Барнаул
В Барнауле прошёл митинг, замаскированный под встречу депутата-коммуниста Михаила Заполева с электоратом. На площади Советов прошёл митинг. Позже участники акции «У меня украли голос!» собрались у «Нулевого километра» с заклеенными ртами не провозглашая никаких лозунгов, выразили свой протест. В Барнауле митинг прошёл спокойно, хотя и было несколько провокаторов, но народ на провокации не поддался. По информации «Алтапресс», на митинг пришло около 1000 человек, а по сообщению газеты «Коммерсантъ» — 2000.
Белгород
Прошли протесты в Белгороде совместно с митингом КПРФ. Были задержаны 30 человек, через день всех кроме двоих отпустили.
Брянск
Протест 10 декабря на площади Ленина в центре Брянска, состоялся несмотря на противодействие городской администрации, отказавшейся согласовывать проведение пикета. Собралось по разным оценкам от 300 до 1000 человек. Контингент собравшихся составляли представители разных слоёв населения. Полицией было задержано 12 человек.
Владивосток
Около тысячи участников пикета потребовали отмены результатов выборов.
Вологда
Акция на площади Революции прошла в формате встречи Н. А. Жаравина с избирателями с использованием громкоговорителя и автомобиля в качестве сцены. Однако вместо предполагаемых 100 участников на встречу собралось порядка 1000 человек. Власти не стали препятствовать скоплению народа. После вводного выступления Н. А. Жаравина желающие поочерёдно выходили к микрофону высказать своё мнение или задать вопрос депутату.

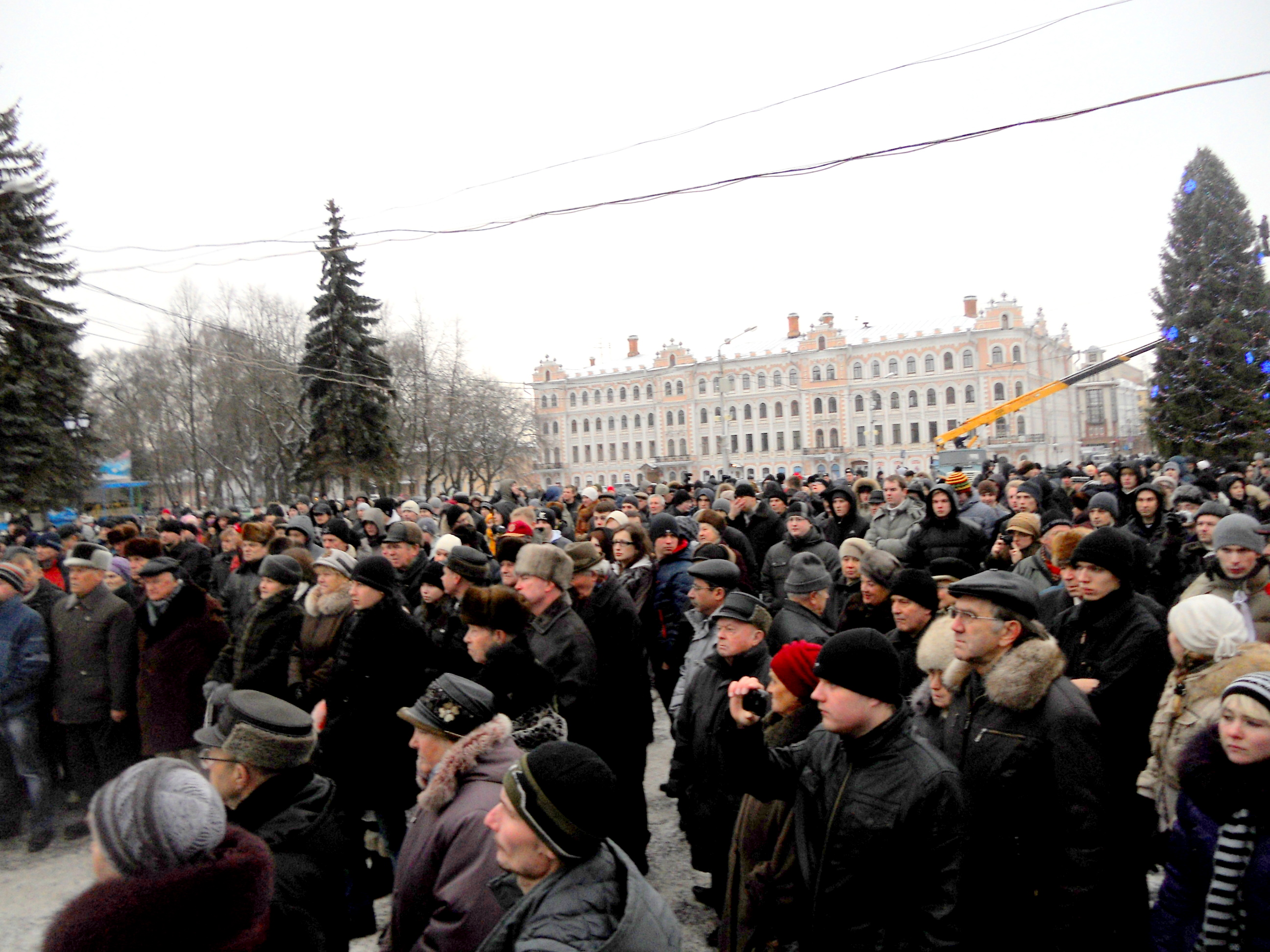
Начало митинга
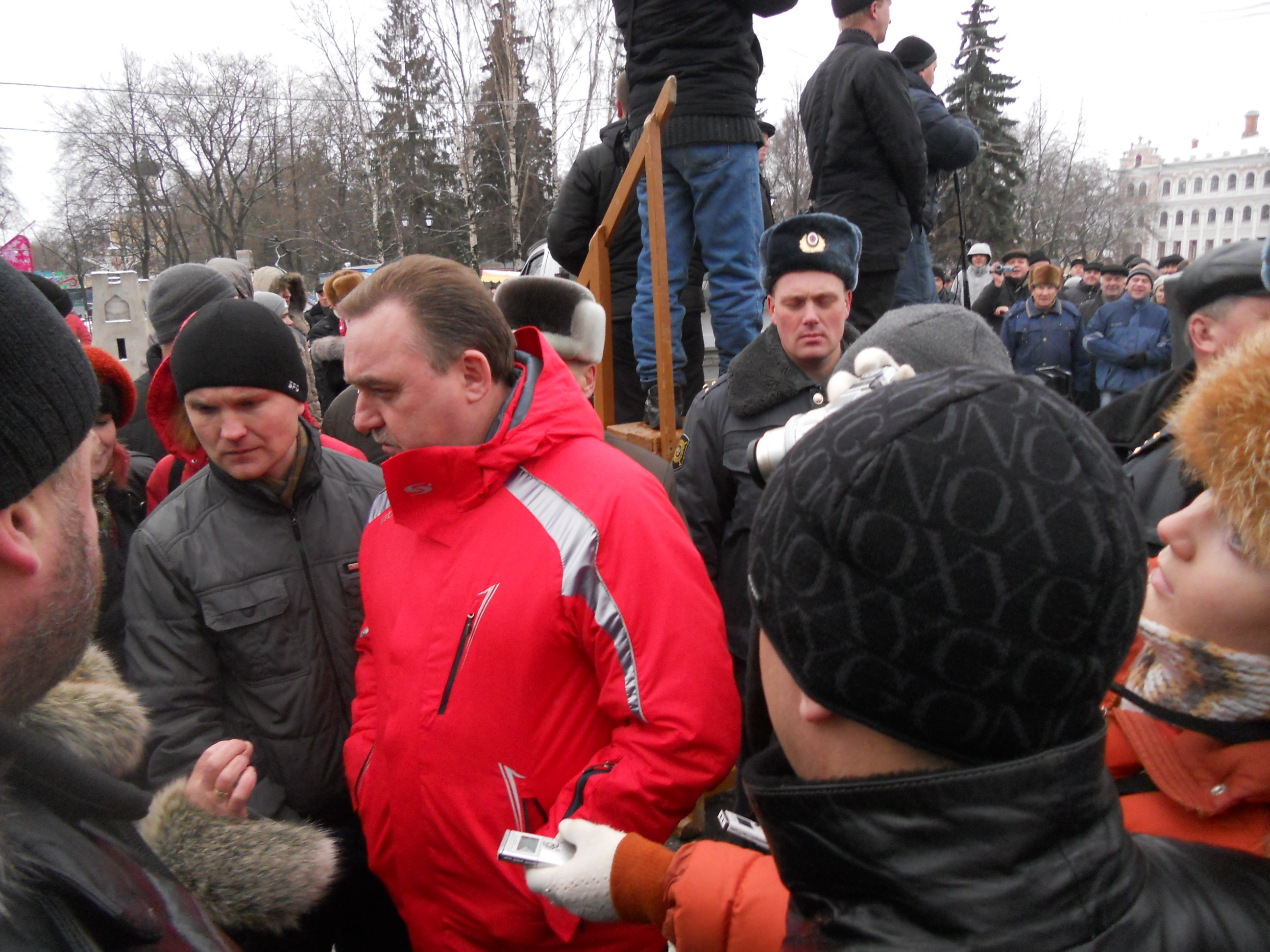
Мэр Е. Шулепов выходит к митингующим
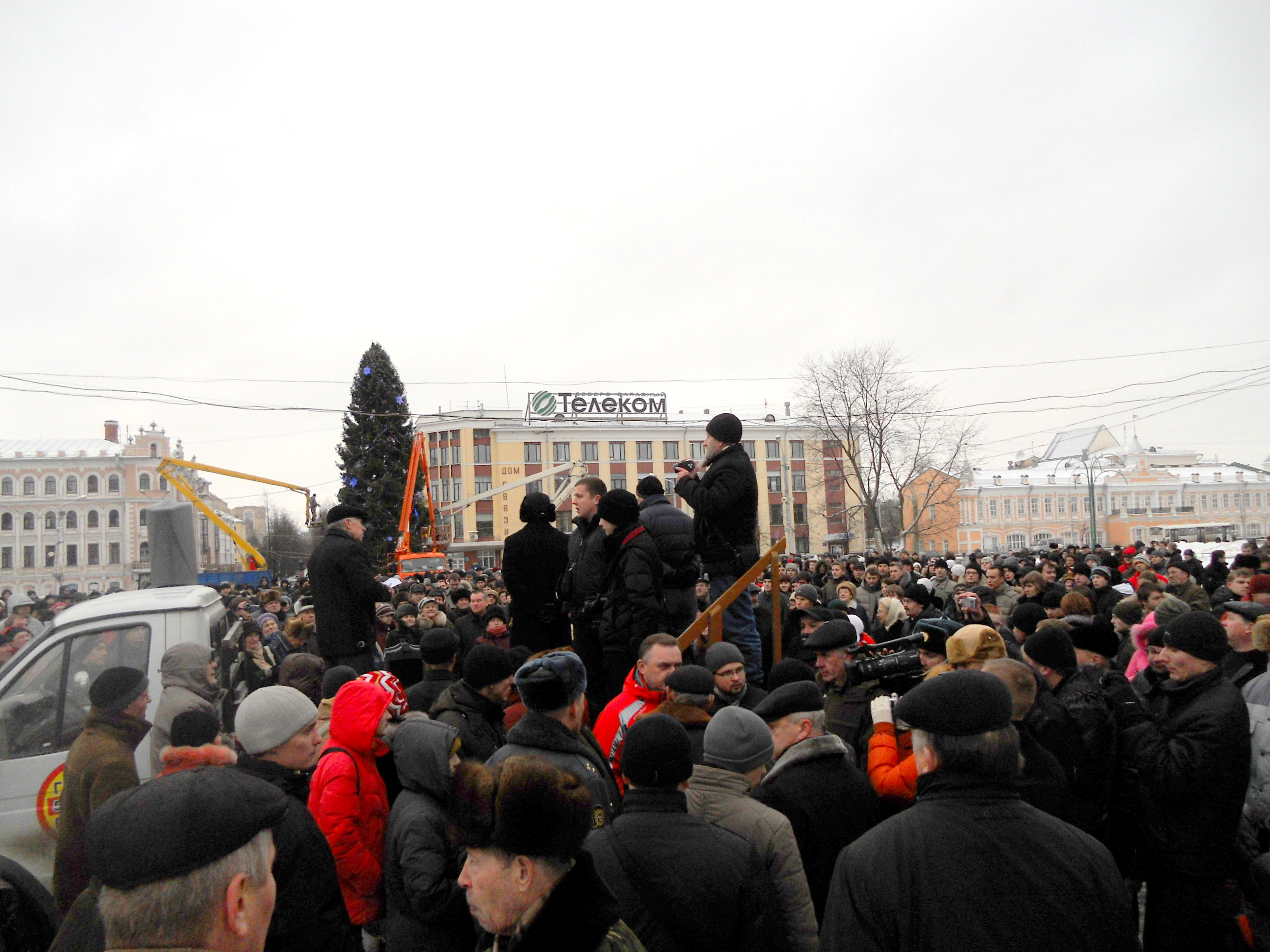
Митингующие обступили Е. Шулепова со своими вопросами
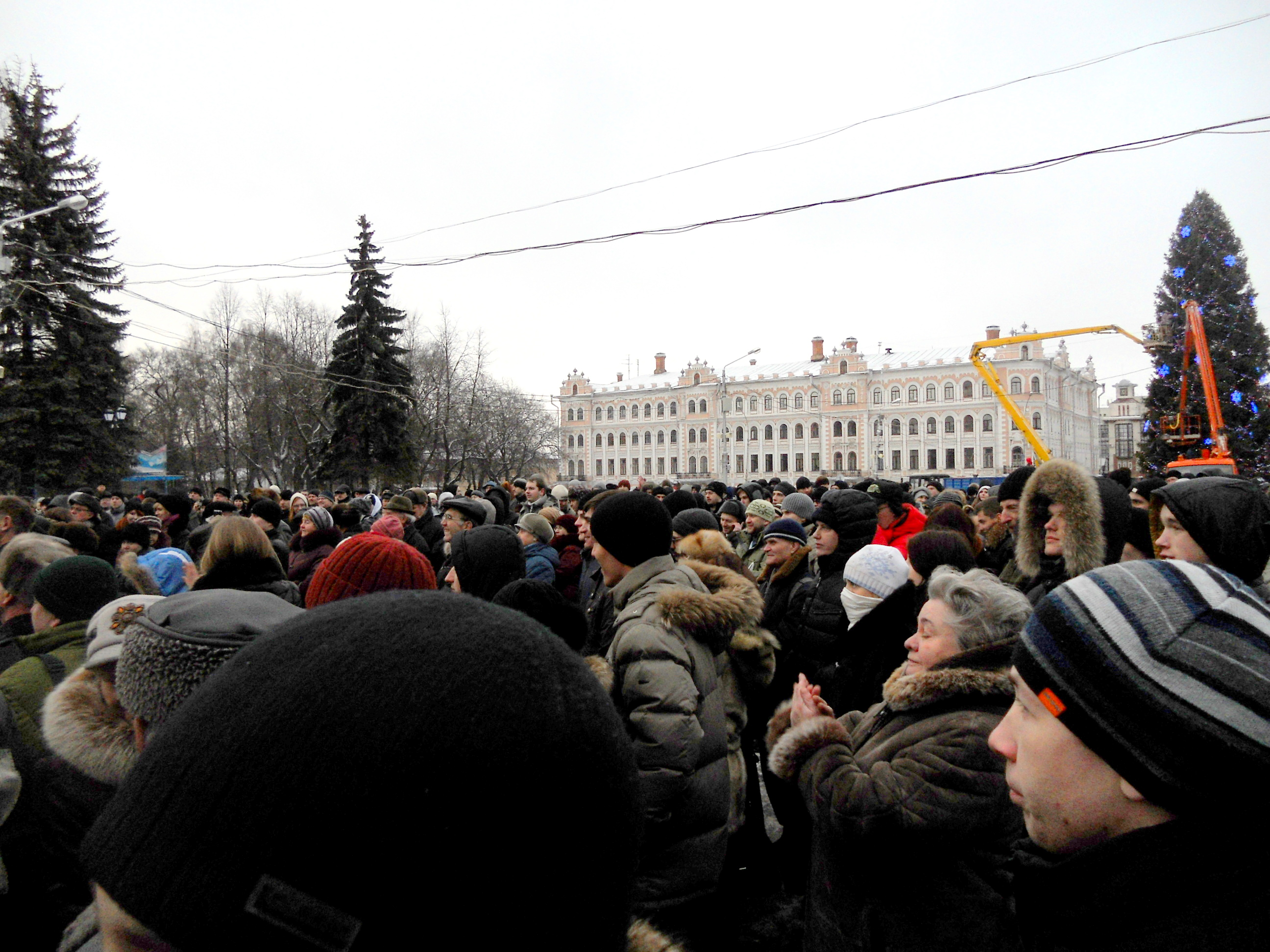
В центре митинга

В середине акции к митингующим вышел глава города Е. Шулепов. Выйдя на сцену, он пытался убедить собравшихся, что выборы в Вологде и Вологодской области прошли без нарушений и фальсификаций, однако был освистан митингующими, которые упрекали его в нерешённости многих социальных проблем и невозможности достучаться до городских властей.
Воронеж
В Воронеже на Никитинской площади прошёл митинг против фальсификации выборов, собравший более тысячи человек (по данным ГУВД области — 300 человек). Митинг прошёл в целом без происшествий.
Екатеринбург

Пикет в Екатеринбурге 10 декабря 2011 г.

Несанкционированный пикет на площади Труда в Екатеринбурге собрал около 10000 человек. Это было крупнейшее протестное мероприятие в городе после 1998 года.
Иваново
Власти города не санкционировали проведение митинга, поэтому недовольные собрались на мирное собрание. Всего на площади Революции собралось около 400 человек.
Ижевск
Заявка на проведение митинга не была подана в надлежащие сроки, поэтому акция протеста была проведена в форме «одиночного пикета при массовом скоплении сочувствующих». Акция прошла на Центральной площади перед зданием Дома правительства. Количество участников — около 500 человек. Участники пикета сменяли друг друга. Никаких инцидентов с полицией и задержаний участников пикета в Ижевске не было.
Казань

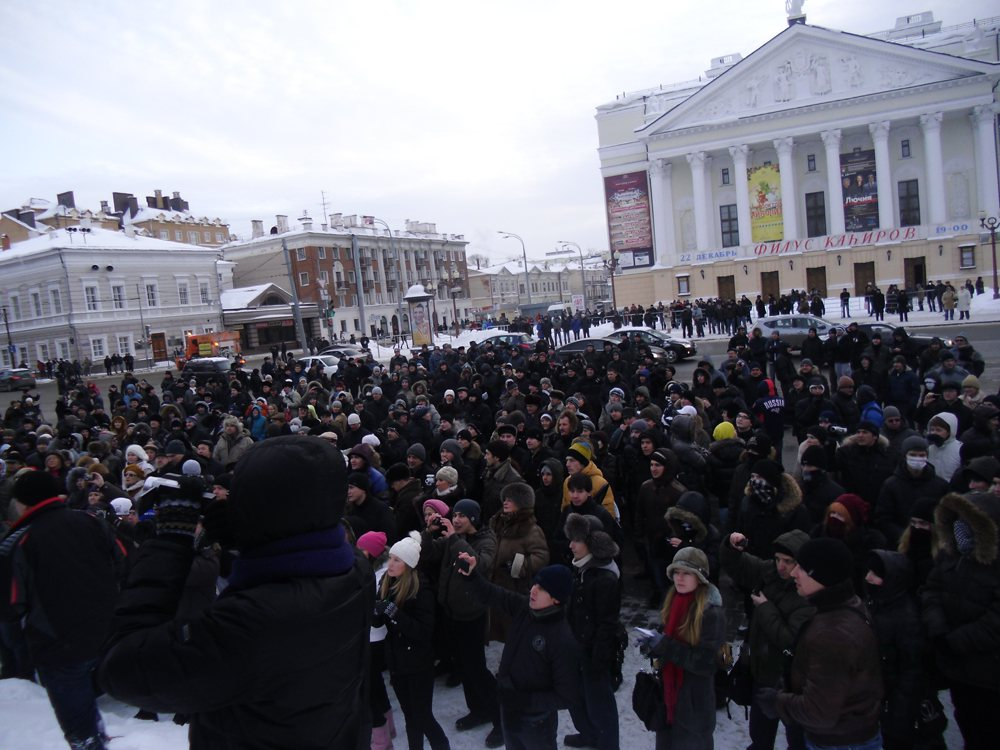
Митинг в Казани 10 декабря 2011 года

Митинг за честные выборы, объявленный властями несанкционированным, начался на площади Свободы в Казани и собрал 500—1000 человек. После митинга полицией были задержаны от 10 до 100 участников митинга.
Калининград
В Калининграде 250—300 человек приняло участие в несанкционированном митинге, проводившимся на площади Победы.
Кемерово
Изначально желание присутствовать изъявили более 1000 человек, на пикет пришло не больше 300 человек. По окончании пикета был составлен протокол об административном правонарушении в отношении организатора.
Краснодар
В последний момент администрация Краснодара запретила проводить митинг на главной улице города. Несмотря на это, несанкционированный митинг состоялся. По оценкам прессы, число митингующих достигало полутора тысяч.
Красноярск
Митинг прошёл как несанкционированный на Театральной площади, собрал по официальным данным — 400 человек. По окончании митинга группа людей численностью до 300 человек отправилась на площадь Революции, где выступления продолжились.
Липецк
Изначально пикет планировался на площади Революции у здания городской администрации, однако из-за отказа администрации был перенесён ко дворцу спорта «Звёздному».
По неофициальным оценкам, на пикете присутствовало около 300 человек. Вопреки обещаниям властей не задействовать ОМОН, у пикета стоял броневик. Пикет прошёл без существенных нарушений. Однако попытки задержаний происходили во время его проведения. Пикет продолжился у областного дворца культуры. Полиция не позволила организовать шествие по улице Космонавтов.
Гражданами была принята резолюция относительно прошедших выборов и реформирования избирательной системы. После завершения пикета была предпринята попытка арестовать двух организаторов.
Нижний Новгород

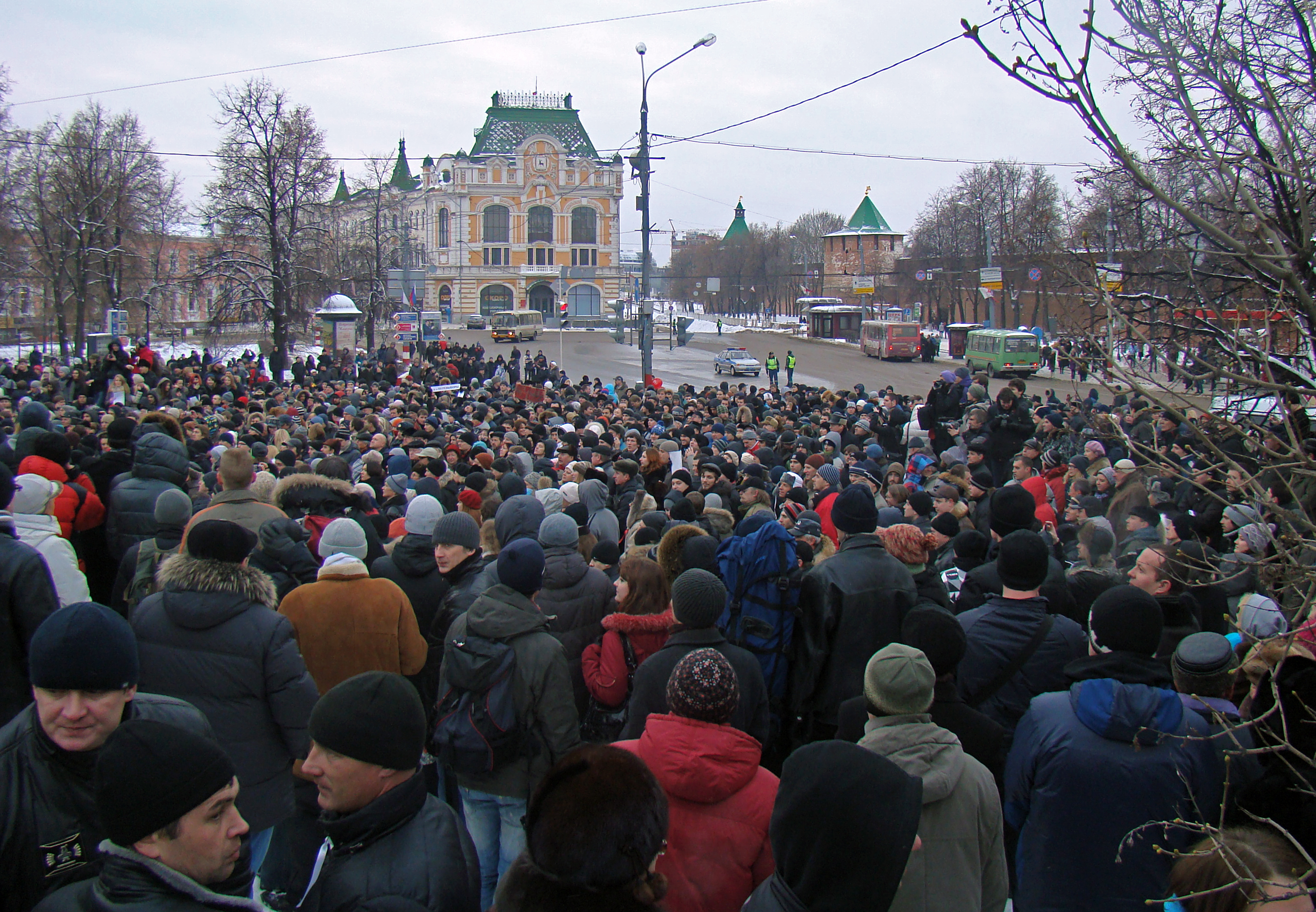
Митинг в Нижнем Новгороде 10 декабря 2011 г.

Митинг «За честные выборы» состоялся на центральной площади города, площади Минина и Пожарского.
По информации ГУМВД России, акция собрала около 500 человек. Организаторы утверждали, что участников было около 2000. Несмотря на её несанкционированный характер, никаких задержаний полицией не проводилось. С митингующими встретился глава администрации Нижнего Новгорода Олег Кондрашов.
Новосибирск
10 декабря состоялся митинг в Новосибирске, собравший, по разным оценкам, от 5 до 6 тысяч человек. Мероприятие было согласовано с мэрией, никто из участников не был задержан полицией, однако из-за того, что согласован был не митинг, а пикет, организаторы были привлечены к административной ответственности.
Орёл
Вечером 10 декабря на орловской площади им. А. П. Ермолова, у кинотеатра «Октябрь», на митинг в знак протеста против нарушений на выборах собралось более 700 человек. По заявлению организаторов, данный митинг стал самой многолюдной акцией, прошедшей в Орле с 1991 года.
Пенза

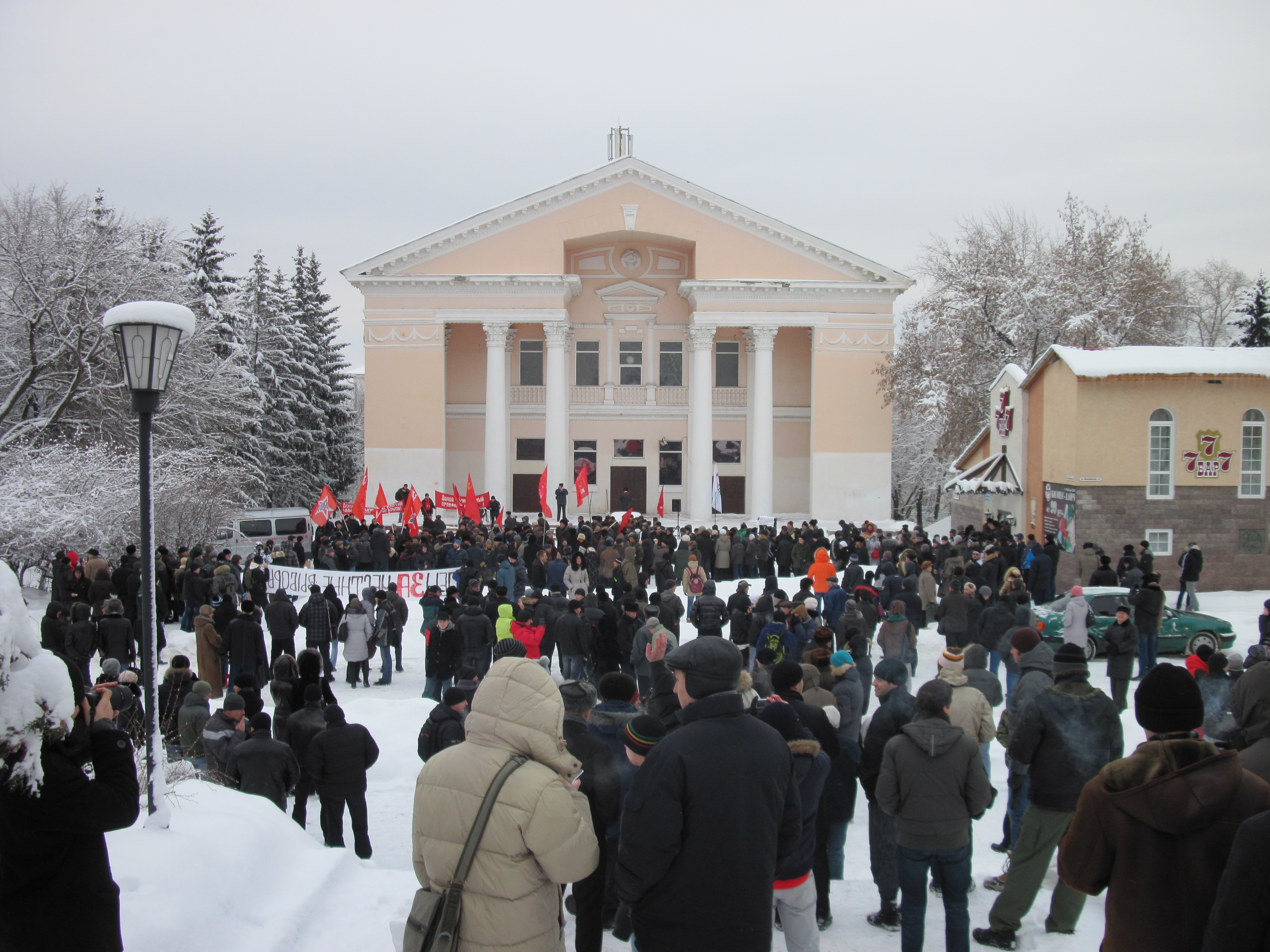
Пенза. 10 декабря 2011

Согласованный с властями митинг под лозунгом «За честные выборы» состоялся на площади у кинотеатра «Родина». В митинге приняло участие от 300 до 500 человек.
Пермь
10 декабря в Перми прошла несогласованная акция против итогов выборов. Полицией было задержано около 10 человек.
Петрозаводск
Согласованный пикет у здания правительства Республики Карелии. По различным оценкам в пикете приняло участие от 300 до 600 человек.
Пятигорск
В Пятигорске несанкционированный митинг собрал более 300 человек. Было задержано от 10 до 20 человек.
Рязань
В Рязани на несанкционированный митинг на площади Победы, вышли около 500 человек. Местные власти пытались препятствовать его проведению, включив в ближайшем здании МКЦ громкую музыку. Было задержано 5 человек.
Саратов
На площадь Кирова вышли около 1000 саратовцев.
Тверь
В Твери встреча с депутатом Государственной думы РФ от фракции КПРФ В. Соловьёвым переросла в стихийный митинг, в котором приняли участие 400—500 человек. Митинг прошёл под лозунгом «Против нечестных выборов». На ряд представителей КПРФ были составлены протоколы об административном правонарушении (проведении несанкционированного митинга).
Томск
Митинг-пикет против фальсификации результатов выборов прошёл в Томске на Новособорной площади. По разным данным собралось от 2000 до 4000 человек, хотя разрешение было получено всего на 200. Нарушений порядка и задержаний не было
Тюмень
В Тюмени в митинге участвовали более 1500 человек, но он носил несанкционированный характер, поэтому был разогнан отрядом ОМОНа.
Уфа
Несанкционированный митинг прошёл на площади Ленина. На улицу вышло около 1000 человек.
Челябинск
Согласованный митинг прошёл в ЦПКиО имени Гагарина и собрал более 1000 человек.
Ярославль
Согласованный на 350 человек пикет, по факту сразу переросший в митинг, прошёл на площади Юности. По данным полиции, в нём приняли участие 700 человек, однако организаторы оценивают численность в 1500—2000 человек. Во время проведения акции было собрано 973 подписи под резолюцией пикета с требованиями расследования фальсификаций, упрощения процедуры регистрации партий и т. п. Пикет прошёл спокойно, задержанных нет.
Зарубежье
Акции состоялись не только в России, но и в городах других странах мира:
- Германия (Мюнхен[110],Франкфурт-на-Майне[111], Кёльн[112], Берлин[113]);
- Испания (Барселона[114]);
- Канада (Монреаль[115]);
- США (Нью-Йорк[116], Бостон[117], Сан-Франциско[118]);
- Франция (Париж, Страсбург, Лион)[119][120];
- Чехия (Прага[121]);
- Швеция (Стокгольм[122]);
- Украина (Киев[123]);

Также акции протеста прошли в Великобритании, Италии, Финляндии, Индонезии и в Японии.

## 11 декабря 2011 года
Продолжая всеобщий протест, 11 декабря на Болотной площади в Москве движение «Русские» провело акцию протеста.
В Мурманске прошёл санкционированный митинг у памятника Жертвам интервенции.

## 17 декабря 2011 года

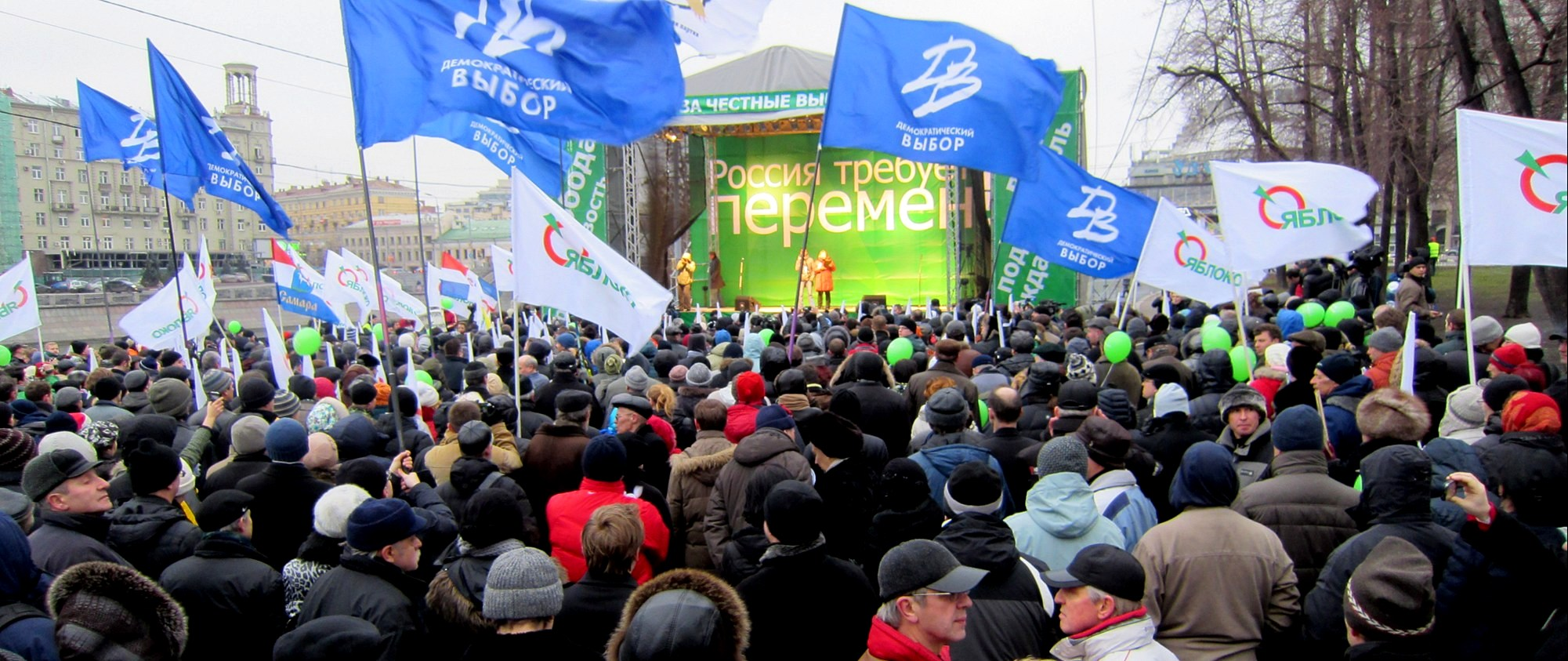
Митинг партии «Яблоко» на Болотной площади в Москве 17 декабря 2011 года.

17 декабря в Москве на Болотной площади состоялся митинг против нарушений на выборах, который провела партия Яблоко, численность участников митинга оценивалась в пределах от полутора до пяти тысяч человек. Митинг вёл Сергей Митрохин, на митинге выступили Григорий Явлинский и другие представители или сторонники «Яблока», представители КПРФ, «Справедливой России» и представитель националистического «Русского общественного движения».
17 декабря в Москве на площади Краснопресненской Заставы состоялся митинг против фальсификаций на прошедших парламентских выборах, который организовали Альтернативный МГК КПРФ, РКРП-РПК, РОТ Фронт, РРП, СКМ и другие организации.
Также 17 декабря прошёл митинг «За честные выборы, против фальсификаций» в Калининграде, на который вышло 500—700 человек. Митинг был организован местным отделением ТИГРа.
Митинг прошёл и в Ярославле, где собралось, по разным данным, от 250 (по оценкам полиции) до 1000 (по данным организаторов) человек.
В Екатеринбурге на митинг вышло от 700 (по версии милиции) до 2500 (по версии организаторов) участников.

## 18 декабря 2011 года

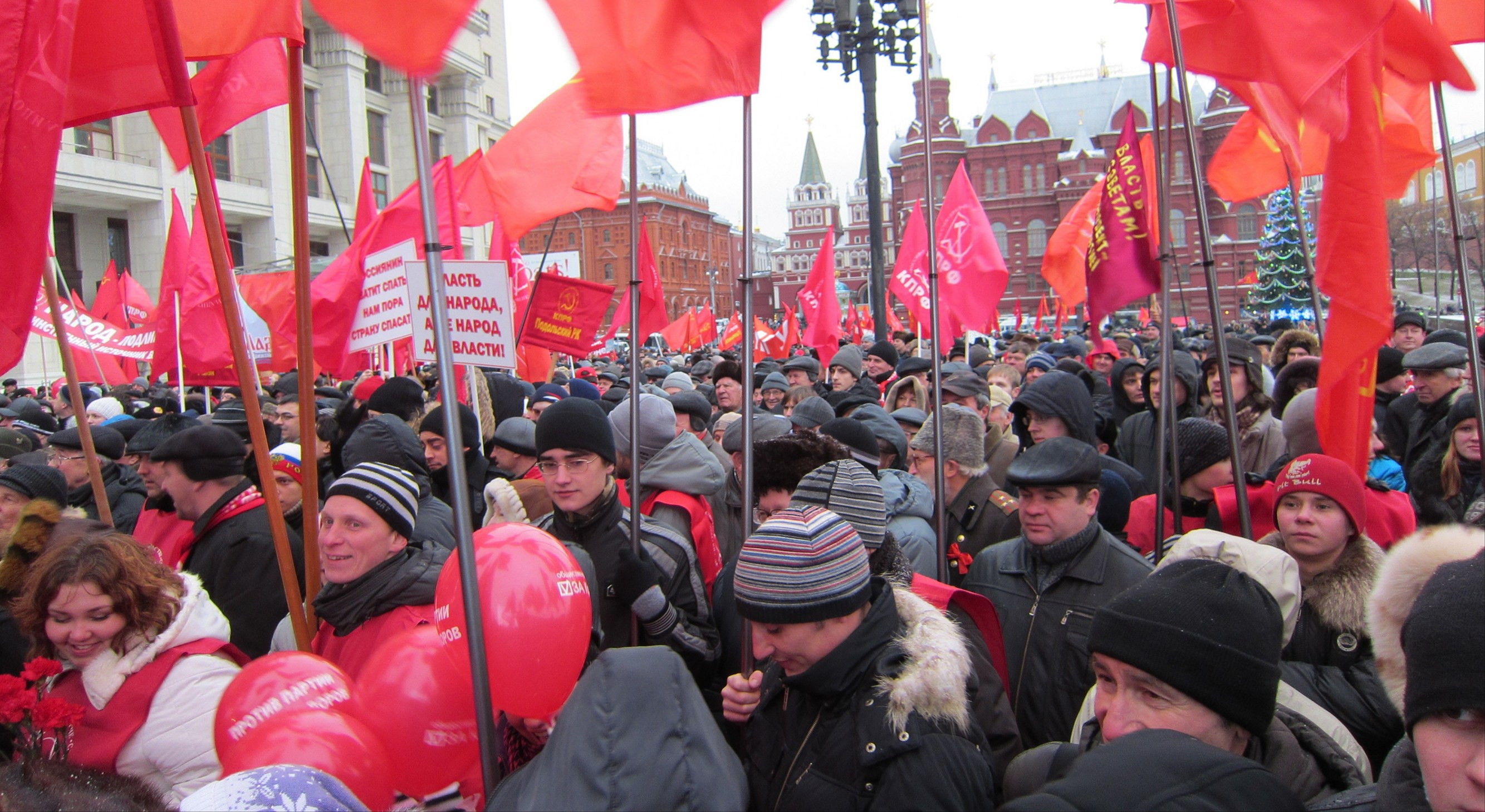
Митинг КПРФ на Манежной площади в Москве 18 декабря 2011 года.

Москва, изначально планировалось, что КПРФ проведёт протестное шествие от Пушкинской до Лубянской площади; затем было принято решение о проведении митинга на Манежной площади. Участники митинга выразили протест против официальных результатов выборов в Госдуму. Митинг открылся речью Г. А. Зюганова, затем выступили представители КПРФ, «Левого Фронта», также слово было предоставлено Дмитрию Гудкову от «Справедливой России», представителям общественных организаций: «Движения в защиту Химкинского леса», Федерации автовладельцев России. Выступавшие требовали отставки Чурова. Число участников митинга оценивается в 3-5 тысяч.
Санкт-Петербург, согласованный митинг протеста на Пионерской площади. Митинг был организован группой граждан и поддержан партиями «Яблоко», КПРФ и «Справедливая Россия». В ночь на 18 декабря полиция задержала прибывшего в Петербург для участия в митинге одного из лидеров «Парнаса» Бориса Немцова как «лидера экстремистов». Политик отказался давать объяснения и был отпущен. На митинг вышло около семи тысяч человек. Выступили Борис Немцов, Ольга Курносова, глава петербургского отделения «Справедливой России» Оксана Дмитриева и многие другие.
Астрахань. На митинг против фальсификаций на выборах вышло около 200 человек. Выступали представители различных политических сил. Акция прошла без происшествий.
- Белгород. Более двухсот человек пришли на митинг протеста против фальсификации результатов выборов[144].
- Ижевск, согласованный митинг протеста у Вечного огня, напротив Госсовета Удмуртской Республики. Заявленное количество участников — до 2 000 человек[145].
- Нижний Новгород. Прошёл несанкционированный митинг на пл. Минина и Пожарского, организованный КПРФ и «Левым Фронтом». Митинг посетил Юрий Шевчук, приехавший в Нижний Новгород на гастроли[146].

## 20 декабря 2011 года
- Якутск. В Якутске прошла акция протеста под лозунгами: «Перевыборы!»; «Верните честные выборы!»; «НЕТ — антинародному режиму!»; «Долой монополию партии чиновников и олигархов!», «Фальшебник — уходи! ЦИК РФ без Чурова!», «Председателя ЦИК РС(Я) Кривошапкина — в отставку!»[147].

## 21 декабря
В Москве в первый день работы Госдумы нового созыва члены «Другой России» и гражданские активисты провели акцию против нечестных выборов под лозугом «Не допустим самозванцев в парламент!» возле здания Госдумы. Согласовать акцию не удалось — чиновники сослались на то, что «заявленные цели акции противоречат Конституции РФ». К Охотном ряду, где проходило первое заседание новой Госдумы, собрались около 100 человек. Многие были задержаны ещё на подходе, участники акции успели лишь раскидать листовки и растянуть баннер с надписью «Лжедепутаты, сдайте мандаты!». Было задержано около 25 человек.

## 24 декабря
Проведены митинги во многих городах России, а также за рубежом.
Москва

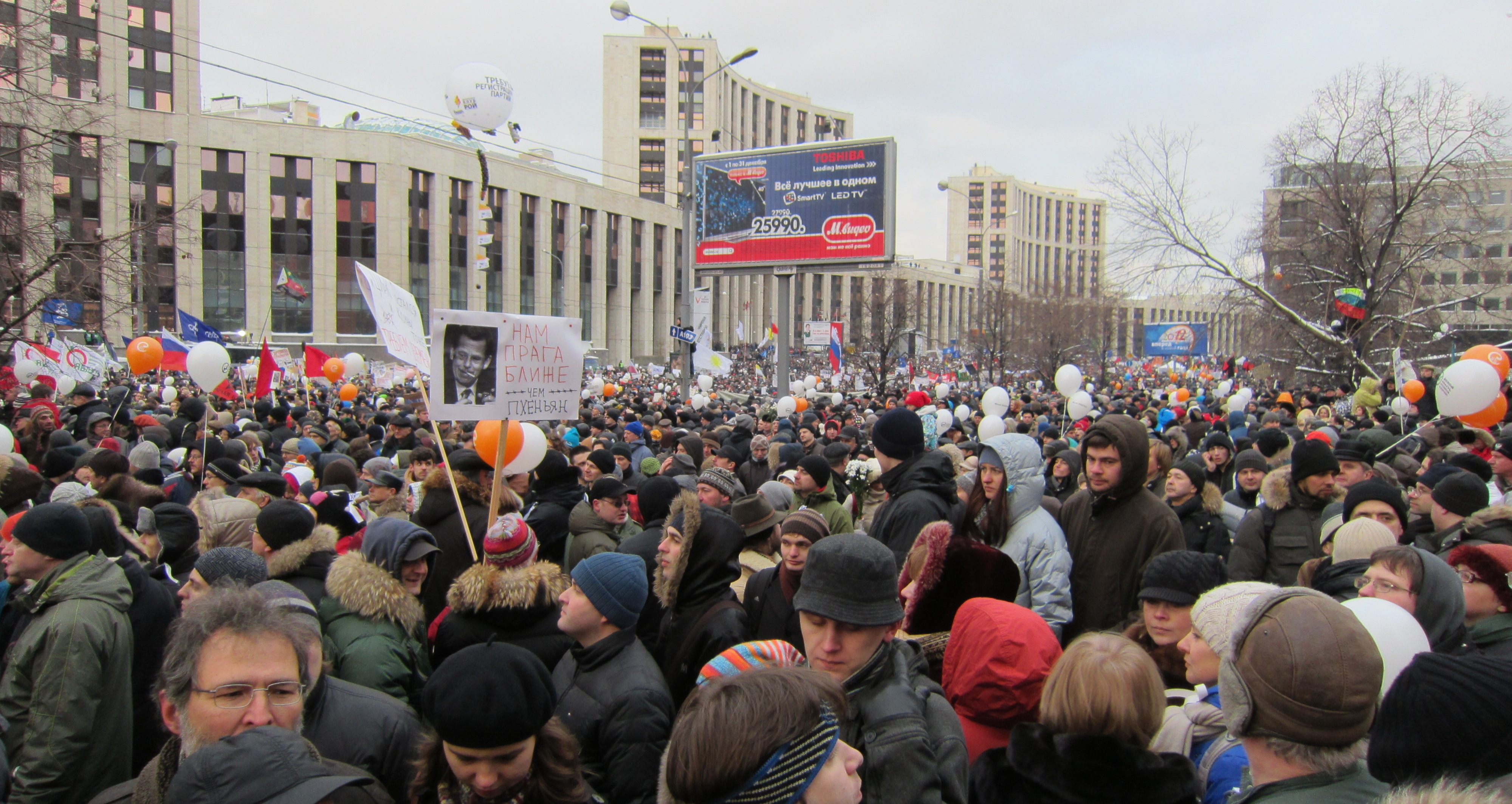
Митинг в Москве на проспекте Сахарова. В центре снимка, на плакате рядом с фотографией Вацлава Гавела надпись: «Нам Прага ближе, чем Пхеньян»

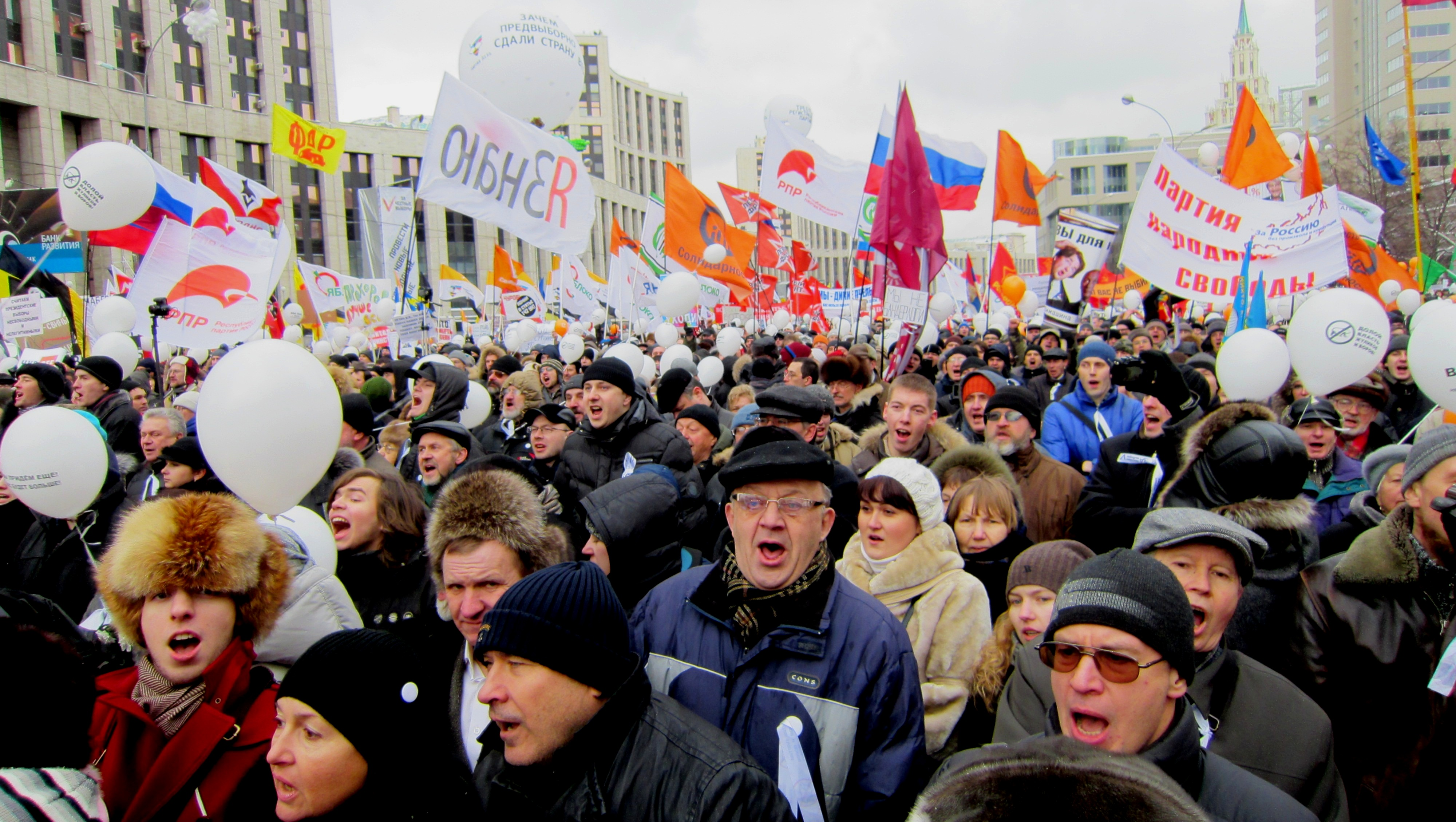
Митинг в Москве на проспекте Сахарова

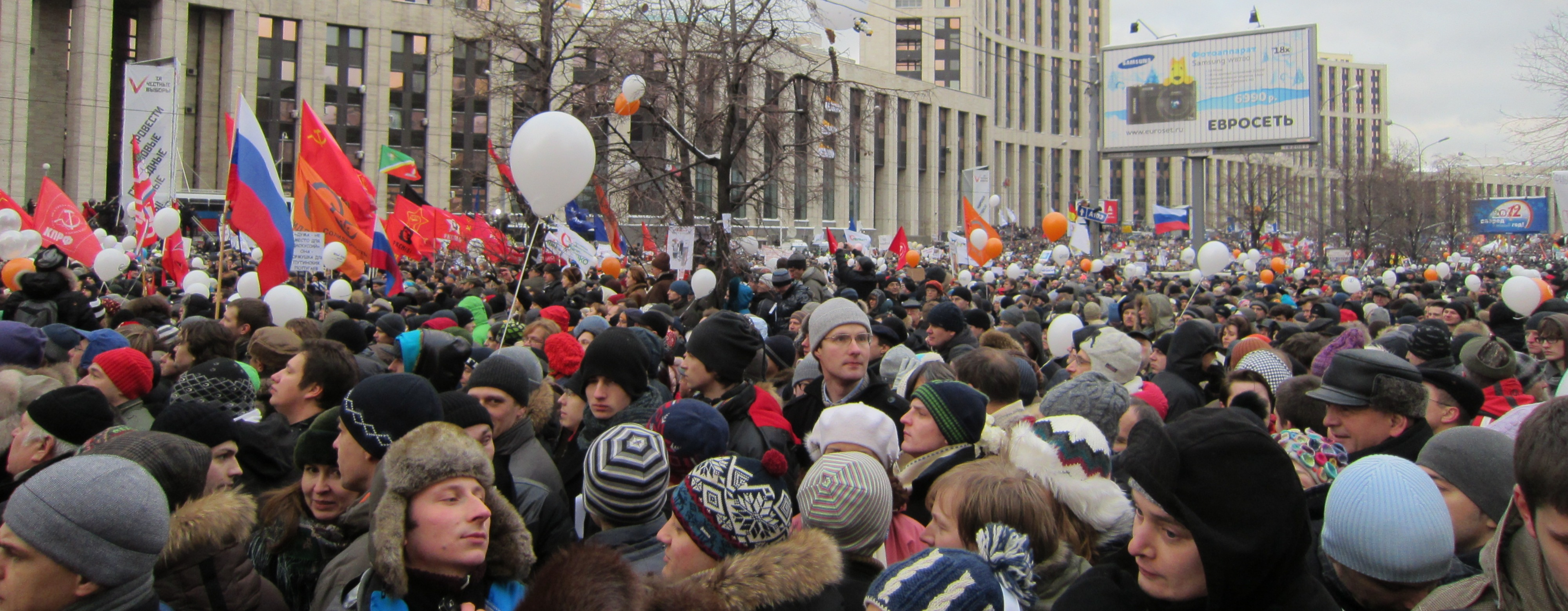
Митинг в Москве на проспекте Сахарова

Официально согласованный митинг проходил на проспекте Академика Сахарова. Было получено разрешение на 50 тысяч человек. При этом, по состоянию на 14 часов 23 декабря, в социальных сетях Facebook и «Вконтакте» подтвердили своё участие около 60 тысяч человек.
19 декабря 156 деятелей культуры подписали открытое письмо, в котором призвали москвичей прийти на общегражданский митинг 24 декабря на проспекте Академика Сахарова.
Среди выступавших были ораторы, утверждённые ранее организационным комитетом под председательством Навального: Борис Акунин, Борис Немцов, Гарри Каспаров, Алексей Кудрин, Алексей Навальный, Ксения Собчак, Владимир Тор, Константин Крылов, Артемий Троицкий, Евгения Чирикова, Григорий Явлинский, Виктор Шендерович, Илья Яшин, Константин Косякин, Владимир Ермолаев и другие. Вели митинг политик Владимир Рыжков, журналист Ольга Романова и спортивный комментатор Василий Уткин. Некоторые общественные деятели записали видеообращения, которые были воспроизведены на митинге на трёх больших экранах.
По данным МВД, на митинг вышло 30 тысяч человек, что больше, чем было на предыдущей крупной московской акции, на Болотной площади 10 декабря. По оценкам Бориса Немцова, численность участников митинга составила 100 тысяч человек. Владимир Рыжков заявил о 120 тыс. собравшихся. По мнению других организаторов 200 тысяч участников. По подсчётам, осуществлённым журналистами «Новой газеты» у рамок металлоискателей, с 13 до 16 часов на митинг на проспекте Сахарова через эти металлоискатели прошло 102 тысячи человек.
В свою очередь агентство «РИА Новости» с помощью профессионального оборудования определило, что на площади было не менее 56 тысяч человек.
Левада-Центр по заказу оргкомитета митинга провёл во время него социологическое исследование. Выяснилось, что 62 % протестующих — это люди с высшим образованием. Более трети участников акции — 38 % — назвали себя демократами, 31 % отнесли себя к либералам, коммунистов поддержали 13 процентов опрошенных, а социал-демократов — 10 %. Наибольшим доверием среди общественных деятелей и лидеров оппозиции у опрошенных пользуются журналист Леонид Парфенов, блогер Алексей Навальный и писатель Борис Акунин. Подавляющее большинство участников акции составили москвичи, и лишь чуть больше 20 % живут в области или за её пределами. Также почти три четверти заявили, что вновь готовы выйти на митинг, а почти половина не исключают, что могут стать наблюдателями на ближайших выборах и почти 86 % из тех, кто участвовал в митинге, в той или иной степени поддерживают лозунг «ни одного голоса Владимиру Путину». Самый высокий рейтинг среди партий, которым симпатизировали участники митинга, имеет «Яблоко» — 24 %. Вторая по популярности сила у демонстрантов — пока несуществующая партия Алексея Навального (19 %). На третьем месте — КПРФ (11 %), далее следуют Партия народной свободы (10 %) и ещё одна несуществующая партия — Михаила Прохорова (8 %). По 5 % голосов участников митига поддерживали партию «Справедливая Россия» и ЛДПР.

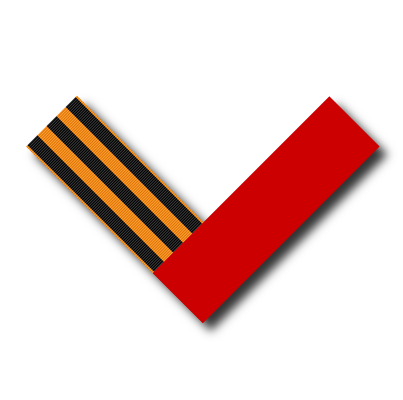
Красная и георгиевская ленты. Символ митинга на Воробьёвых горах

24 декабря в Москве, одновременно с событиями, происходящими на проспекте Академика Сахарова, движением «Суть Времени» был проведён альтернативный митинг на Воробьёвых Горах «Против Всех Жуликов И Воров». По разным подчётам на митинг пришло от 500 до 4000 человек. Вести сообщают о 1500 человек.
Санкт-Петербург
В городе провели два согласованных митинга, а также планировали провести один несогласованный.
Сторонники партий «Справедливая Россия», «Яблоко», «Солидарность», «Оборона», «Социал-демократический союз молодёжи», «Студенческое действие», «Лига избирательниц», «Выход», «Солдатские матери Санкт-Петербурга», «Либертарианская партия», «Правозащитный совет Санкт-Петербурга», «Республиканская партия», ЛГБТ-сеть, Народно-трудовой союз, а также внепартийные участники проводили митинг на Пионерской площади под названием «Разбуди Россию». По оценке ГУВД, на площади собралось свыше 1,5 тысяч граждан. Там выступил кандидат в президенты Сергей Миронов.
На площади Академика Сахарова в 14:00 собрался митинг численностью около 1 тысячи человек под названием «За честные выборы», этот митинг организовала Ольга Курносова, лидер ОГФ.
Третий митинг не был согласован, представители «Другой России» планировали его проведение у Смольного, однако всех участников сотрудники ОМОНа быстро задержали.
По официальным оценкам 24 декабря на митингах в Санкт-Петербурге приняли участие более 2,5 тысяч человек.
Абакан
Согласованный с администрацией митинг «За честные выборы» собрал на Первомайской площади Абакана около ста человек.
Архангельск
Митинг начался на площади Ленина, далее произошло шествие с площади Ленина по проспекту Чумбарова-Лучинского до площади Профсоюзов.
Барнаул
В городе состоялось два митинга, три человека выведены с митинга.
Владивосток
После митинга полиция арестовала человека с антипутинским плакатом, суд дал 10 суток ареста
Владимир
Согласованный митинг прошёл на Соборной площади. По словам организатора, журналиста Натальи Новожиловой, он оказался малочисленнее, чем 10 декабря.
Волгоград
На митинге присутствовало по разным оценкам от 300 до 1000 человек.
Вологда
Организатором митинга выступил депутат областного Законодательного собрания Е. В. Доможиров. Акция проходила на Кремлёвской площади. По данным организаторов собралось около 500 человек, по данным пресс-службы УВД по Вологодской области — около 100 человек Участие в митинге приняли участие представители оппозиционных политических сил — «Справедливая Россия», КПРФ, «Яблоко», а также незарегистрированных партий «Рот Фронт» и «Воля». Среди требований митингующих: пересмотр и отмена итогов выборов в Государственную Думу, отставка В. Чурова, расследование всех фактов нарушений и фальсификаций, наказание виновных; проведение новых открытых и честных выборов; принятие более либерального законодательства о политических партиях и выборах; освобождение политзаключённых и неправомерно осужденных. Митингующие также довольно резко высказывались против В. Путина и его выдвижения на пост Президента РФ. Никаких нарушений во время митинга зафиксировано не было.
Екатеринбург
На Площади Труда состоялся разрешённый митинг. На митинге выступили Т. Лазарева, М. Шац и А. Пушной.
Иваново
Санкционированный митинг состоялся на бульваре Кокуй. Митинг был согласован с администрацией области местным отделением КПРФ. Присутствовало около 400 человек. Выступали активисты КПРФ, агитирующие голосовать за Зюганова, Яблоко, Левый Фронт, Голос, профсоюз медработников и предпринимателей и простые ивановцы.
Йошкар-Ола
Протест на площади Никонова, перед собравшимися выступил Юрий Шевчук.
Казань
В митинге приняли участие около тысячи человек. Организаторами митинга стали: партия «Яблоко», движение «Гражданский союз» и «Общество русской культуры». В митинге также участвовали представители КПРФ.
Киров
Общегражданский митинг состоялся в субботу 24 декабря 2011 года на площади Вождей Революции. Митинг примечателен тем, что в нём принял участие и выступил губернатор Кировской области Никита Белых.
Красноярск
Митинг прошёл на Красной площади. По данным полиции, на мероприятии присутствовало около 500 человек. По другим данным, собралось от 1 до 3 тысяч человек. Активисты раздавали символ движения «За честные выборы» — белые ленточки, распространялась брошюра «Путин. Коррупция».
Липецк
Митинг начался шествием от площади Героев до дворца спорта «Звёздного». Митинг собрал около 300 человек.
Нижний Новгород
На площади Свободы возле памятника героям и жертвам революции 1905 года в сквере.
В связи с тем, что власти в третий раз отказались согласовывать проведение митинга на площади Минина, организаторы решили перенести митинг на площадь Свободы. Однако, за три дня до проведения митинга, власти отказались его согласовывать на предложенном ими же месте, опять предложив организаторам другие места.
Таким образом, митинг не был санкционирован. До начала митинга на площадь Свободы были стянуты сотрудники полиции — 2 машины ОМОНа, 3 автобуса ПАЗ батальона особого назначения (БСН). В отличие от предыдущих митингов, в проведение которых полиция не вмешивалась, во время митинга начались задержания. Всего в ходе него ОМОН задержал около 40 человек, на 22 из них были составлены протоколы об административном правонарушении. По мнению организаторов в митинге участвовало не менее 1500 человек.

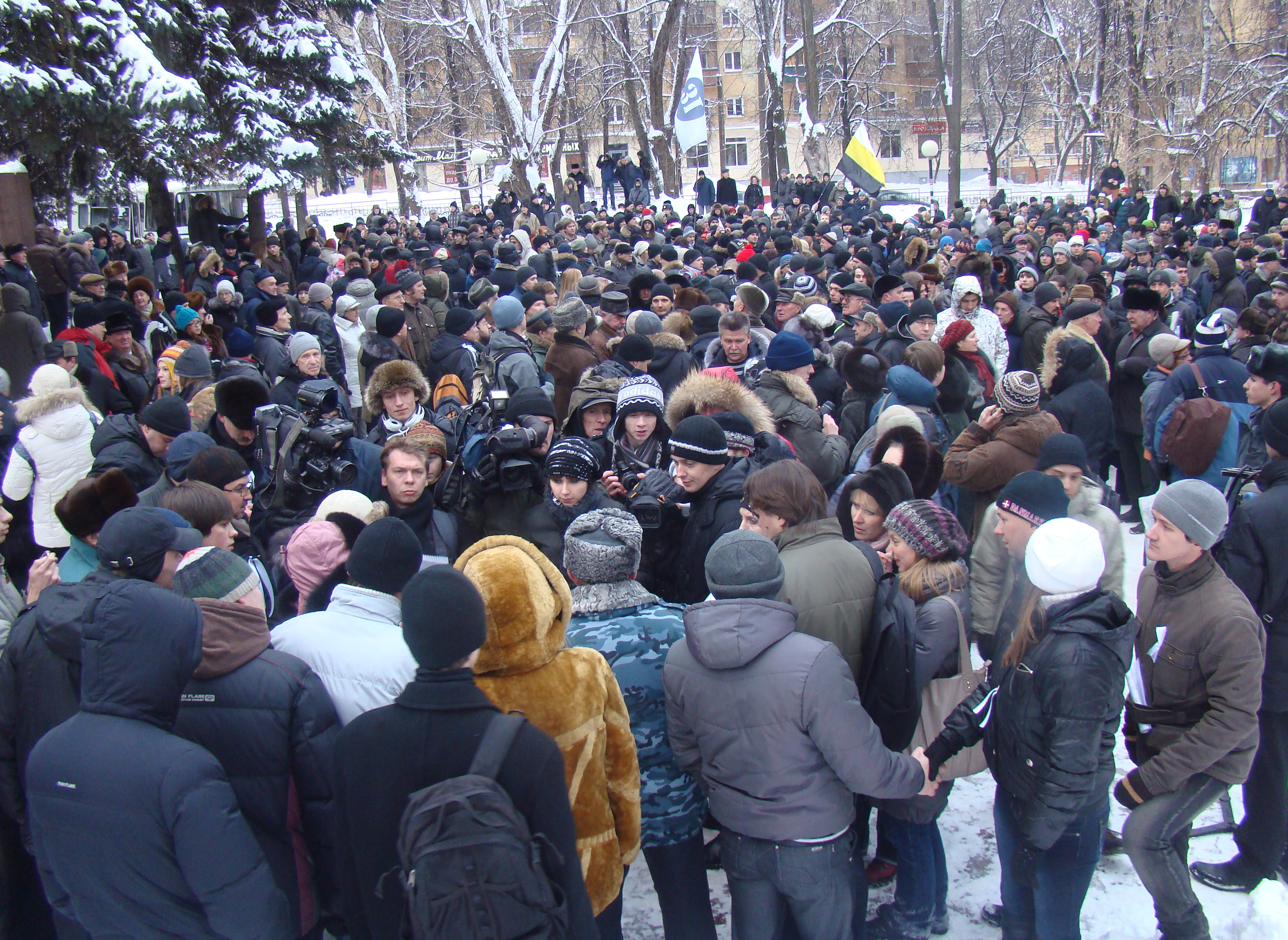
Несанкционированный митинг в Нижнем Новгороде
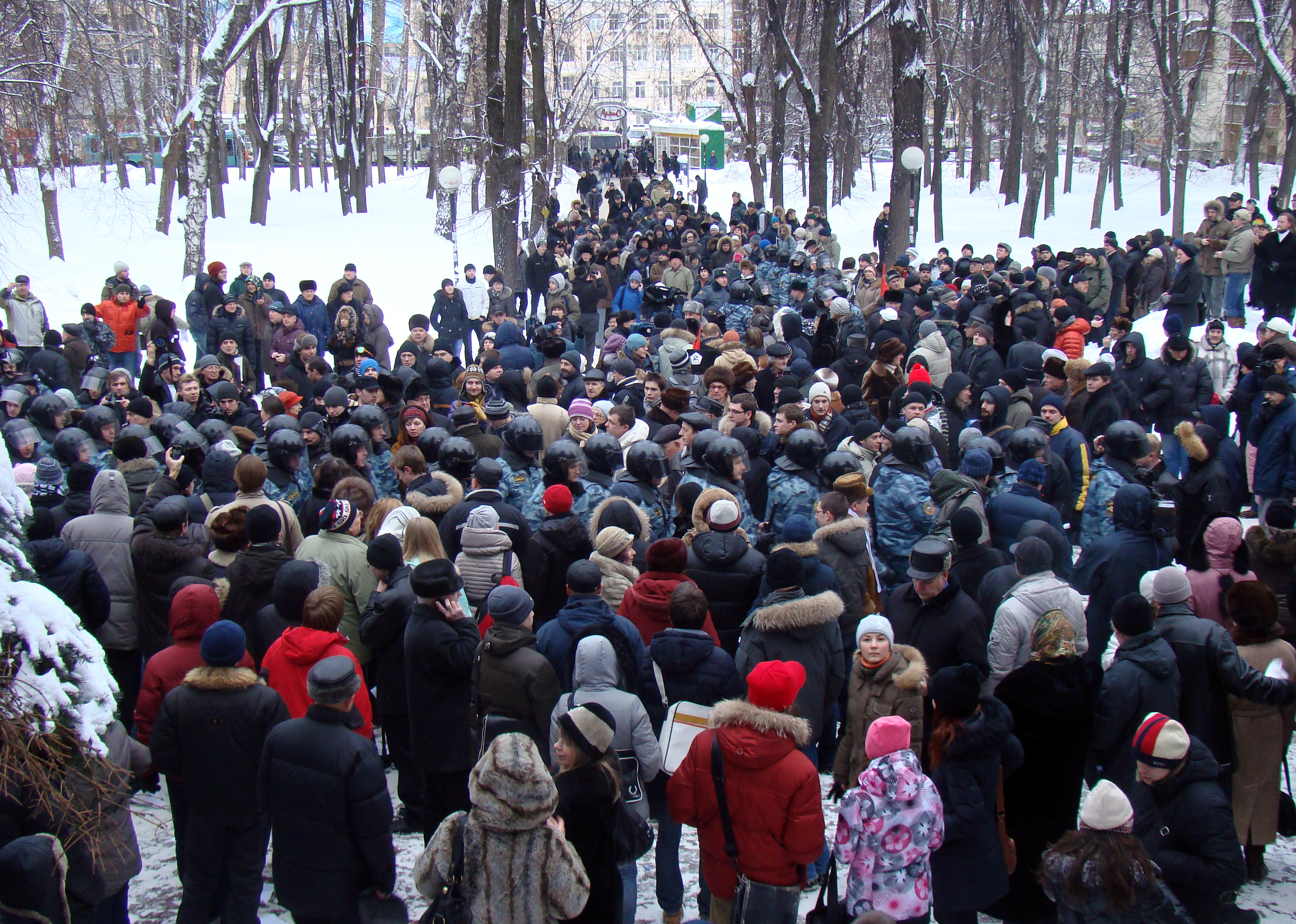
Строй ОМОНа проходит через толпу
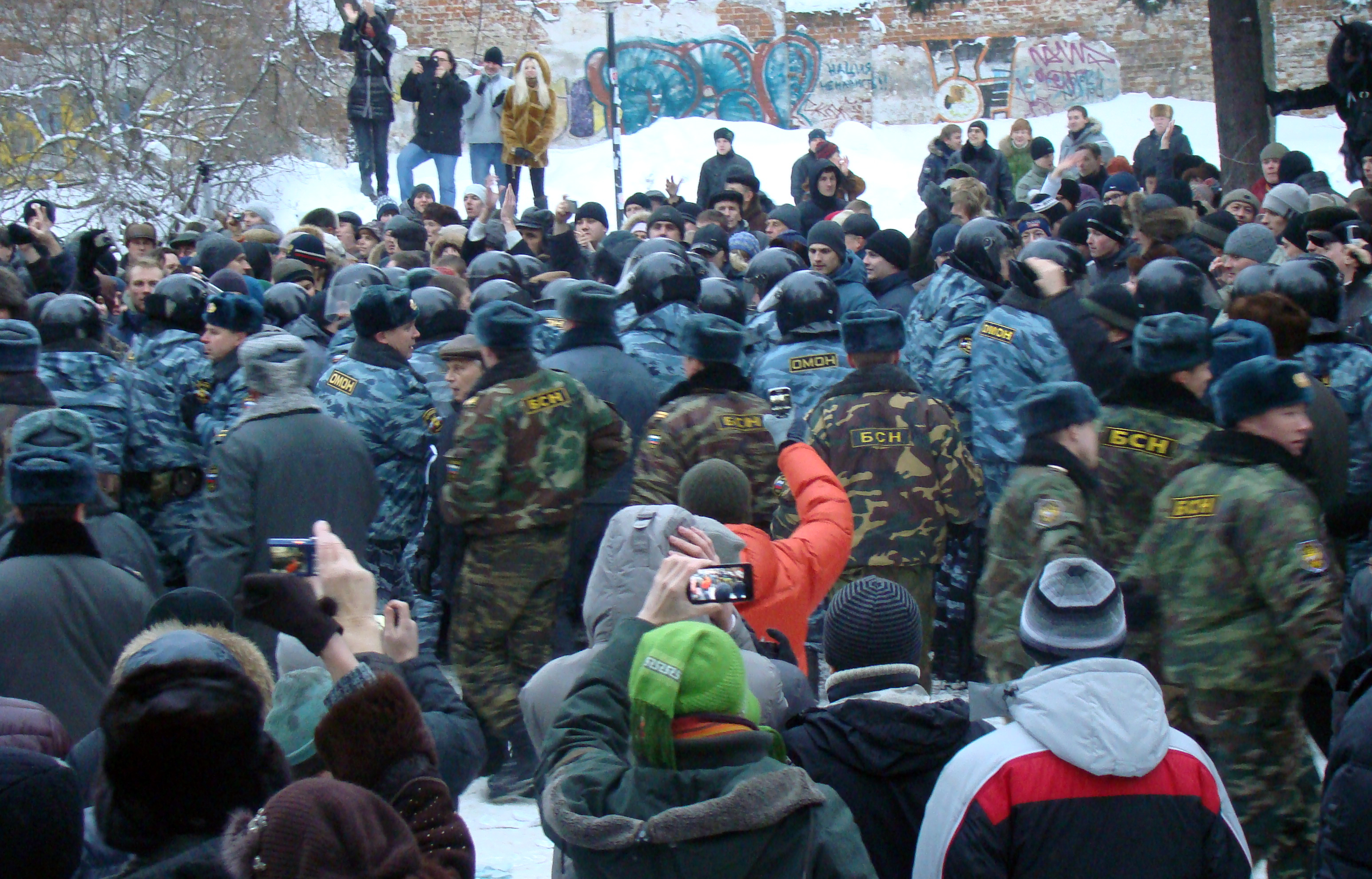
ОМОН и спецназ оттесняют митингующих, образуя коридор, чтобы автобус с задержанными активистами смог выехать из сквера.
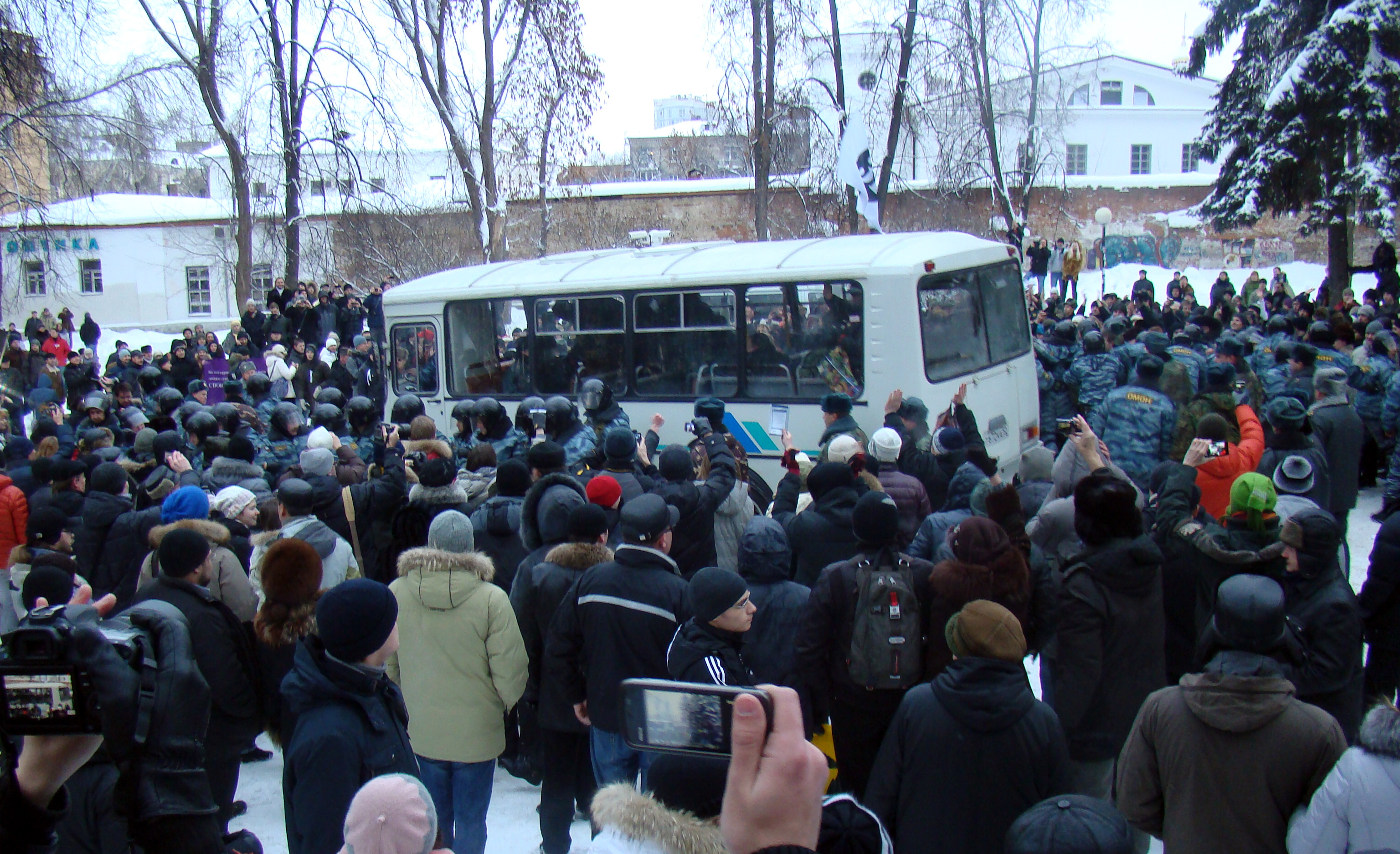
Автобус с задержанными активистами выезжает из сквера.

Новосибирск
В Новосибирске состоялось шествие по маршруту театр «Глобус» — Государственная публичная научно-техническая библиотека и митинг на площади перед ГПНТБ. Пришло порядка 2000 человек.
Пенза
Согласованный с властями митинг под лозунгом «За честные выборы» состоялся на площади у кинотеатра «Родина». В митинге приняло участие от 300 до 500 человек.
Пермь
По мнению репортёров «Эха Москвы» в Перми, митинг собрал около 2000 человек. На митинге выступали политики, общественные деятели и журналисты.
Пятигорск
Митинг в Пятигорске в Комсомольском парке. Акция санкционирована.
Ростов-на-Дону
Общегражданский митинг «За честные выборы» прошёл на Театральной площади. Митинг был согласован с властями.
Количество участников репортёр Ростовского агентства новостей оценил приблизительно в 800 человек, а полиция — в 300. Интернет-СМИ «Кавказский Узел» назвало цифру более 500 человек. По официально не подтверждённым данным, полицейская рамка показала более 1200 человек, прошедших через неё.
Прозвучали призывы отставки Владимира Путина и правительства страны. Действующим депутатам Госдумы предложили сложить полномочия и провести повторные выборы. Выступали политики, представители общественных организаций и просто неравнодушные к происходящему в стране ростовчане: лидер ростовского Объединённого гражданского фронта и движения «Солидарность» Борис Батый, депутат Госдумы Владимир Бессонов, писатель Денис Гуцко, драматург Владимир Голышев, журналисты<.
В резолюции зафиксированы требования: отмена итогов сфальсифицированных парламентских выборов 4 декабря; расследование всех фактов нарушений на выборах; отставка главы ЦИК Владимира Чурова и председателя ростовского избиркома Сергея Юсова; беспрепятственная регистрация оппозиционных политических партий; проведение новых выборов в Госдуму в 2012 году, а также освобождение политзаключённых.
Рязань
Санкционированный митинг в Рязани прошёл на площади Ленина.
Самара
24 декабря у Дворца спорта ЦСК ВВС на Молодогвардейской улице прошёл согласованный с властями общегражданский митинг «За честные выборы». Пришли люди разного возраста — студенты, молодёжь, пары с детьми, пенсионеры. Полицейские насчитали 2 200 человек, а организаторы митинга — около 4 тысяч человек. Всего выступило более 30 ораторов из Самары и области.
Саратов
Объединённый общегражданский митинг 24 декабря собрал от 800 до 2000 несогласных с результатами последних выборов в Государственную думу. Митинг проходил у цирка. Акция была организована гражданской инициативной группой, сумевшей договориться с КПРФ и «Яблоком». Присутствовали представители различных партий, но не было партийных флагов. Участники держали плакаты «Перемен», «За свободные чистые выборы», «Надоело враньё, долой империю лжи», «Мы не голосовали за, мы голосовали против» и другие. Протестующие требовали отмены результатов голосования и проведения перевыборов в Госдуму в 2012 году. Также митингующие требовали отставки ряда политиков и функционеров: председателя правительства Владимира Путина, председателя ЦИК Владимира Чурова, членов избиркомов и чиновников, уличённых в фальсификации.
Тверь
В Твери прошёл митинг «Против нечестных выборов», в котором приняли участие партии КПРФ, «Справедливая Россия», «Яблоко», «Воля». Митинг был санкционирован администрацией Твери.
Томск
Митинг на Новособорной площади собрал более тысячи человек.
Тюмень
В Тюмени митинг за честные выборы, собравший около 800 человек, проходил под лозунгами «Верните нам выборы», «Я здесь бесплатно», «У меня украли голос». По итогам митинга была принята резолюция, с требованием отменить итоги прошедших парламентских выборов, отправить в отставку глав избиркомов, прекратить административное давление на избирателей, а также тщательно и гласно расследовать все известные случаи нарушения законной процедуры выборов в Тюменской области.
Улан-Удэ
Пикет протеста против фальсификаций в Улан-Удэ собрал 40 человек.
Хабаровск
В Хабаровске на площади Ленина площади прошёл массовый пикет протеста против фальсификаций, часть людей была задержана.
Чебоксары
В Чебоксарах прошли сразу два митинга против фальсификации результатов выборов.
Челябинск
24 декабря на Алом поле состоялся второй митинг «За честные выборы», организованный движением «Солидарность» при участии партии «Яблоко». Митинг был согласован с администрацией. По оценкам челябинских СМИ, в митинге участвовали 1000 человек, полиция заявляет о 500. Митингующие держали в руках лозунги «Мы не немы», «Чурова и Старостину — в отставку», «Путин должен уйти», «ЕдРо, сдай мандаты» и другие.
Ярославль
В Ярославле состоялся согласованный митинг, в котором приняли, по разным оценкам, от 200 до 700 человек.
Зарубежье
Российские протесты были поддержаны русскоговорящим населением зарубежных стран. 24 декабря состоялись митинги в таких странах как:
- Ирландия (Дублин[214])
- США (Вашингтон, Нью-Йорк[215])

## 14 января 2012 года
Митинг, организованный партией «Яблоко», прошёл в Москве на Чистопрудном бульваре. После окончания митинга сотрудниками полиции были задержаны председатель партии «Яблоко» Сергей Митрохин и член партии «Яблоко», а также и организатор митинга, Майя Завьялова.

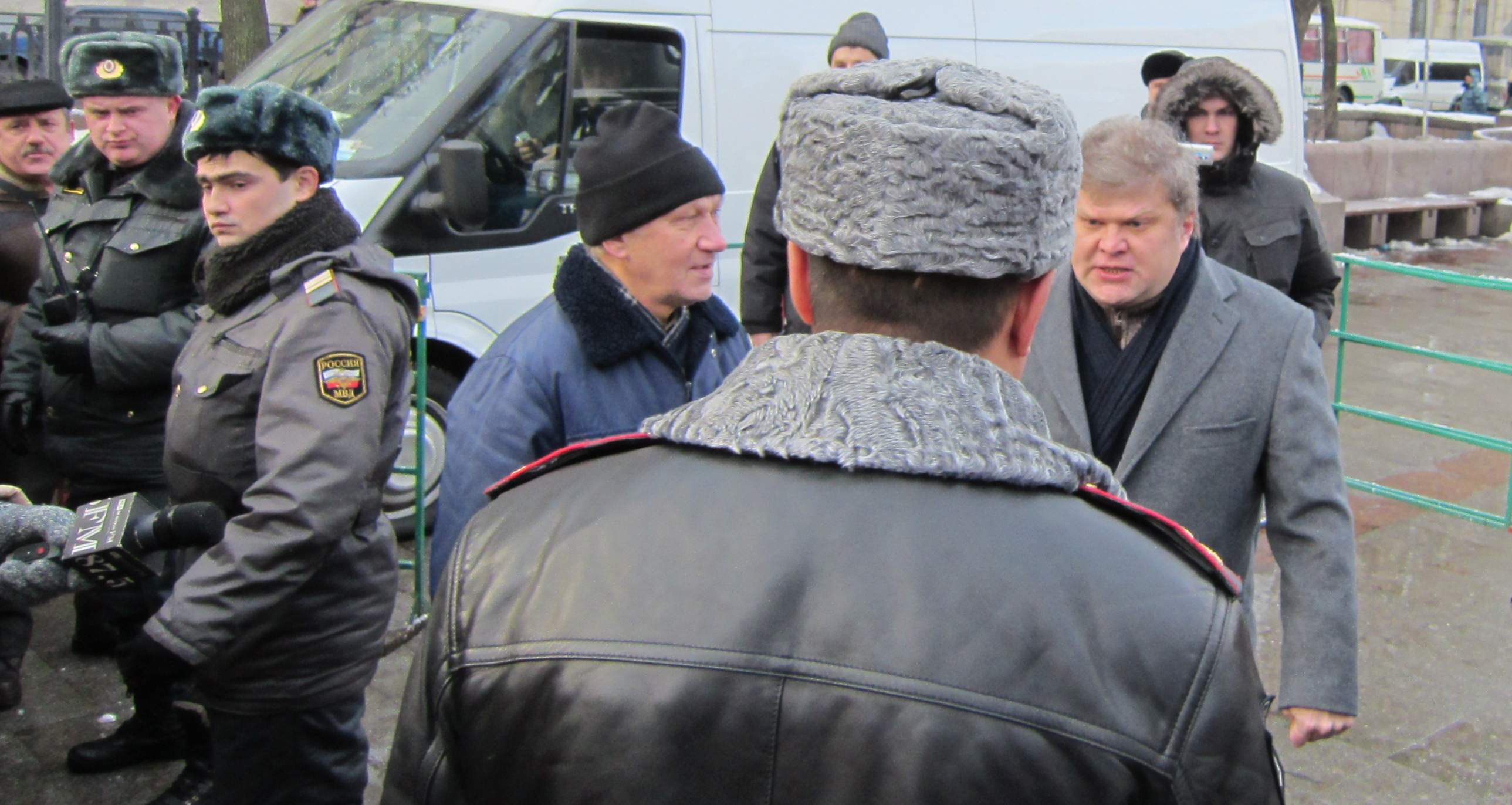
Сергей Митрохин выражает протест против установки полицейских заграждений, препятствующих проходу участников к традиционному месту проведения митингов
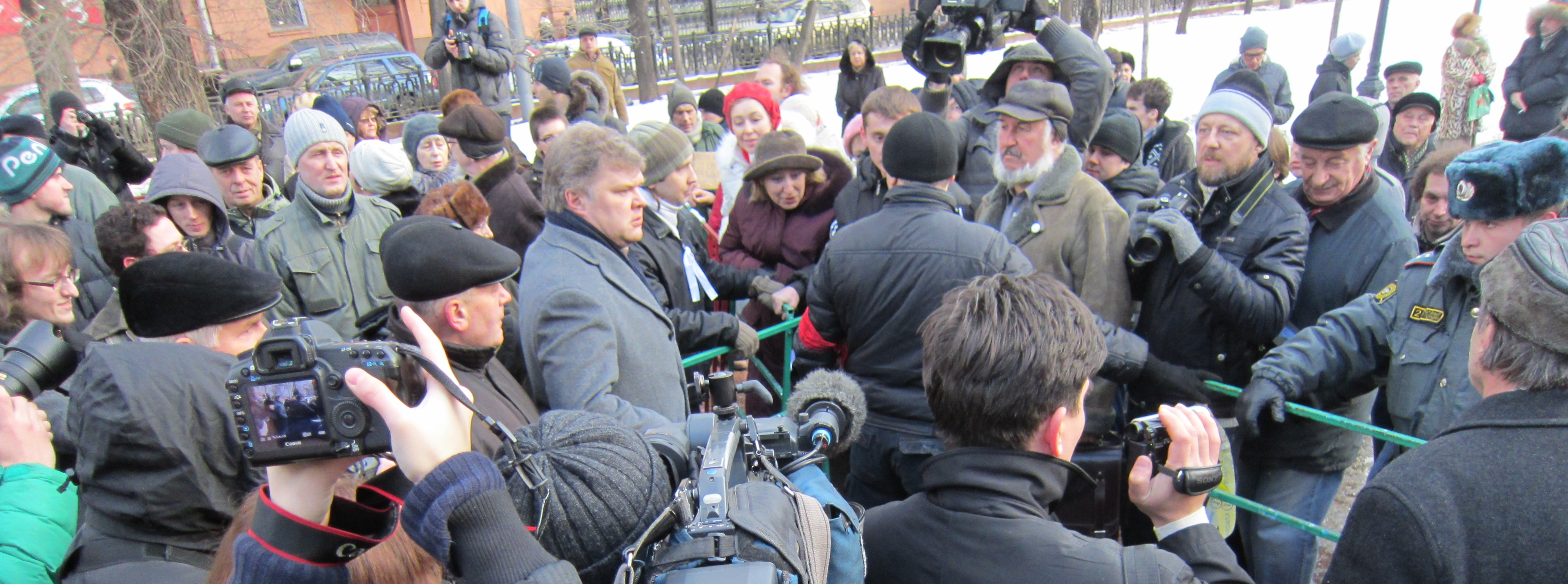
Сергей Митрохин организует удаление полицейских барьеров, распроложенных в 200 метрах позади внешнего ограждения и рамок металлоискателей.
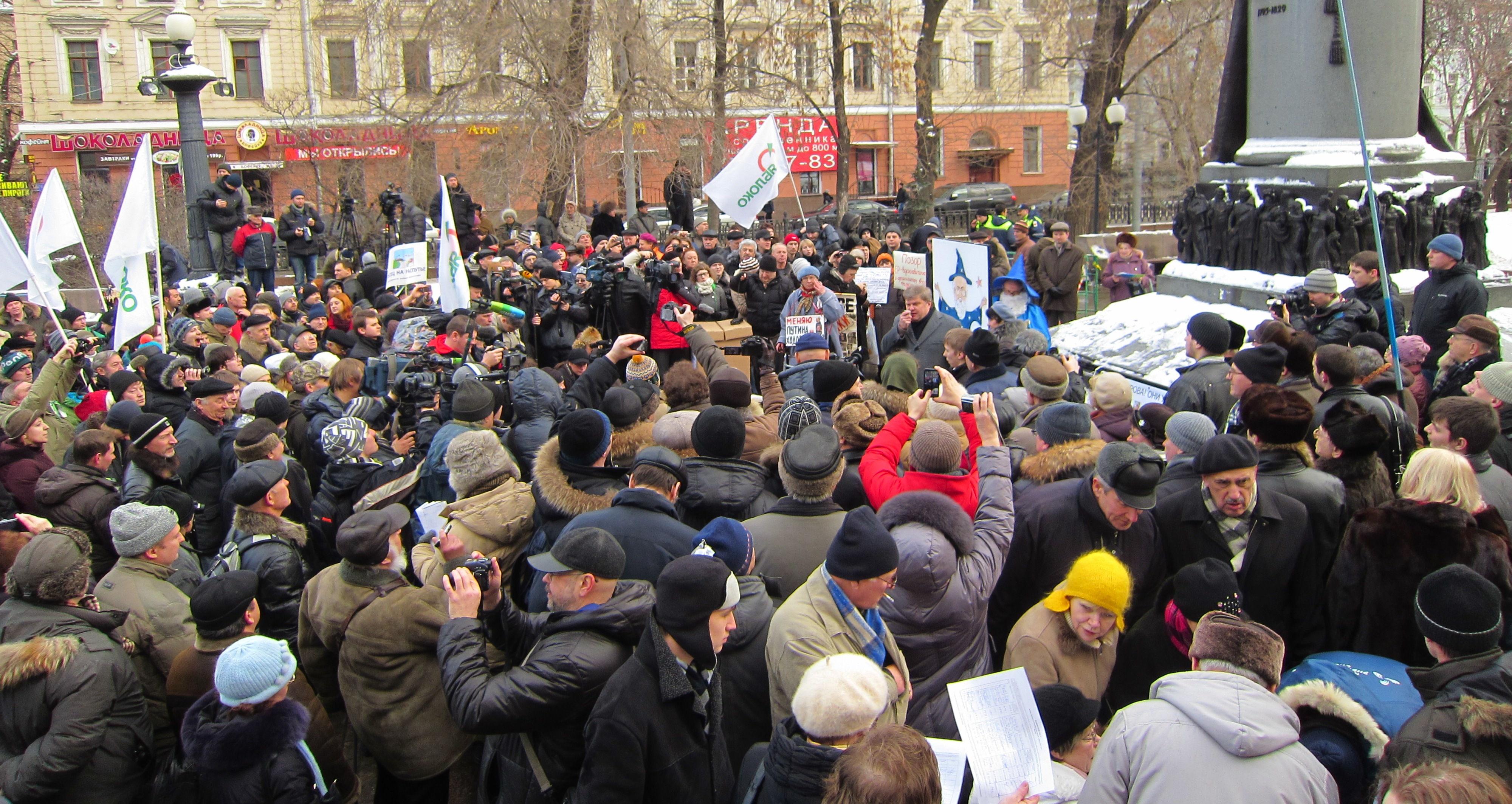
Митинг партии Яблоко у подножия памятника Грибоедову на Чистопрудном бульваре
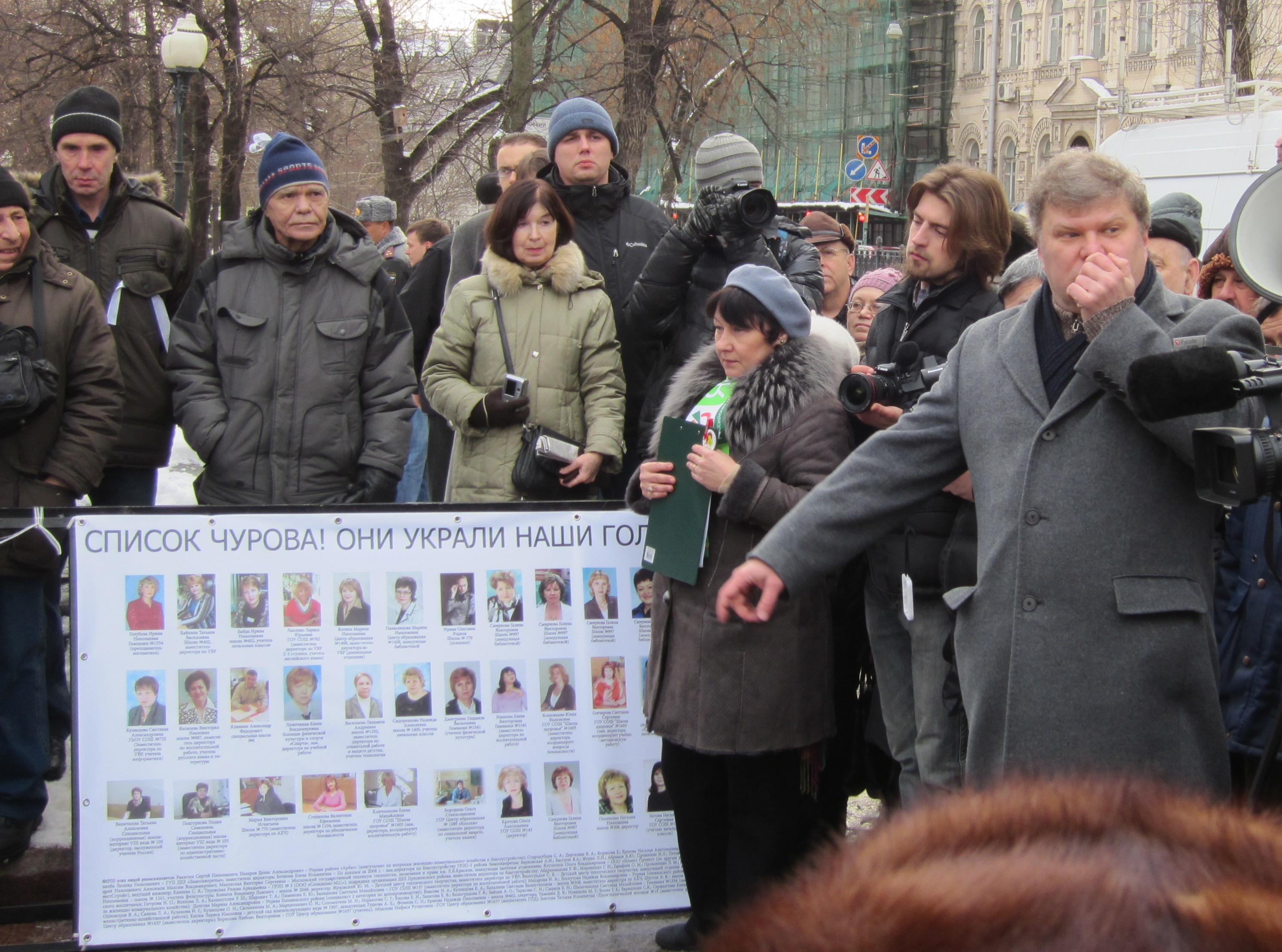
Сергей Митрохин представляет т. н. "Список Чурова", в котором указана только небольшая часть тех, кто, по словам С. Митрохина, уличён в фальсификация на выборах 4 декабря 2011 года.
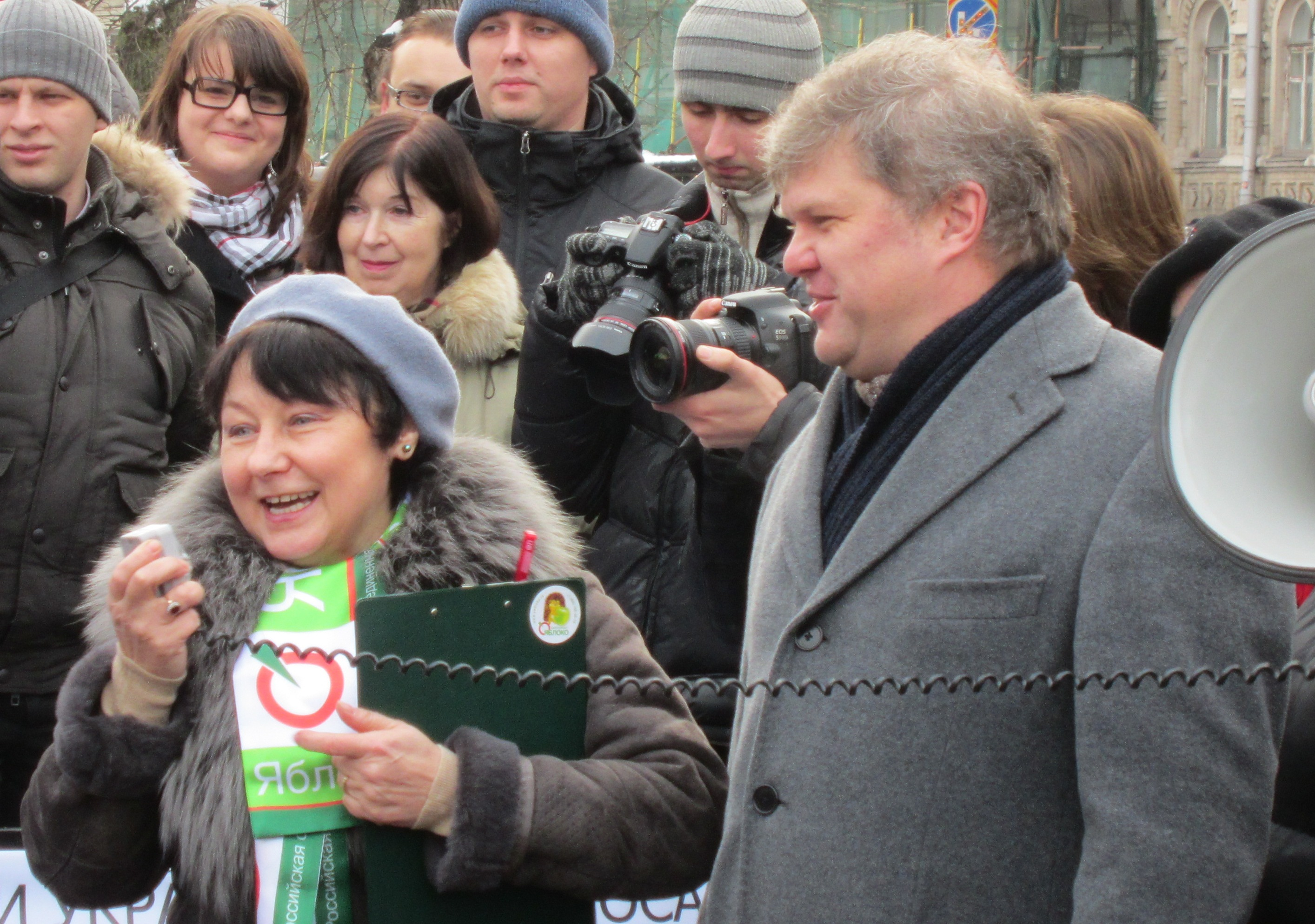
Майя Завьялова и Сергей Митрохин - организаторы митинга.

## 4 февраля
16 января 2012 года о своём создании объявила Лига избирателей, призванная бороться за честные выборы, в том числе путём организации массовых акций в Москве и других городах страны 4 февраля. В списке её учредителей Леонид Парфёнов, Юрий Шевчук, Борис Акунин, Татьяна Лазарева, Дмитрий Быков, Людмила Улицкая и другие.
4 февраля 2012 года прошла новая серия массовых акций «За честные выборы». Митинги и шествия прошли в более чем 100 городах России и зарубежья. Движение «Белая лента» подготовило карту, на которой отмечены все участвующие города с информацией о месте и времени акций, а также ссылками на группы в социальных сетях.

### Москва
В Москве 4 февраля прошли сразу две акции протеста оппозиции под лозунгом «За честные выборы» — общегражданское шествие, в котором отдельными колоннами прошли либералы, левые, националисты, а также общегражданская колонна, с митингом по окончании шествия, и отдельный митинг для либеральной и демократической части оппозиции, которая, по словам организаторов, «не приемлет совместного шествия с националистами и коммунистами».
Численность митинга «За честные выборы» на Болотной площади в Москве по оценкам организаторов составила 120 тысяч человек. Об этом со сцены объявил ведущий акции Владимир Рыжков. Полиция оценила численность митинга в 36 тысяч участников. Инженер-геодезист Николай Помещенко оценил пиковое значение митинговавших в 62 тысячи человек.
На альтернативный митинг, отвергающий сотрудничество с националистами, на проспекте Сахарова пришли, по данным полиции, 150 человек, а по оценке Константина Борового — около 1000 человек.

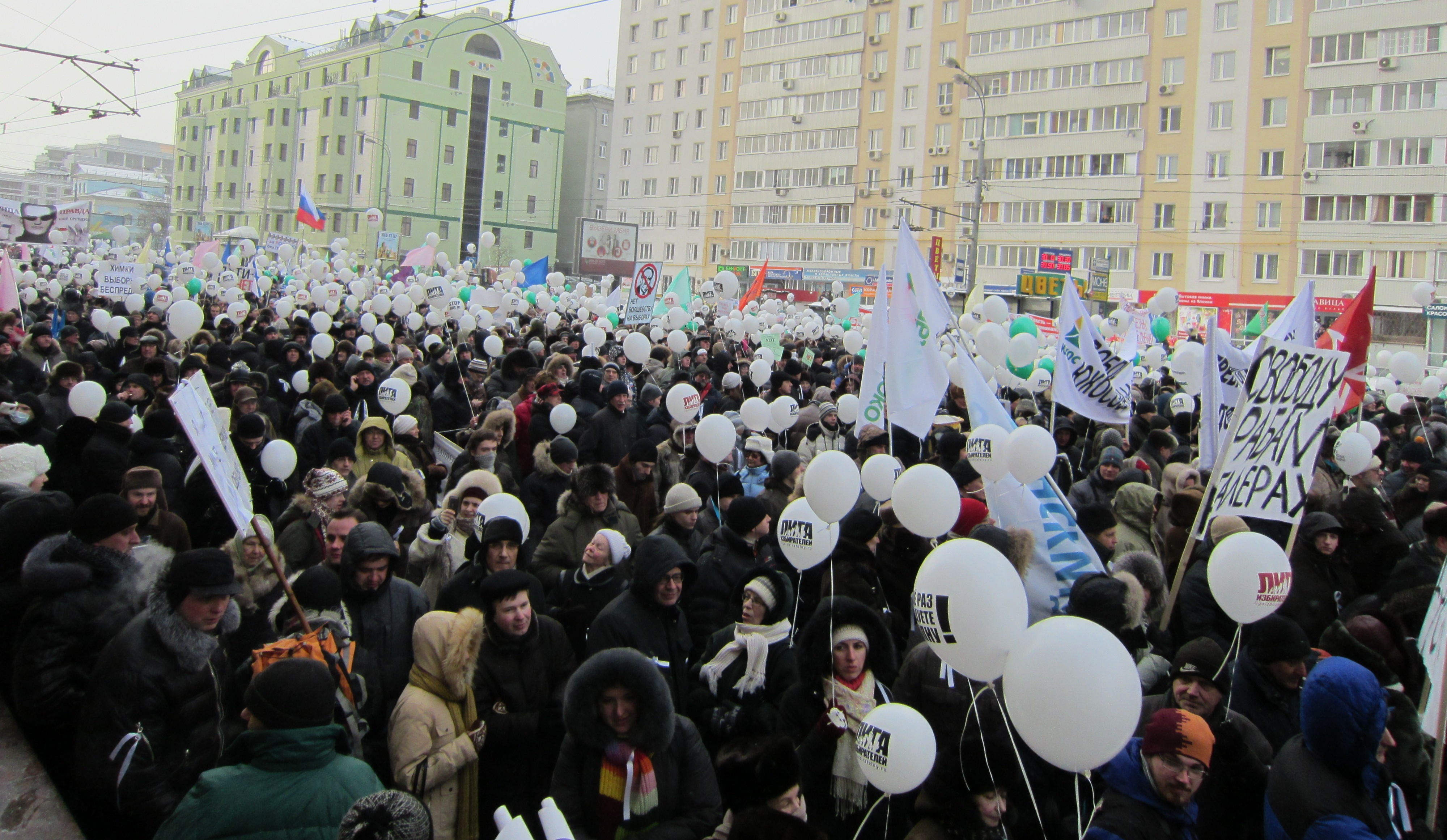
Шествие по улице Большая Якиманка в Москве 4 февраля 2012 года

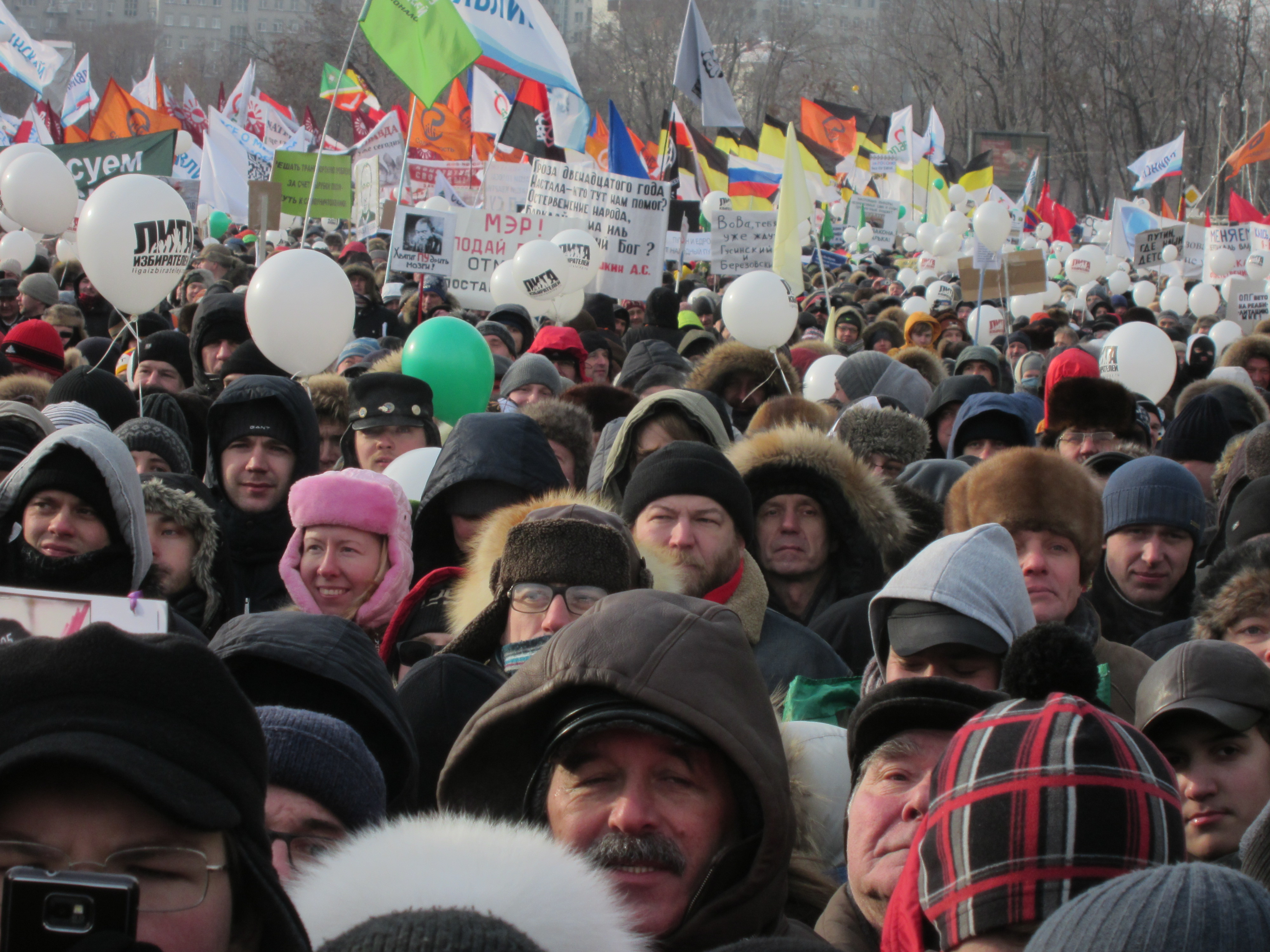
Митинг на Болотной площади

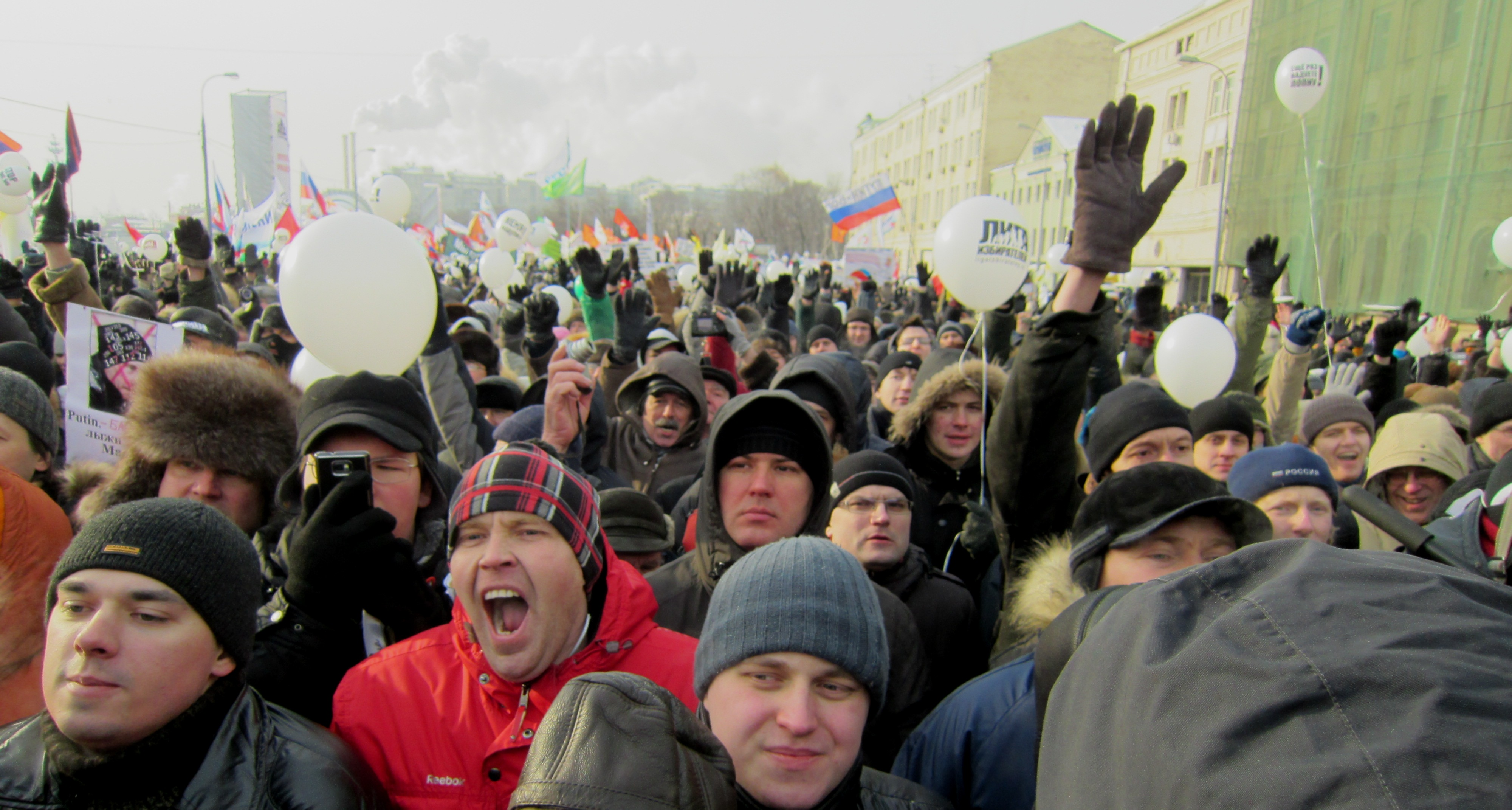
Демонстранты на Болотной площади принимают резолюцию митинга

30 декабря 2011 года в социальной сети Facebook (а затем и в других сетях) было создано мероприятие «Мирное шествие за честные выборы 4 февраля», на 27 января только в сети Facebook подтвердили своё участие 23,5 тыс. человек.
20 января 2012 года была подана заявка в мэрию Москвы о проведении общегражданского шествия 4 февраля 2012 года с участием 50 тысяч человек. Заявителями выступили Дмитрий Быков, Надежда Митюшкина, Елена Лукьянова, Сергей Давидис, Игорь Бакиров, Сергей Пархоменко и Анастасия Удальцова.
«Отмежеваться от нацистов и, желательно, от коммунистов» призвали лидеров демократических движений политик Константин Боровой, а также известные общественные деятели, правозащитники, экономисты, актёры, литераторы, журналисты, присоединившиеся в социальных сетях к сообществам «Россия без Гитлера!», «Россия без фюрера!», члены которых поддерживают проведение митингов за честные выборы, но при этом едины во мнении, что «не следует на своих спинах нести коричневую альтернативу нынешнему режиму, ибо „нельзя лечить чуму холерой“». 23 января Константин Боровой подал заявку на проведение митинга 4 февраля «За честные выборы и демократию». 26 января с властями был согласован митинг на проспекте Академика Сахарова, между Каланчёвской и Садово-Спасской улицами, 4 февраля 2012 года, с количеством участников до 30 тыс. человек.
Борис Немцов, Сергей Давидис и пресс-секретарь Михаила Касьянова заявили, что не пойдут на этот митинг, подчёркивая, что необходимо сохранять единство оппозиционных сил. В свою очередь Немцов назвал проведение данного митинга провокацией и сравнил действия Борового по расколу оппозиции с действиями Путина и Рогозина. Резкой критике подвергли организаторов митинга на проспекте Сахарова также Гарри Каспаров и Илья Яшин.

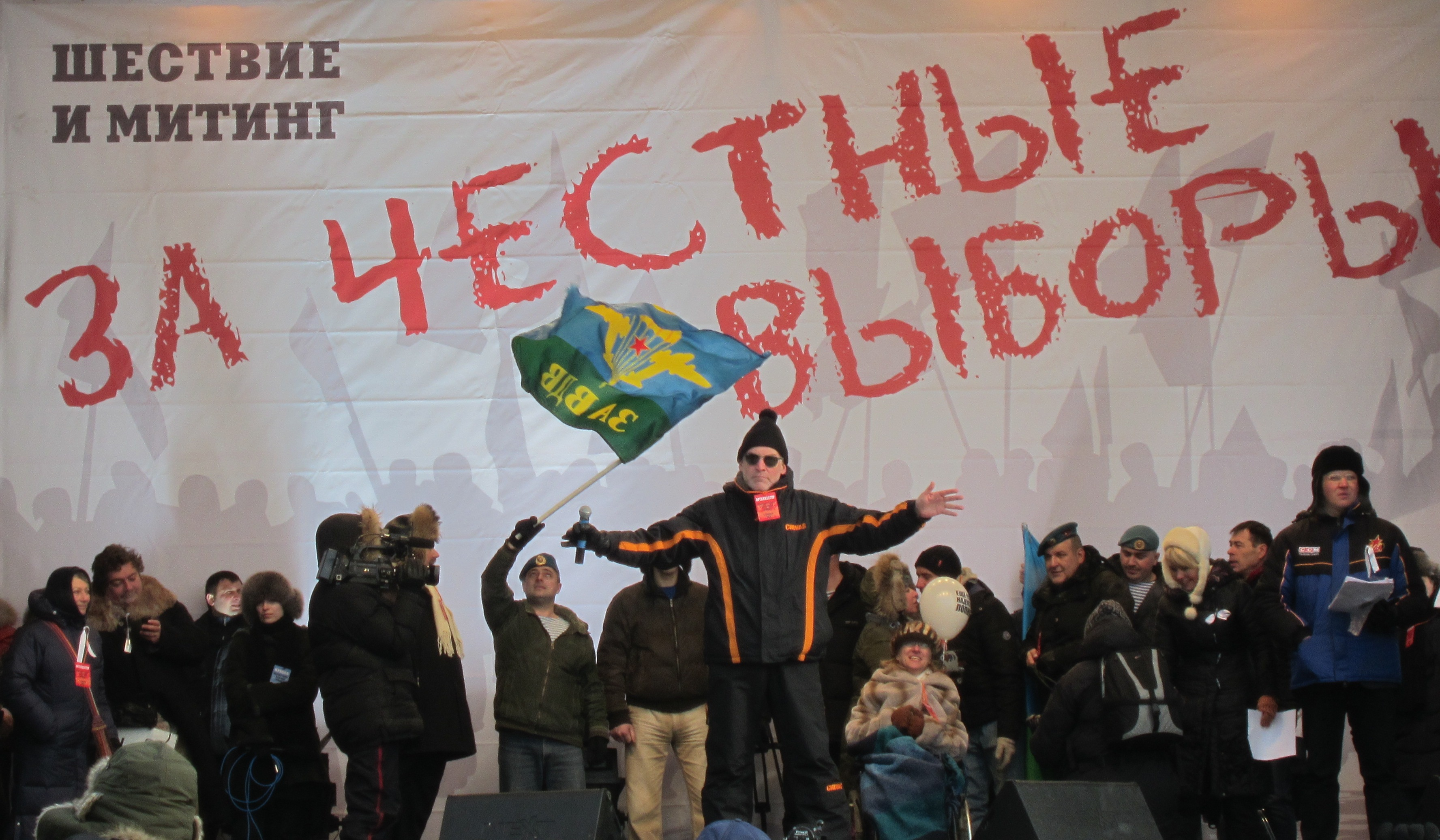
Выступление Артемия Троицкого.
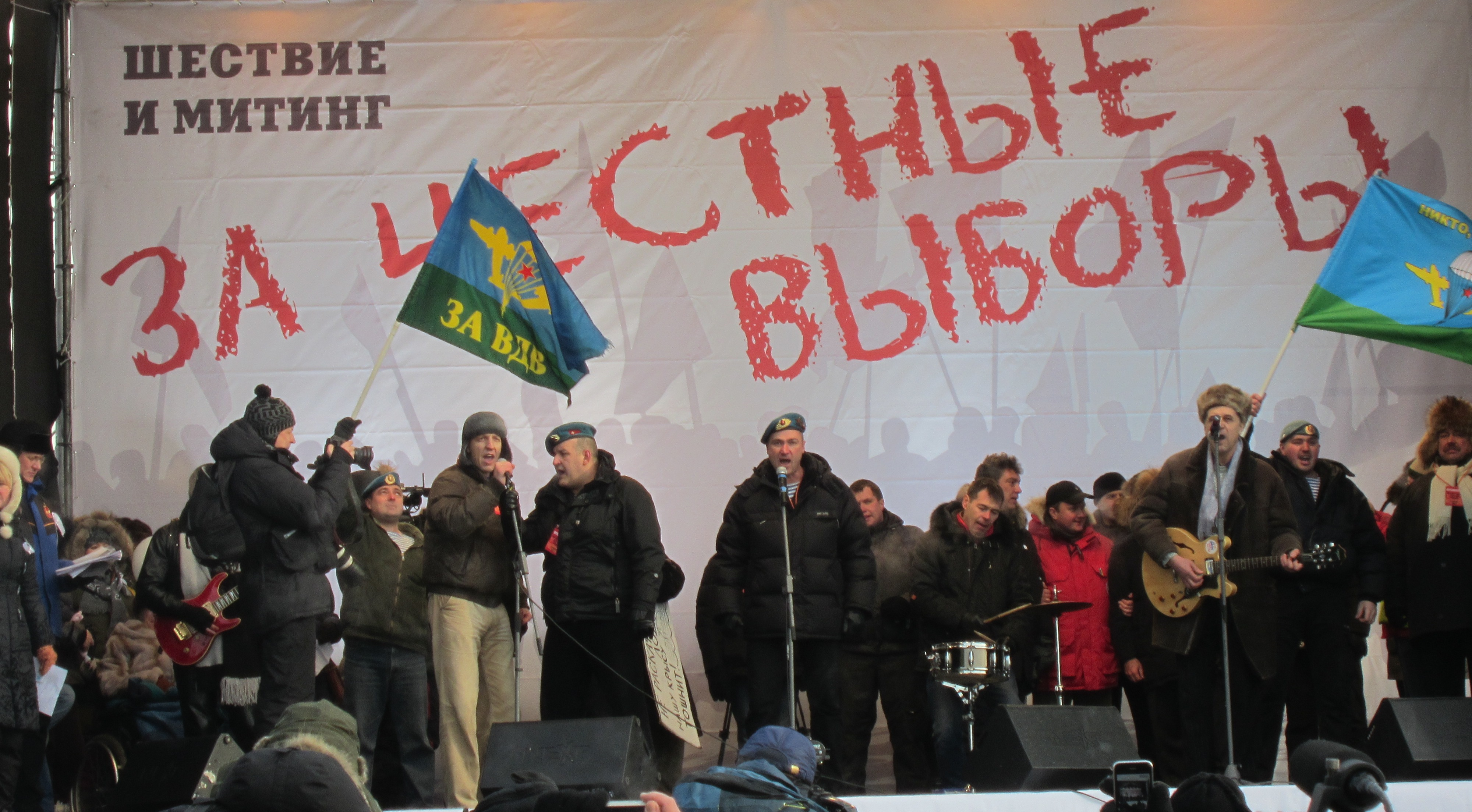
Выступление ансамбля комитета ветеранов ВДВ района "Академического" (Москва).
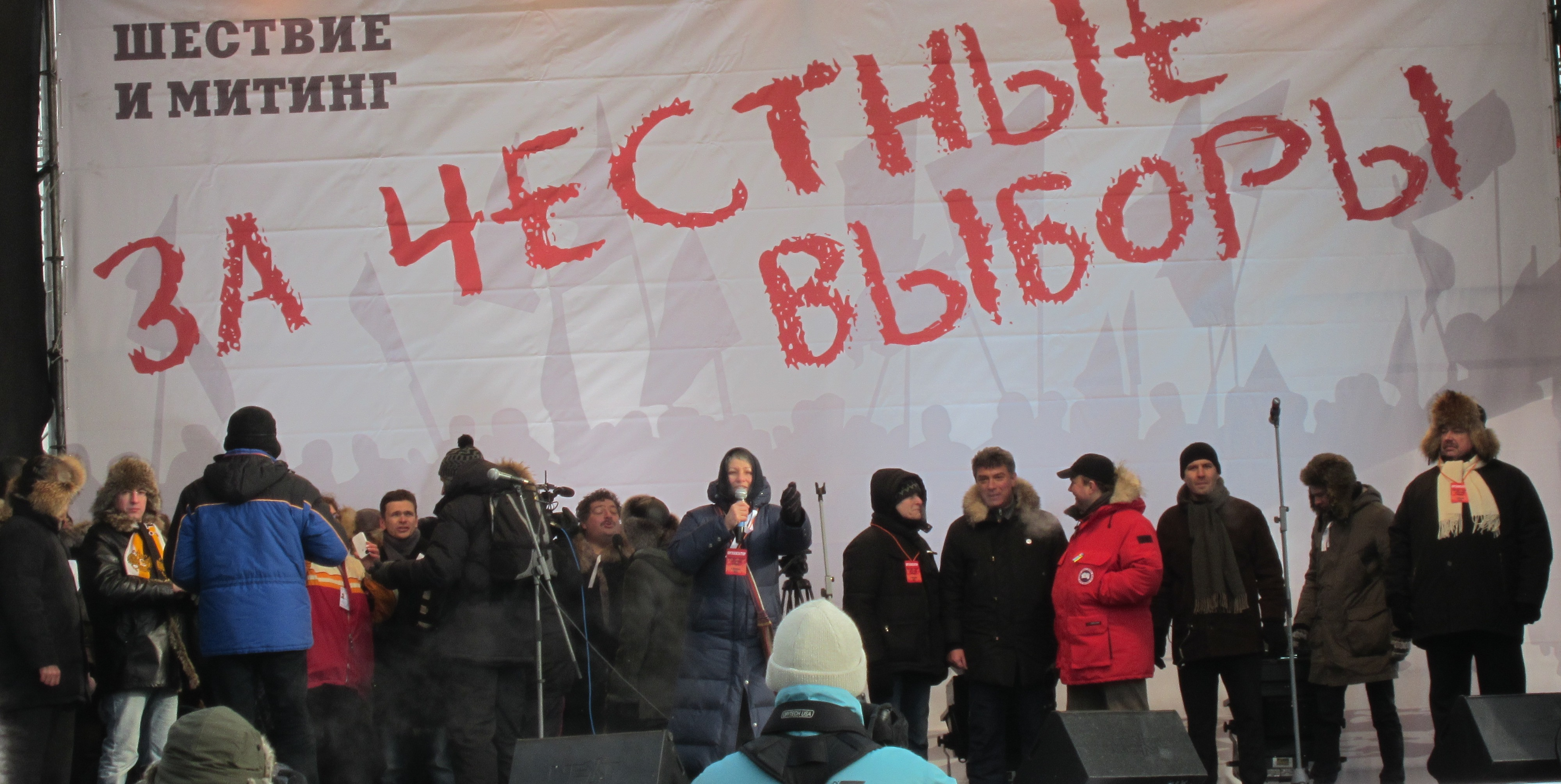
Выступление Людмилы Улицкой.
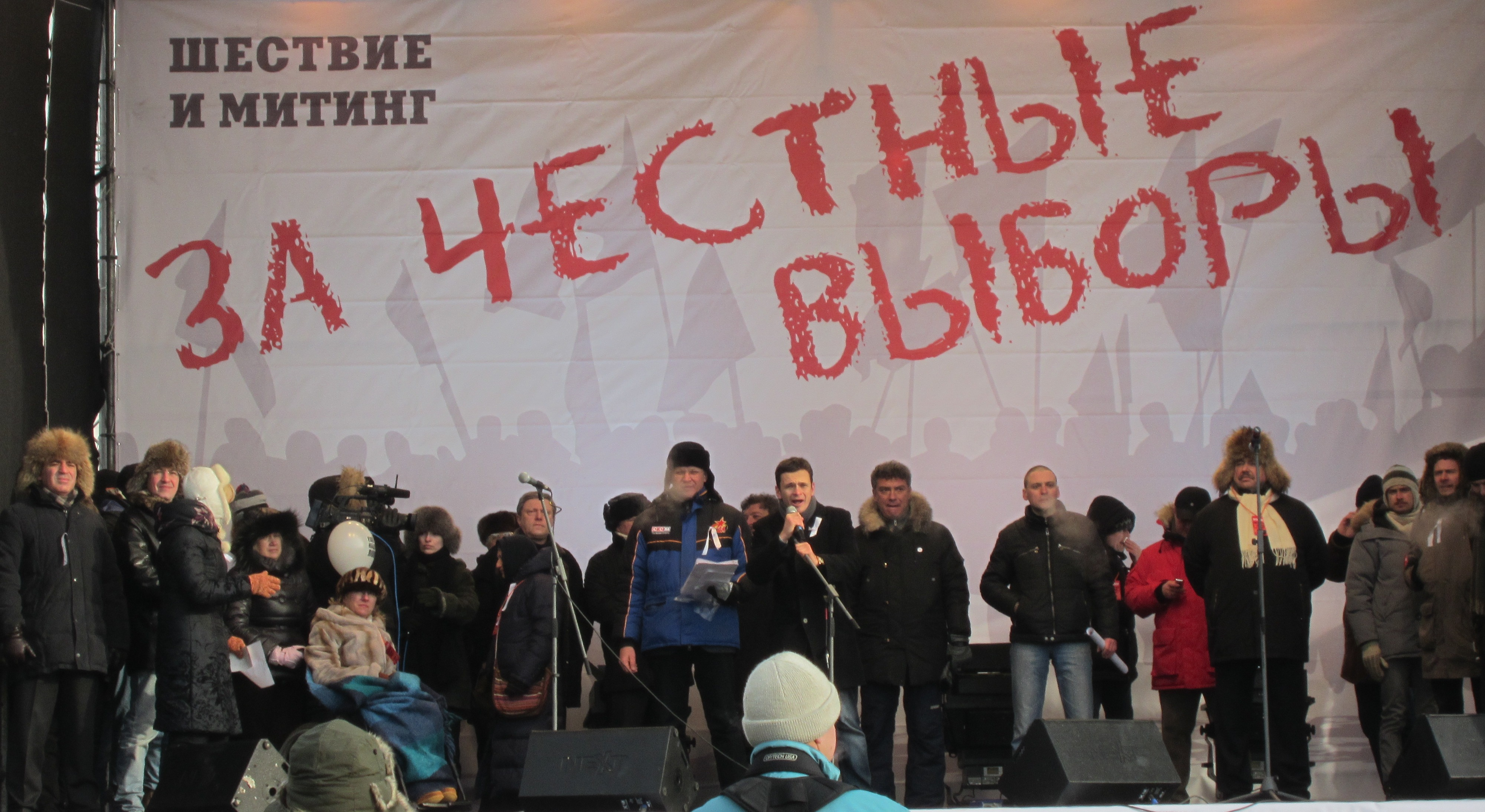
Выступление Ильи Яшина.
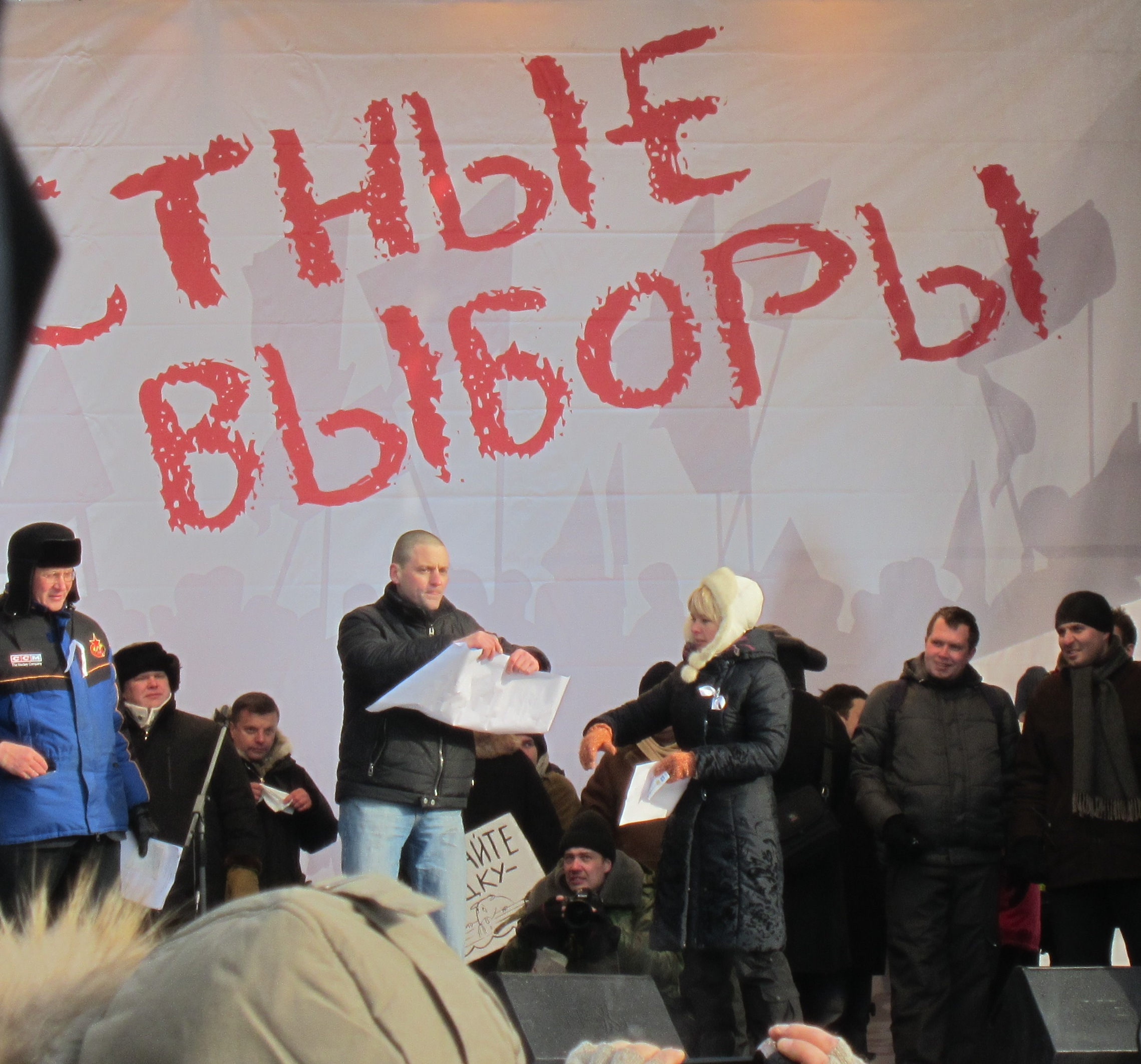
Сергей Удальцов рвёт портрет Путина.
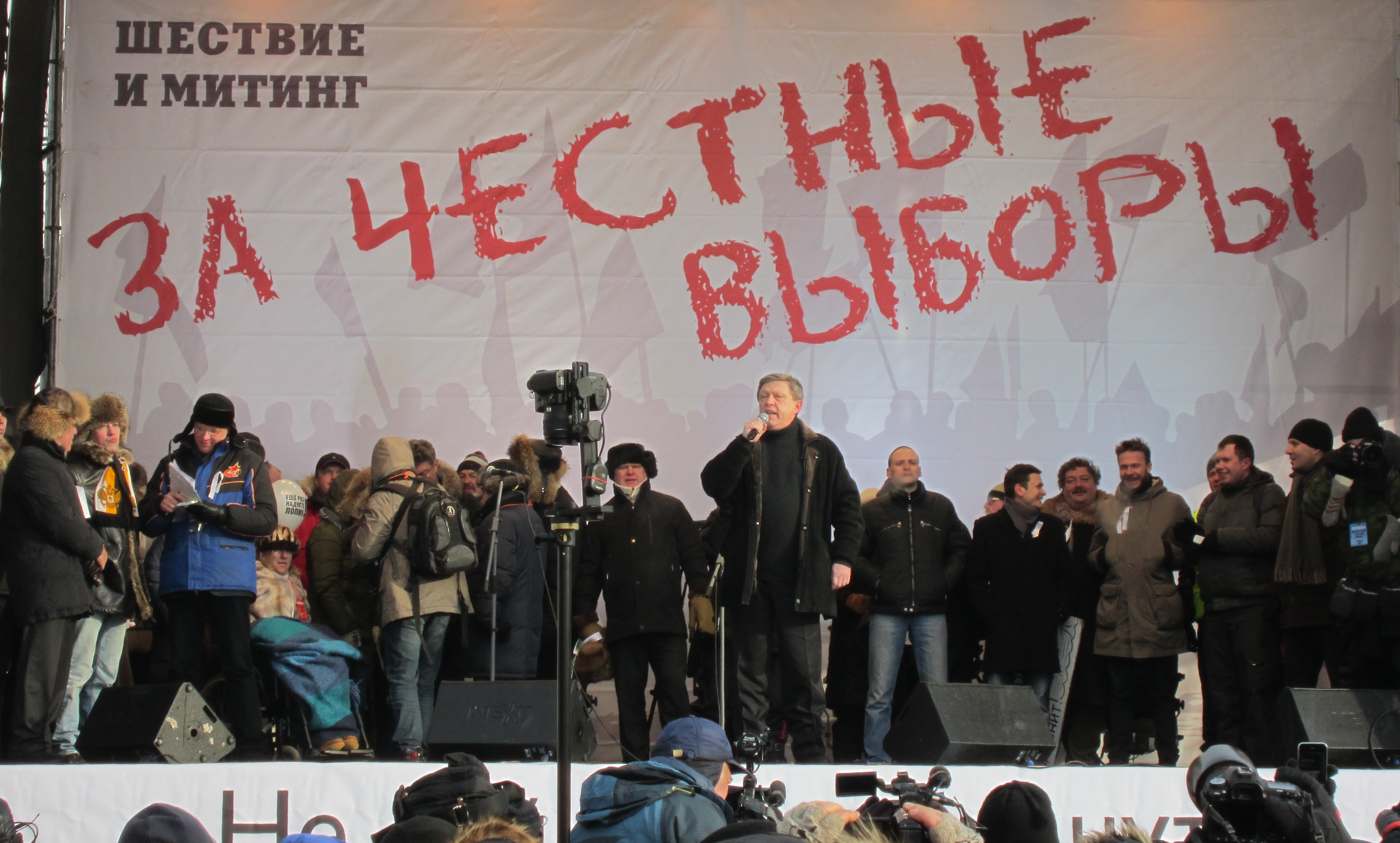
Выступление Григория Явлинского.
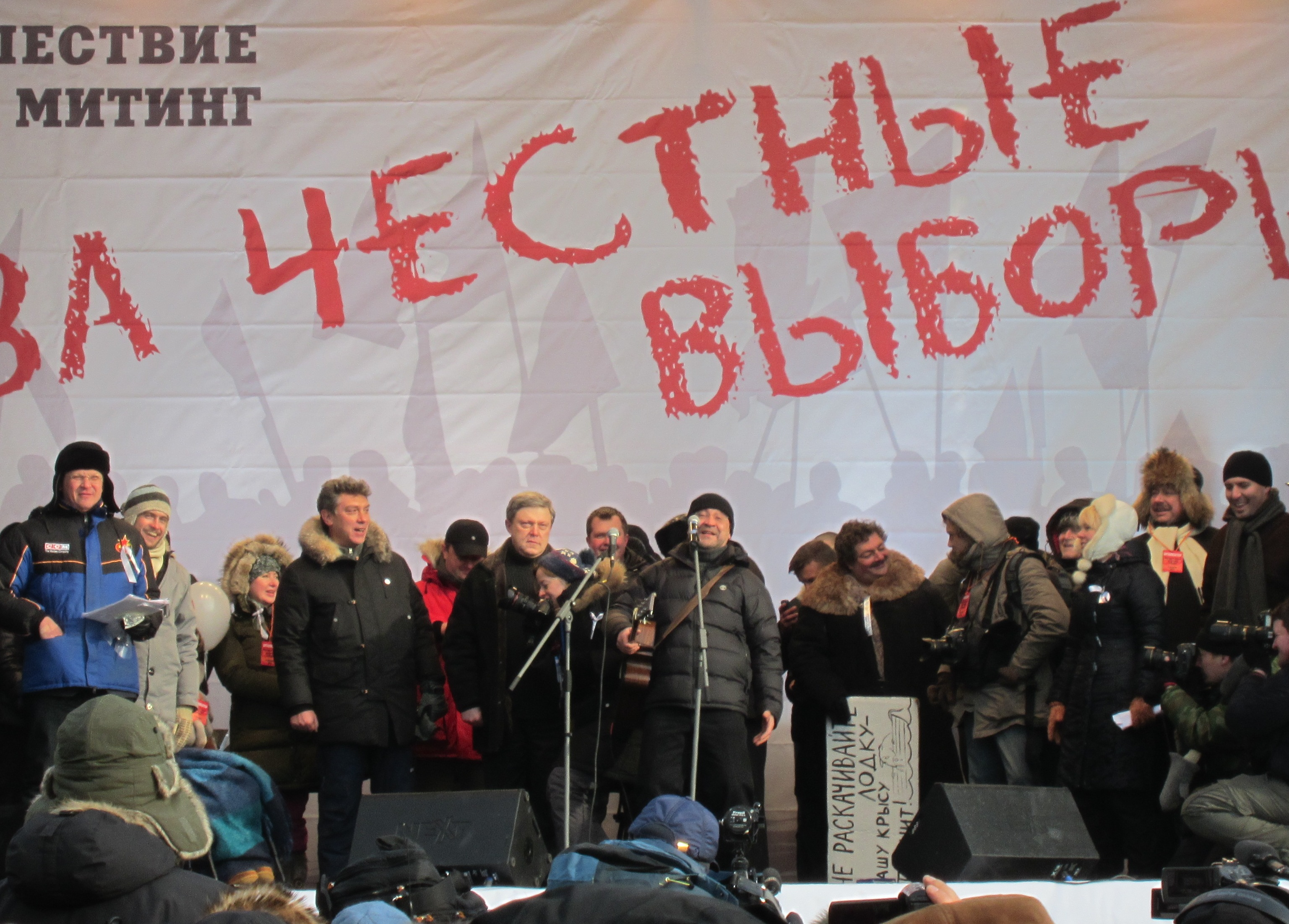
Выступление Юрия Шевчука.

### Нижний Новгород
4 февраля в Нижнем Новгороде прошло шествие «За честные выборы!» от кинотеатра «Октябрь» по Большой Покровской улице до площади Минина к памятнику Чкалову, где состоялся митинг.
Перед собравшимися выступил российский писатель, нижегородец Захар Прилепин. Также к митингующим вышел бывший мэр города, депутат Госдумы от «Единой России» Вадим Булавинов, его неожиданное появление и выступление было встречено крайним неодобрением.
Митинг на площади Минина был согласован с администрацией города, шествие — нет.

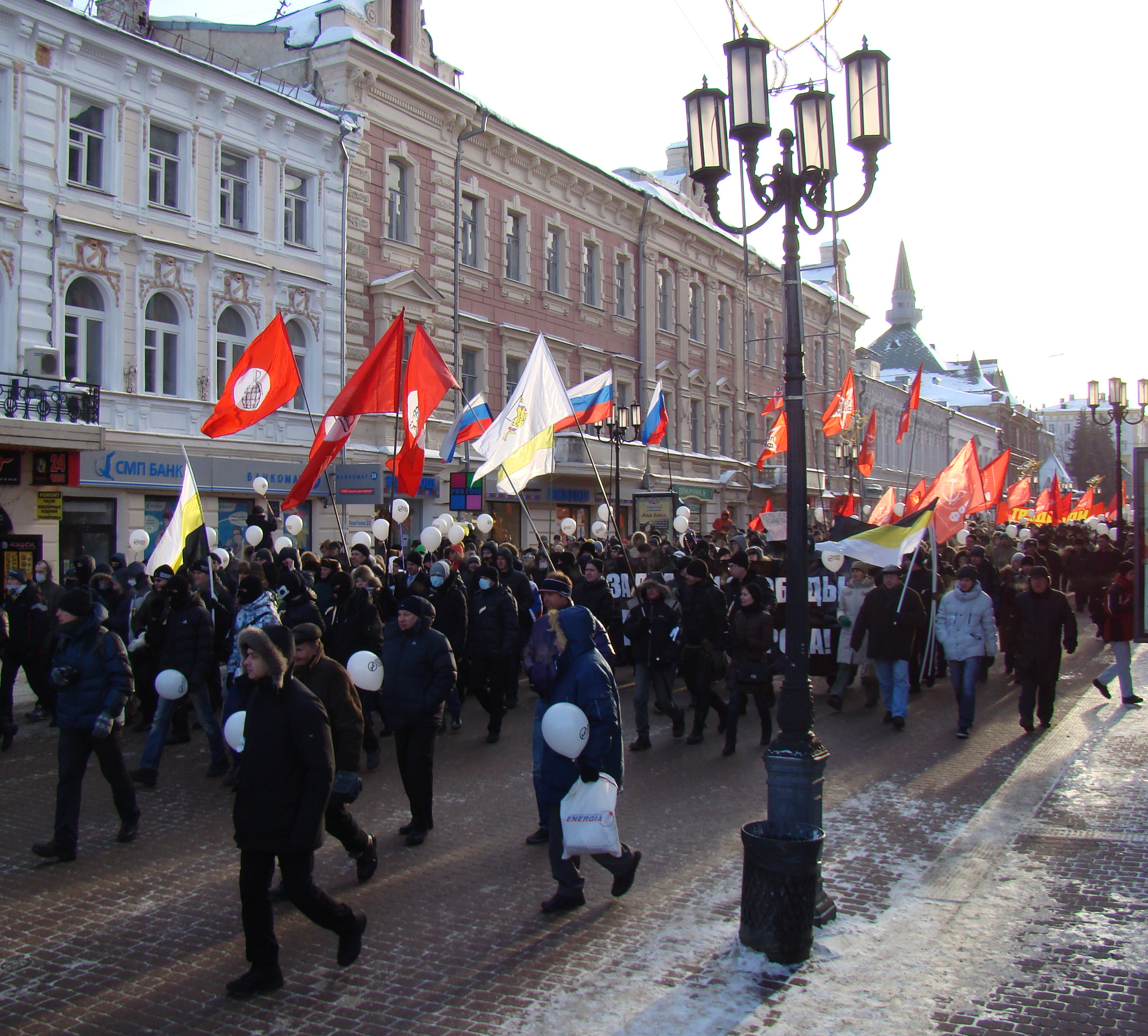
Шествие по Большой Покровской улице к месту митинга
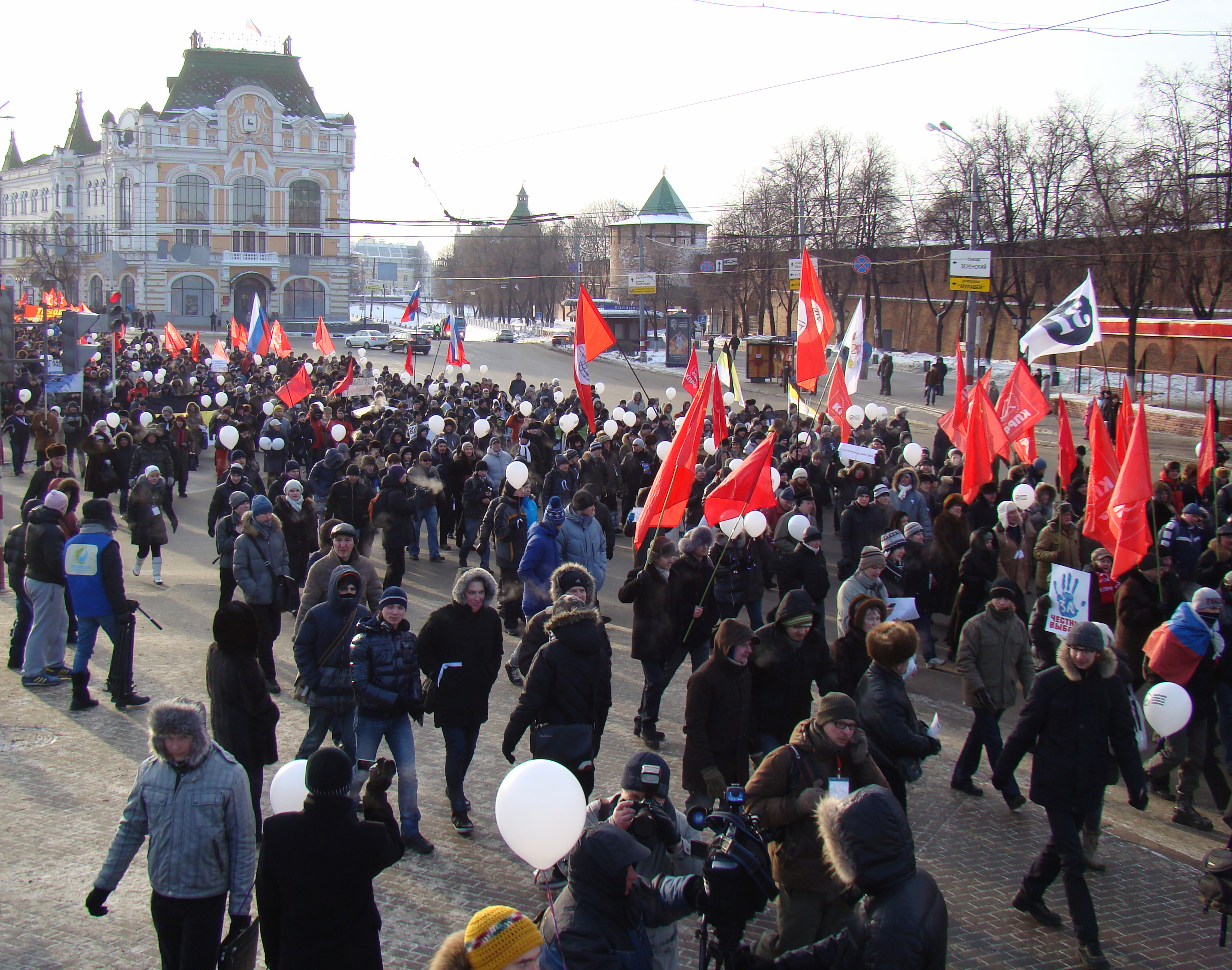
Митингующие проходят по площади Минина и Пожарского
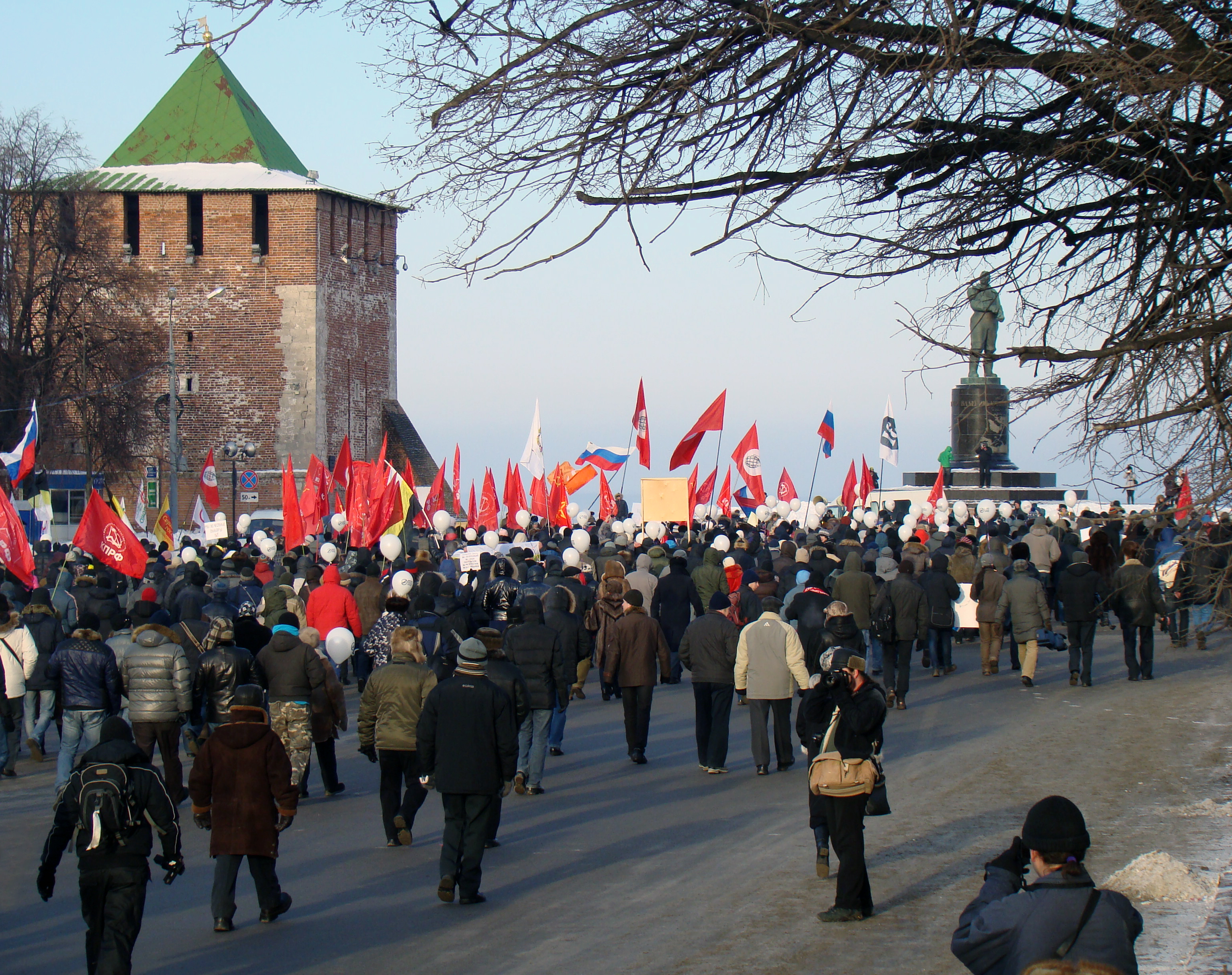
Перед началом митинга
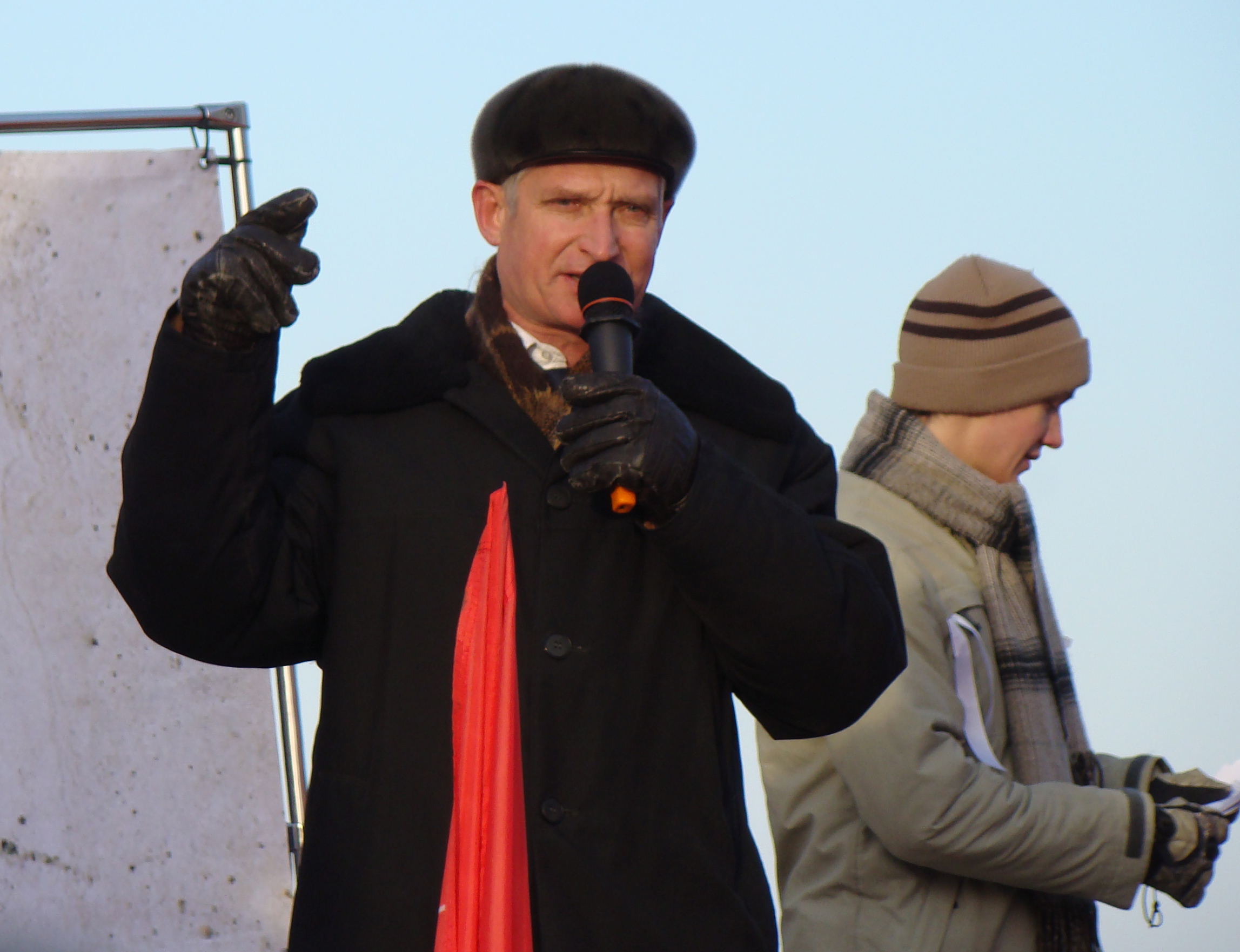
Выступление Николая Рябова
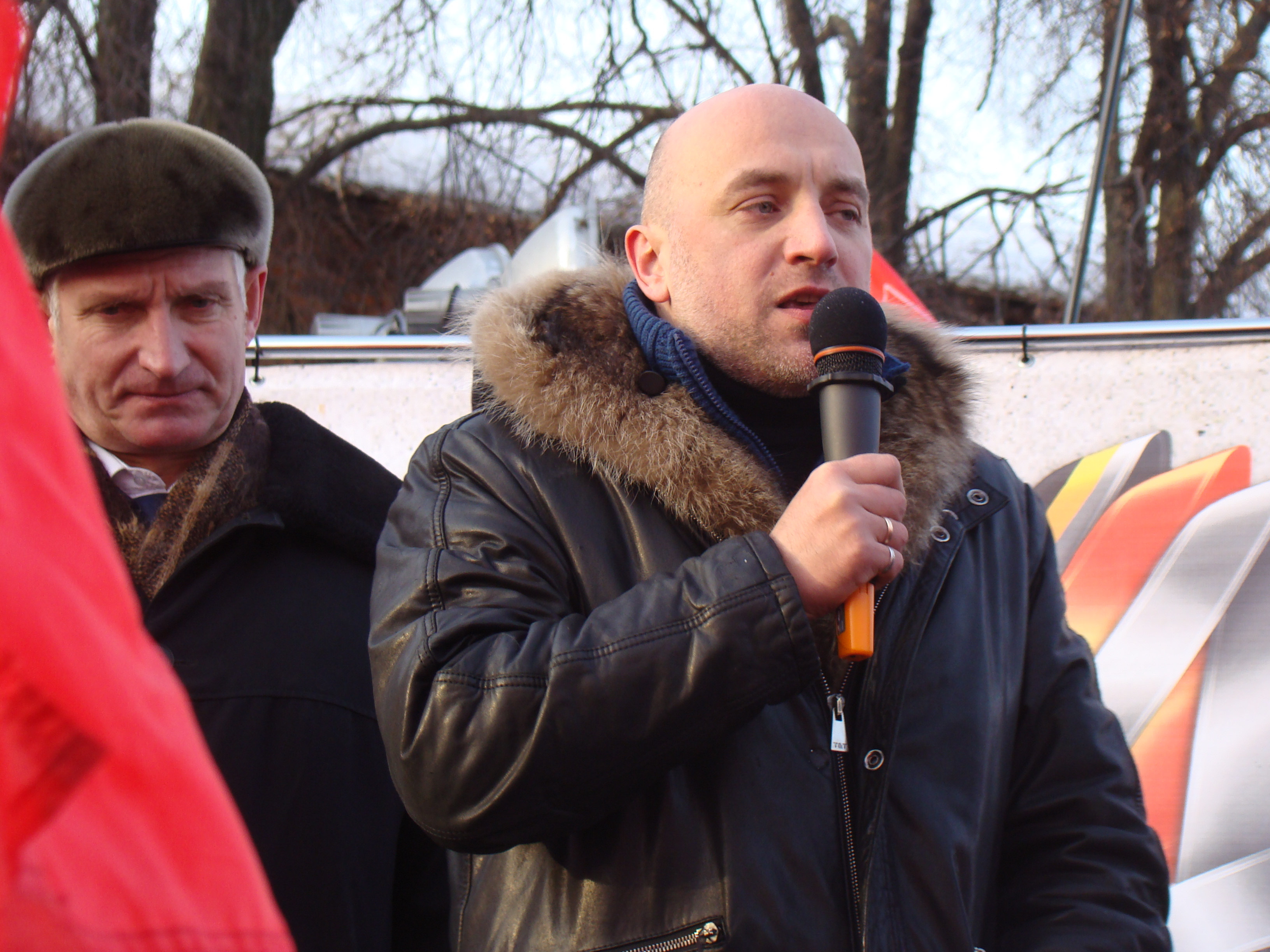
Выступление Захара Прилепина

### Екатеринбург
В Екатеринбурге состоялось шествие и митинг «За честные выборы!», в которых по данным ГУВД приняло участие около 1600 человек.

### Калининград
В Калининграде на площади Василевского прошёл митинг «За честные выборы». Количество митингующих составило от 200 (по данным МВД) до 800 (по данным организаторов митинга).

### Краснодар

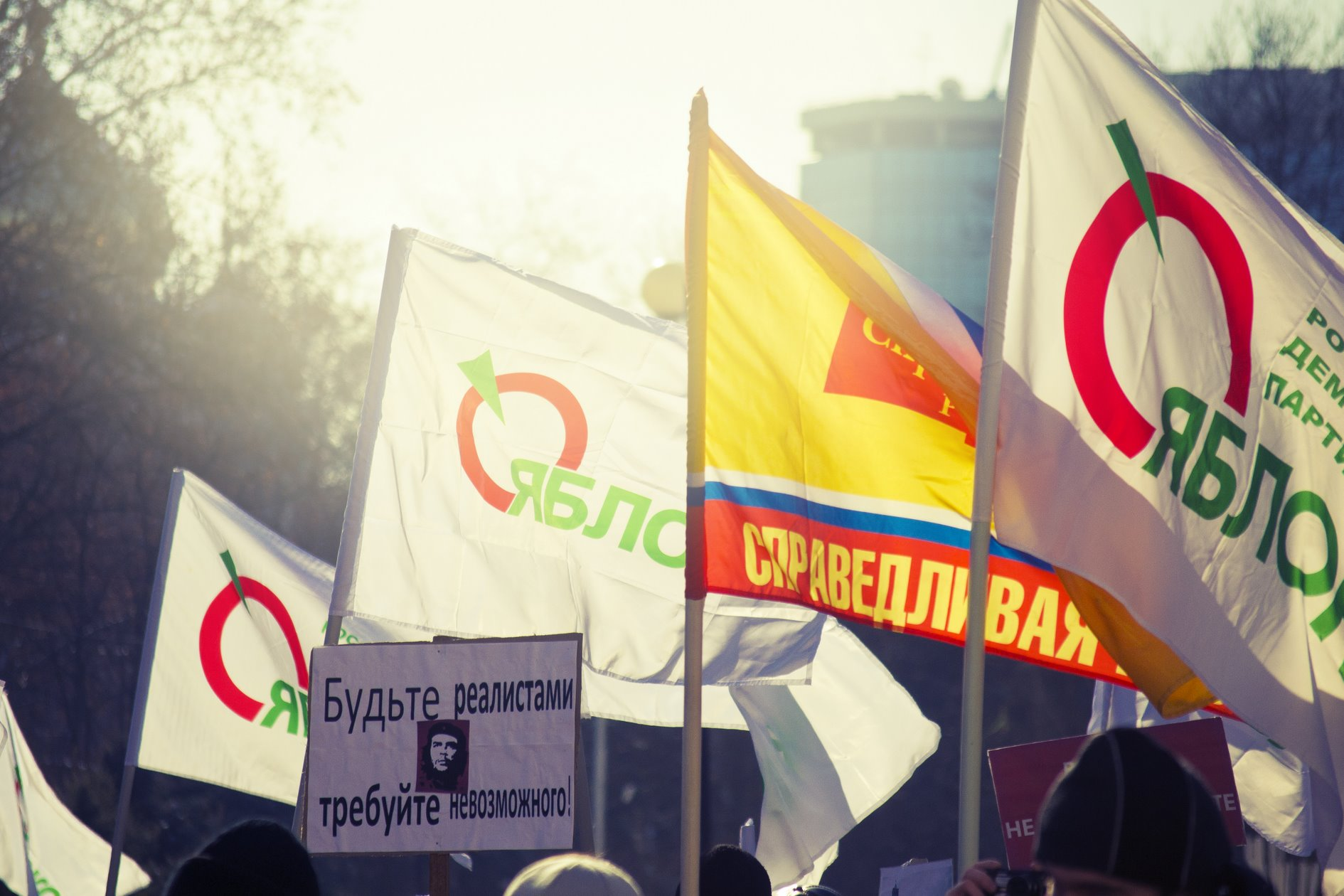
Митинг в Краснодаре

Митинг «За честные выборы» был проведён в историческом центре города, на Пушкинской Площади. По различным оценкам, количество участников составило от 800 до 1000 человек. Городская мэрия снабдила митингующих горячим чаем. Митинг прошёл спокойно.

### Орёл
Митинг состоялся при поддержке «КПРФ». На трибуне митинга были представители всех основных партий города. Также на митинге присутствовало около десяти человек из «Центра Э» по борьбе с экстремизмом. Основную часть митингующих составили молодые люди до 25 лет и люди в возрасте от 47 лет и старше. По предварительным оценкам в митинге принял участие каждый тысячный житель города.

### Пенза

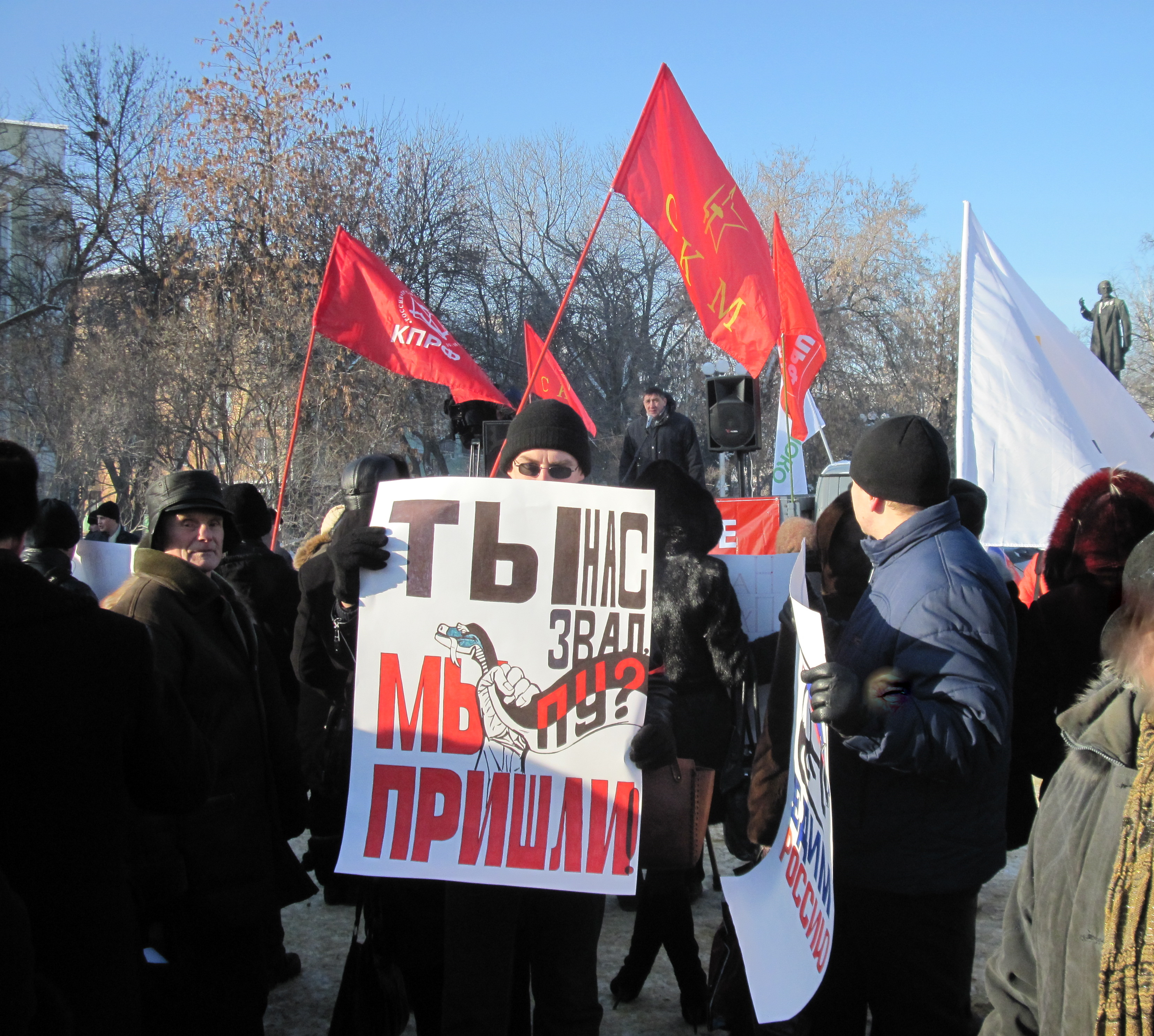
Митинг «За честные выборы» в Пензе. Выступает Н. С. Овчинников под сенью В. Г. Белинского

4 февраля в центре Пензы прошли общегражданский митинг и пикет «За честные выборы», обе акции прошли без инцидентов.
Участие в общегражданском митинге на площади перед областным драмтеатром приняли, по оценке организаторов свыше 300 человек, по данным полиции — около 250 человек при заявленном числе участников 240 человек. Перед началом митинга некоторые участники играли в бадминтон, на 22-градусном морозе играл духовой оркестр.
Призыв митинга — «сформировать институт наблюдателей, который не допустит нарушений на президентских выборах». Все желающие могли здесь же записаться в наблюдатели от политических партий.
Санкционированный митинг был организован пензенским горкомом КПРФ совместно с ассоциацией «Гражданский контроль». Участие в акции приняли представители «Яблока», «Правого дела», «Левого фронта», «Движения сторонников Навального».

### Тверь
4 Февраля в Твери у памятника Салтыкову-Щедрину состоялся организованный партией КПРФ митинг «За честные выборы», в котором приняли участие около 500 человек, в том числе, представители партий КПРФ, Яблоко и Справедливая Россия.

### Ярославль
Состоялись согласованные с администрацией шествие (по улице Свободы) и митинг (на площади Юности). По оценкам полиции в акции приняли участие 350 человек, по оценкам организаторов — от 500 до 1000.

## 23 февраля

Альтермитинг на ВДНХ 23.02.2012

23 февраля на ВДНХ прошёл митинг под названием «Третья сила», который был организован движением «Суть Времени». На нём лидер движения С. Е. Кургинян помимо прочего заявил претензии к существующей политической системе и механизму народного волеизъявления.

## 25 февраля 2012 года
Митинг за честные выборы, организованный Гражданским комитетом, прошёл на Конюшенной площади. По оценке Фонтанки. Ру, в нём приняли участие около 10 тысяч человек, по данным Каспарова.ру не менее 25 тысяч, а по данным полиции — только 2,5 тысячи.
В акции приняли участие прибывшие из Москвы лидеры протестного движения Алексей Навальный, Сергей Удальцов и Гарри Каспаров. Лидеры оппозиции призывали граждан прийти на выборы и воспрепятствовать победе Владимира Путина в первом туре. Выступили также писатели Иван Миронов, Герман Садулаев, журналист Дмитрий Губин, режиссёр Андрей Некрасов и музыкант Михаил Борзыкин. Вели митинг лидер петербургского ОГФ Ольга Курносова и лидер петербургской «Другой России» Андрей Дмитриев.
25 февраля протестные акции состоялась также в Нижнем Новогороде, Ульяновске и Архангельске.

## 26 февраля
Москва

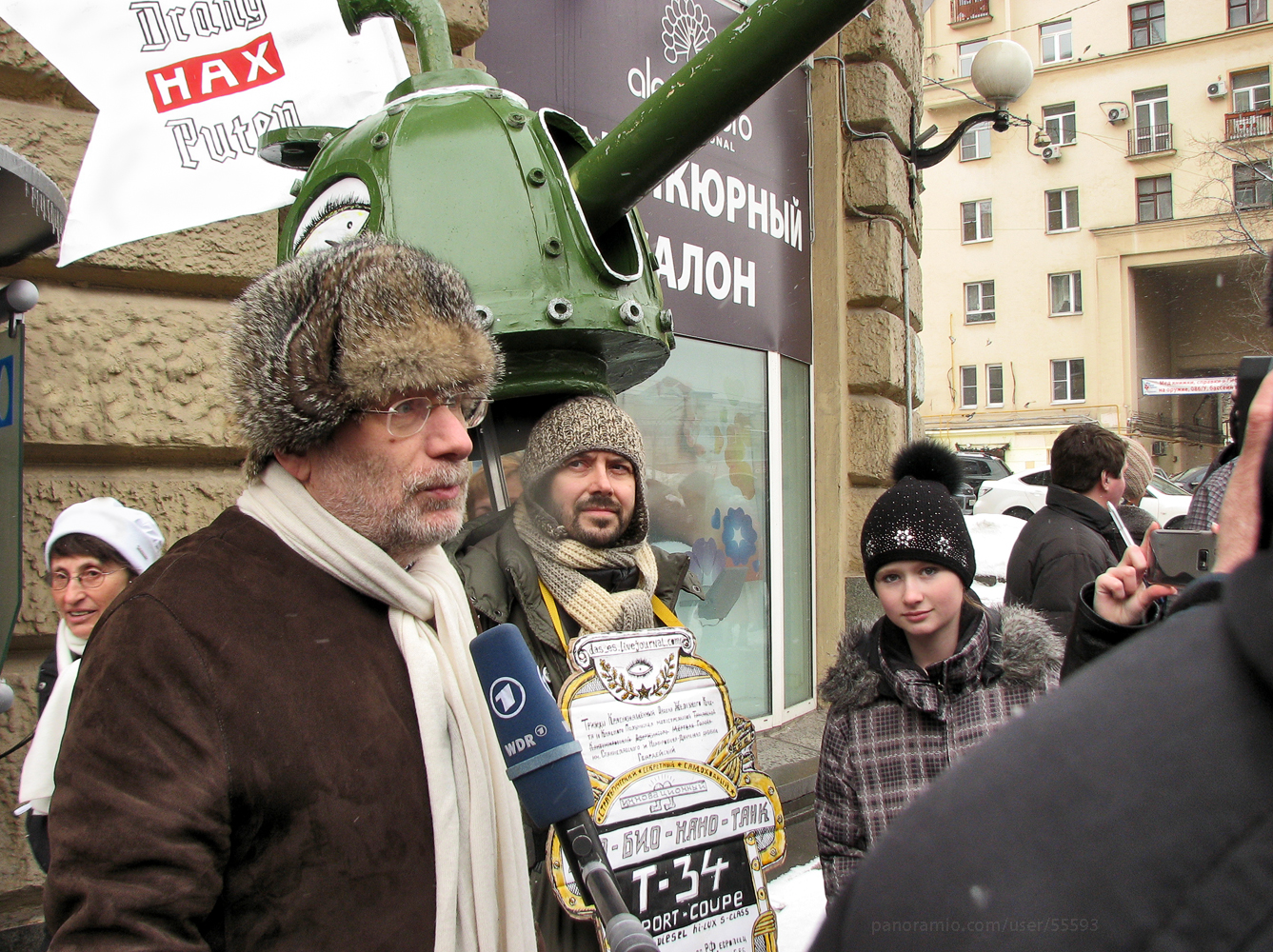
Борис Акунин беседует с журналистами перед началом акции «Большой белый круг», прошедшей под лозунгом «За честные выборы». 26 февраля 2012 года, Москва, Садовое кольцо, улица Земляной Вал, у дома 42

В Москве состоялись две креативные акции протеста — «Большой белый круг» и «Проводы путинской политической зимы».
Акция «Большой белый круг» прошла на Садовом кольце. Граждане вышли на внутреннюю сторону Садового кольца и взялись за руки. По данным ГУВД, в акции приняло участие 11 тыс. человек. По данным общественной организации «Гражданин Наблюдатель», — 22 тыс. человек. По свидетельствам тех, кто участвовал в акции, передвигаясь на автомобилях по Садовому кольцу, участникам акции удалось образовать непрерывную цепочку на тротуарах, за исключением улиц, примыкающих к Садовому кольцу, и тоннелей. Это около 14 километров.
По словам организаторов, чтобы замкнуть цепь по внутренней стороне Садового кольца (за вычетом проезжей части пересекающих его улиц), нужно было около 34 тысяч человек.
Люди надевали белые ленты, шарфы, растягивали белые полотна. Поскольку акция не имела статуса пикета или митинга, собравшиеся не выкрикивали лозунгов и не держали в руках плакаты. В то же время на Зубовском бульваре около ста членов прокремлёвских молодёжных движений раздавали картонные сердечки с надписью «Путин любит всех».
Позднее на площади Революции прошёл флэшмоб «Проводы путинской политической зимы». Собравшиеся водили хороводы, пели песни, запускали в воздух воздушные шары. Здесь тоже вмешивались прокремлёвские активисты, которые лопали воздушные шары и провоцировали собравшихся на драку. В результате возникло несколько потасовок и около 10 человек задержала полиция.
Санкт-Петербург
В Петербурге состоялись согласованные шествие и митинг парламентской оппозиции. Шествие началось в 13:30 около БКЗ «Октябрьский», далее проследовало по Лиговскому проспекту, Кузнечному переулку и завершилось митингом на Владимирской площади.
Тверь
В Твери состоялся автопробег «За честные выборы», в котором приняли участие около 45 машин. Маршрут автопробега был проложен по центральным улицам вблизи учреждений местной власти, в том числе, избиркома и городской думы. Несколько раз колонна была остановлена дорожной полицией.

## 5 марта 2012 года

### Москва

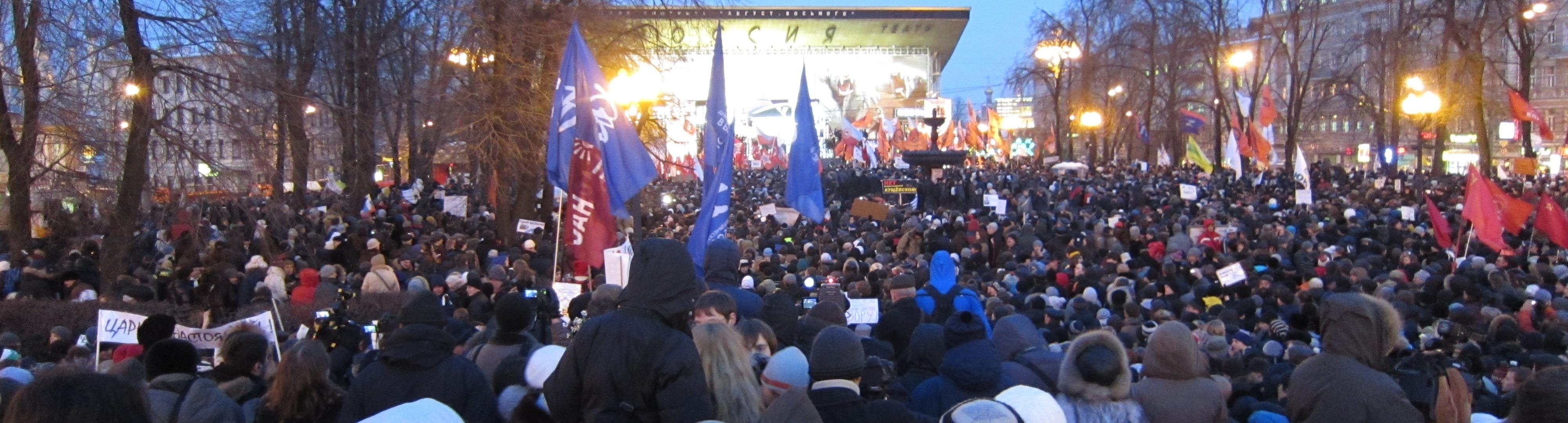
На митинге протеста на Пушкинской площади 5 марта 2012 года

Оппозиция подала заявку на митинг на Лубянской площади, но это место для митинга мэрия согласовывать отказалась. Предложенные мэрией варианты (Болотная площадь, набережная Тараса Шевченко и Поклонная гора) оппозиционеров не устраивали. 1 марта был достигнут компромисс о проведении митинга 5 марта с 19 до 21 часов на Пушкинской площади.
Члены «Другой России» и некоторые гражданские активисты осудили компромисс с московской мэрией. Они собирались выйти в 19 часов на Лубянскую и Манежную площади, поблизости от здания ЦИКа.
С 22 часов группа «Прорыв» планировала провести акцию под названием «Возьмём Кремль в Белое кольцо». Участники намеревались окружить Кремль и взяться за руки. «Возможно, стоять придётся много часов или даже дней. Но мы должны показать, что мы способны отстоять своё право», — говорилось в их заявлении. Для мероприятия были созданы группы в социальных сетях «В контакте» и Facebook, куда, по состоянию на 2 марта, в совокупности записалось около 1,5 тысячи человек.
Аналогичную акцию вокруг Кремля с 21 до 23 часов планировала провести группа «За Россию без Путина». Принять участие в этой акции собирался Борис Немцов.
На согласованный митинг на Пушкинской площади вышли, по данным организаторов митинга, свыше 20 тысяч человек, по оценке корреспондента Граней. Ру — около 30 тысяч человек, в то же время по официальным данным митинг собрал 14 тысяч человек. Митинг вели Владимир Рыжков, Анастасия Удальцова и Татьяна Лазарева. Среди выступающих были Борис Немцов, Сергей Удальцов, Геннадий Гудков, Алексей Навальный, Илья Яшин, Ольга Романова, Григорий Явлинский, Михаил Прохоров, Михаил Касьянов, Гарри Каспаров. Выступление Прохорова, говорившего о нечестных выборах, было воспринято неоднозначно в виду того, что ранее он поздравил Путина с победой. На митинге Илья Пономарёв объявил о начале бессрочной встрече с депутатом. Около 800 участников заявили, что останутся на площади на бессрочный встречу с депутатом, после чего митинг был разогнан ОМОНом. Среди задержанных — Алексей Навальный, Илья Яшин, Евгения Чирикова. Многие получили травмы, а предпринимателю, общественному деятелю и помощнику депутата Государственной Думы Ильи Пономарёва Алёне Поповой сломали руку в двух местах.
Также была разогнана несогласованная акция «Другой России» на Лубянской площади. Активистку Татьяну Кадиеву били лицом об автозак, у неё множественные переломы носа, пробита лобная кость. Врачи диагностировали у неё сотрясение мозга и подозрение на кровоизлияние в мозг. Также была избита журналистка радиостанции «Коммерсант FM» Ульяна Малашенко, у неё сотрясение мозга. Главный редактор «Коммерсант FM» Дмитрий Солопов потребовал от начальника московской полиции Владимира Колокольцева объяснений по поводу действий полиции на Лубянке и избиения Ульяны Малашенко.
В свою очередь, Владимир Путин и уполномоченный по правам человека Владимир Лукин не усмотрели агрессии и жестокости в действиях полиции 5 марта.
По данным полиции, всего в Москве задержано около 250 человек; по словам депутата Госдумы Ильи Пономарёва, — около 1000.

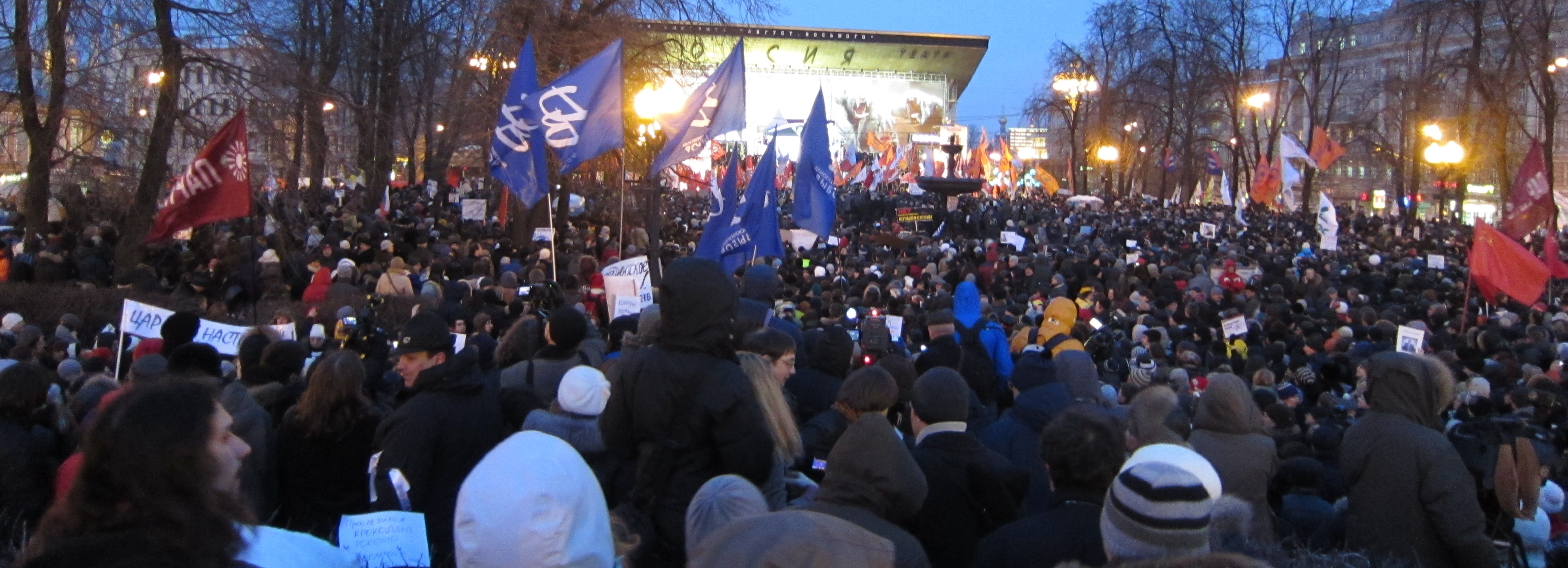
Митинг на Пушкинской площади 5 марта 2012
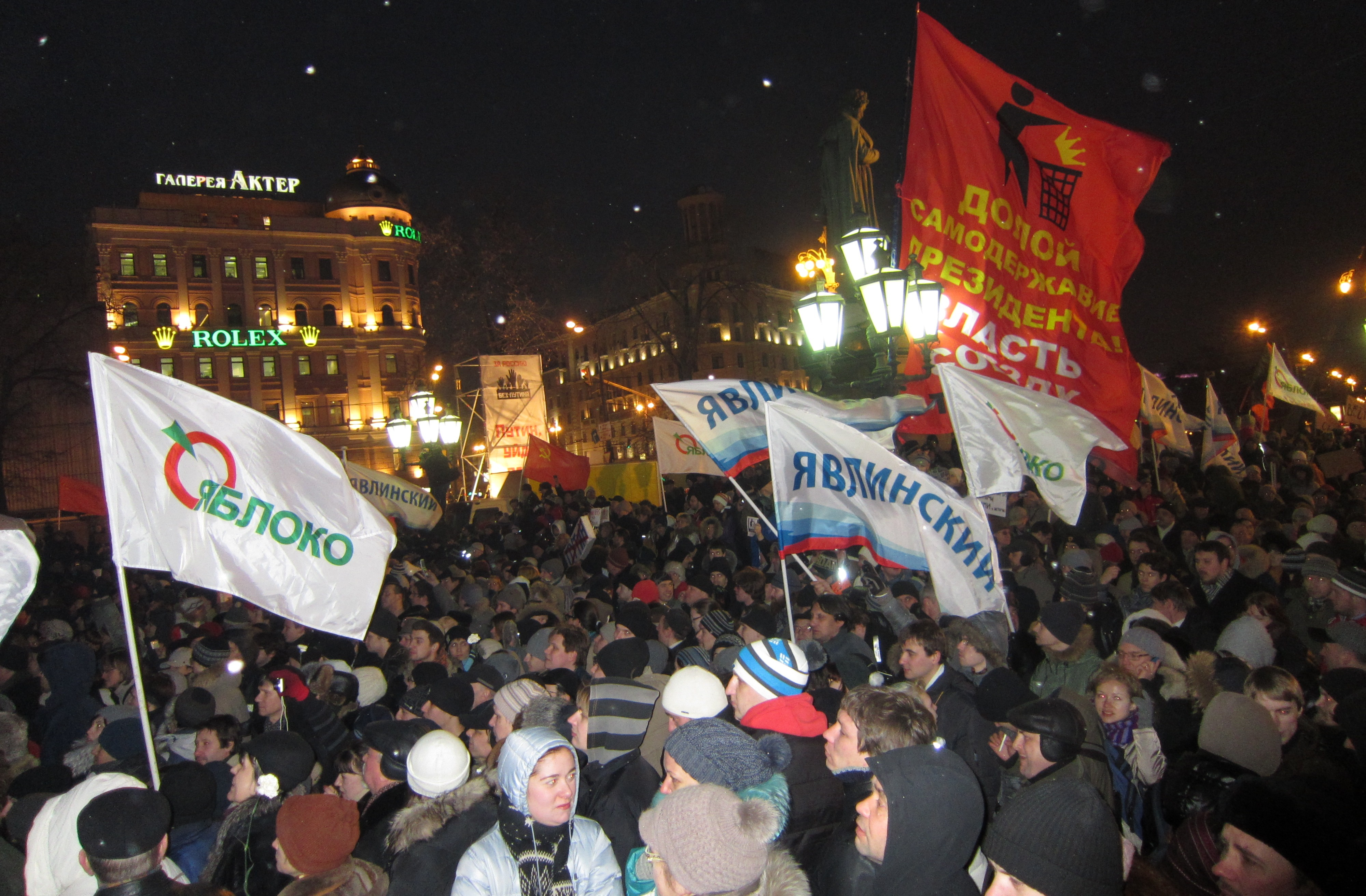
Флаги партии Яблоко и коммунистов у подножия памятника Пушкину
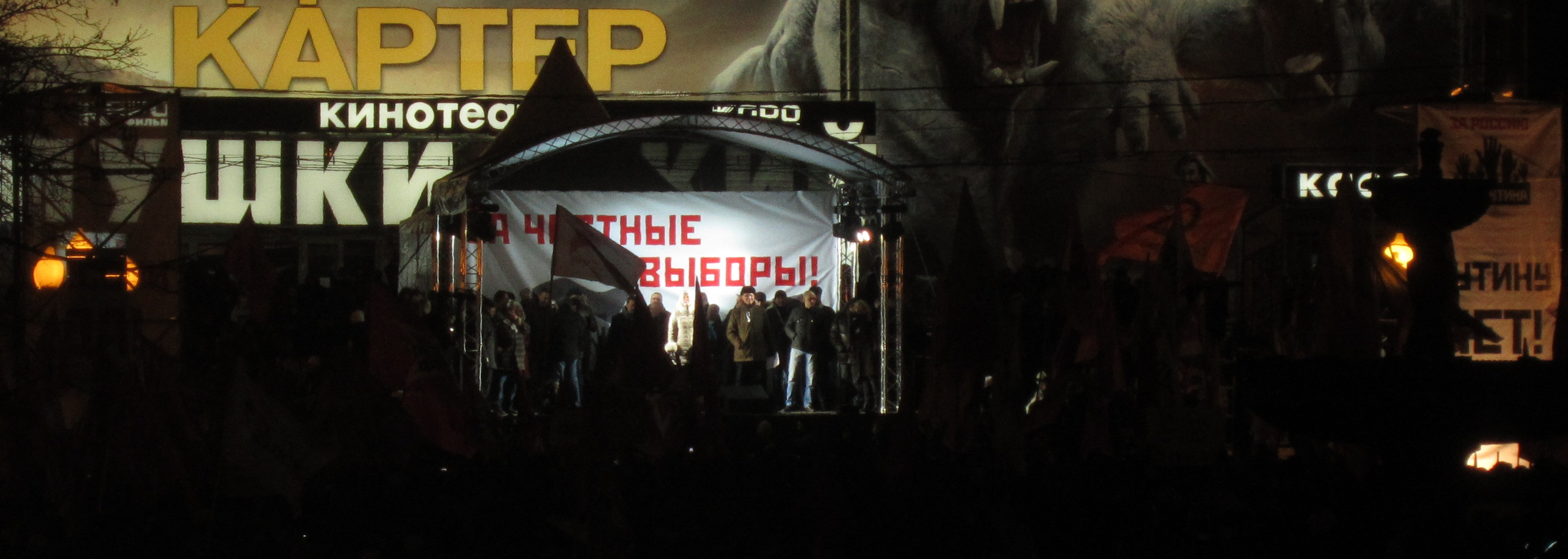
На трибуне Сергей Удальцов, Владимир Рыжков, Ольга Романова, Алексей Навальный и другие
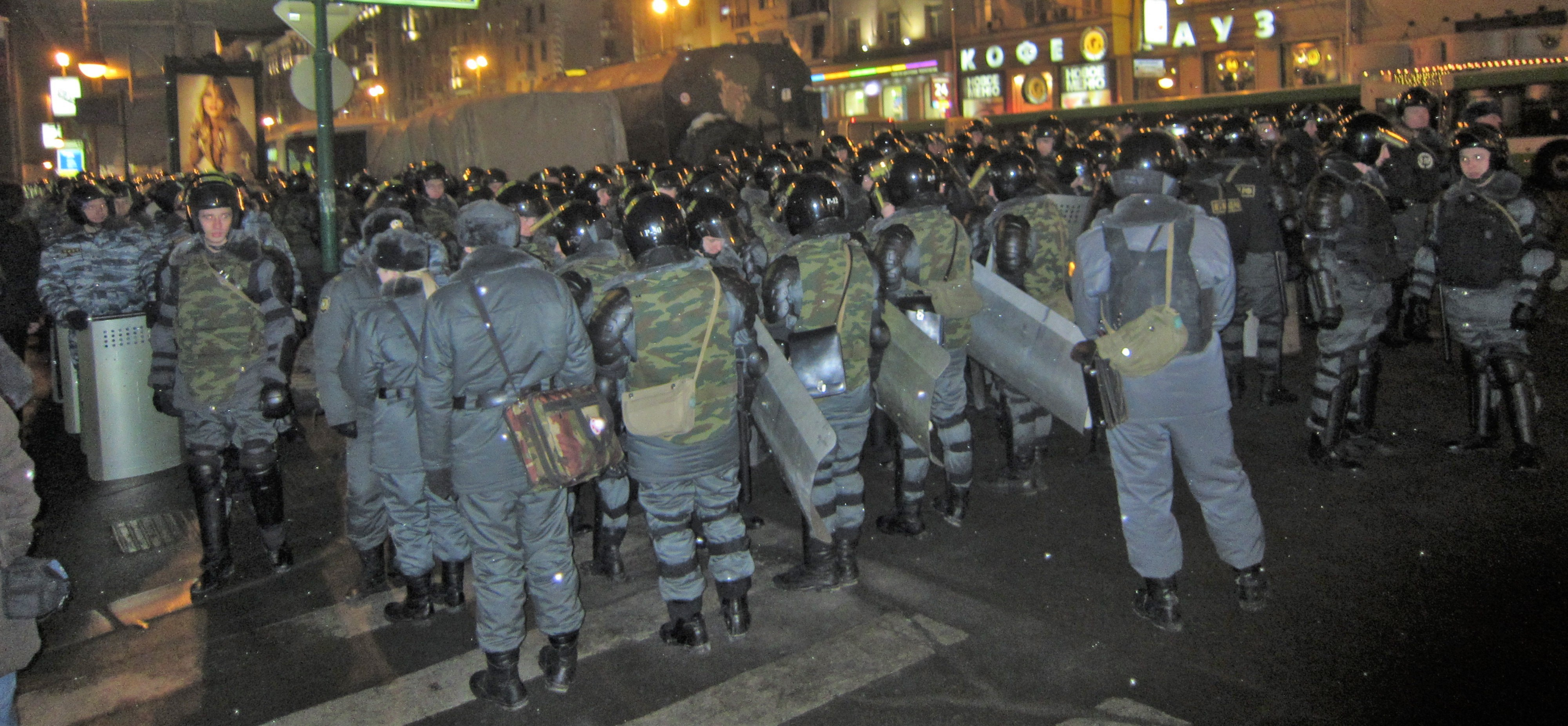
К Пушкинской площади стянуты силы ОМОНа
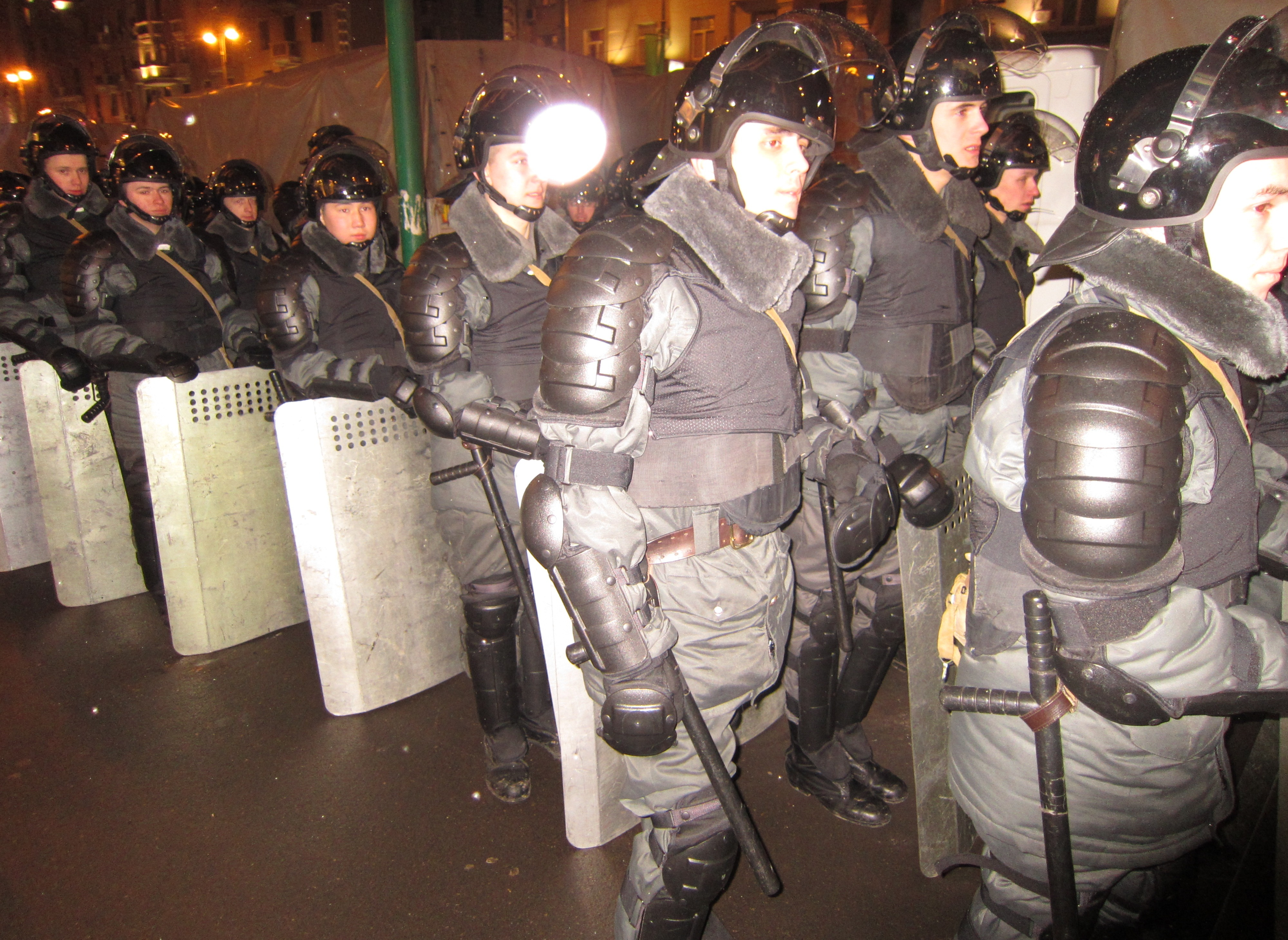
Бойцы ОМОНа приготовились к разгону митинга

### Санкт-Петербург

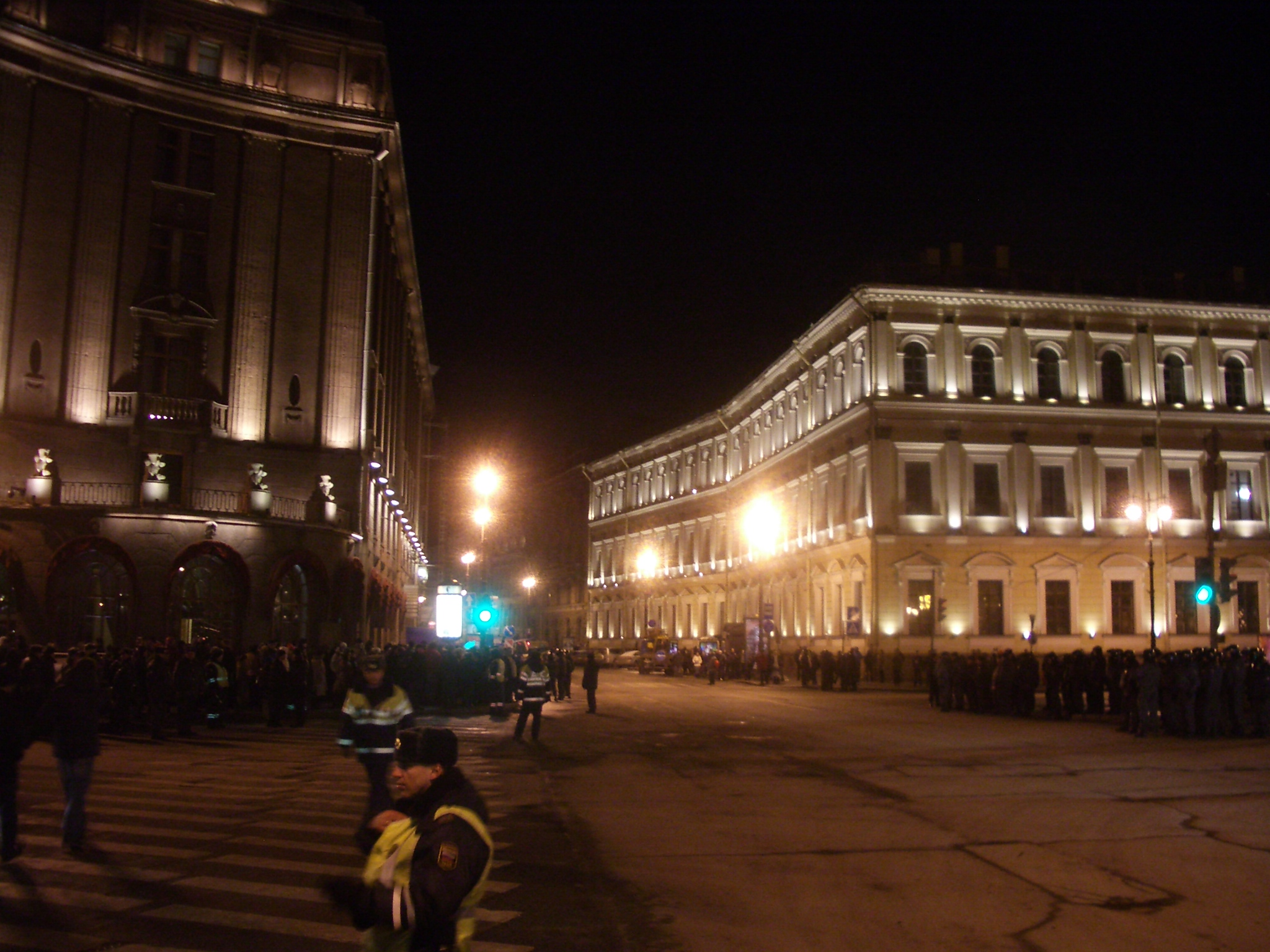
Протестующие и ОМОН на Исаакиевской площади 5 марта 2012 г.

Петербургская оппозиция подала заявку на Исаакиевскую площадь, но власти ответили отказом и предложили площадь Сахарова. Тем не менее, оппозиционеры решили провести несогласованный митинг 5 марта с 18 часов на Исаакиевской площади. В результате митинг был разогнан полицией, от 300 (по данным полиции) до 480 человек (по данным оппозиции) были задержаны, в том числе Максим Резник, Борис Вишневский и Андрей Дмитриев. Во время акции в служебный автомобиль полиции был брошен коктейль Молотова.

### Другие города
Протестные митинги прошли в Ростове-на-Дону (около 60 человек), Новосибирске (около 200), Омске (около 150), Барнауле (около 80), Томске (от 70 до 200), а также Нижнем Новгороде, Архангельске, Туле, Костроме и Воронеже, Екатеринбурге (около 2000 человек).

## 10 марта 2012 года

### Москва

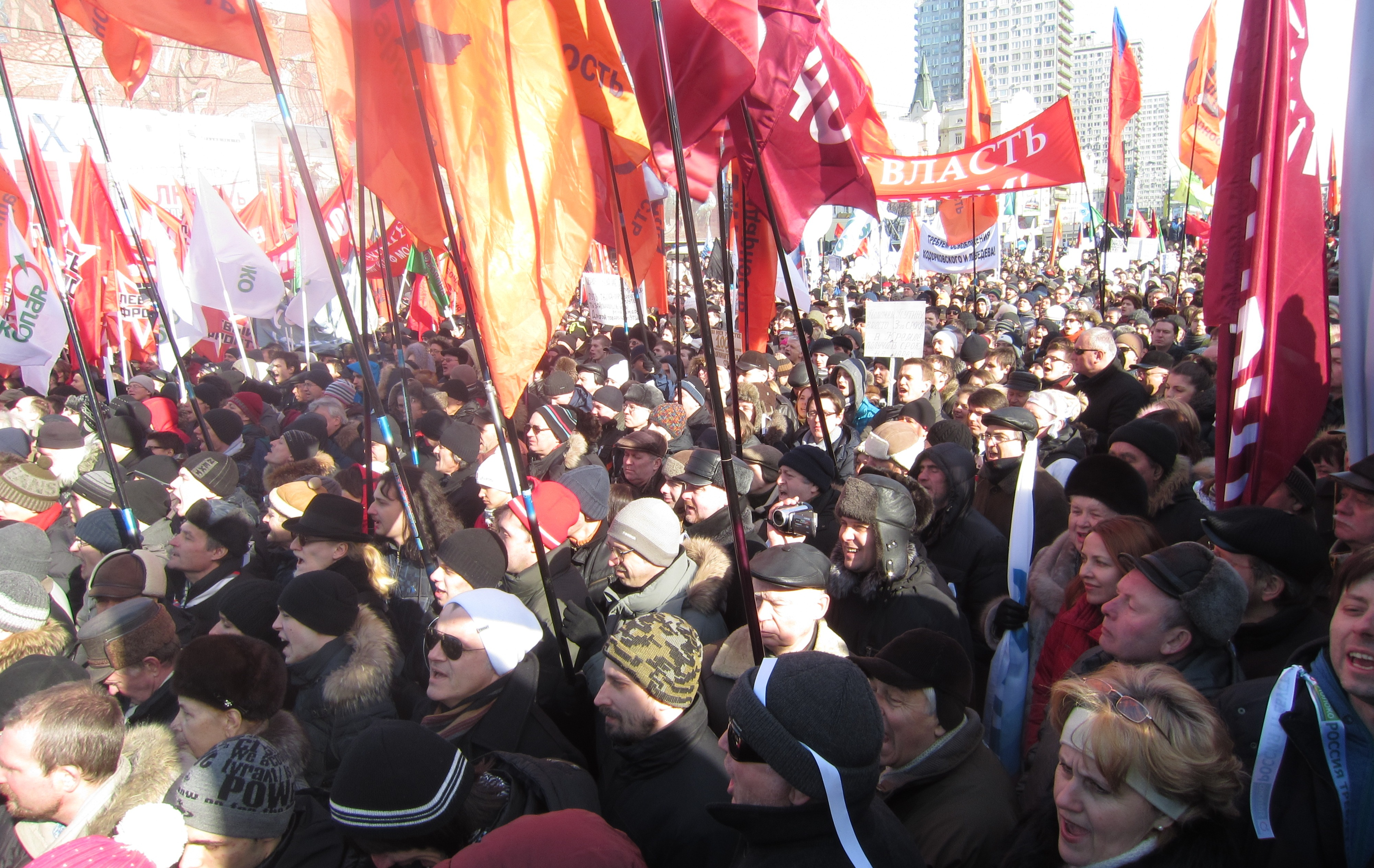
Демонстранты на западной части Нового Арбата 10 марта 2012 года в Москве

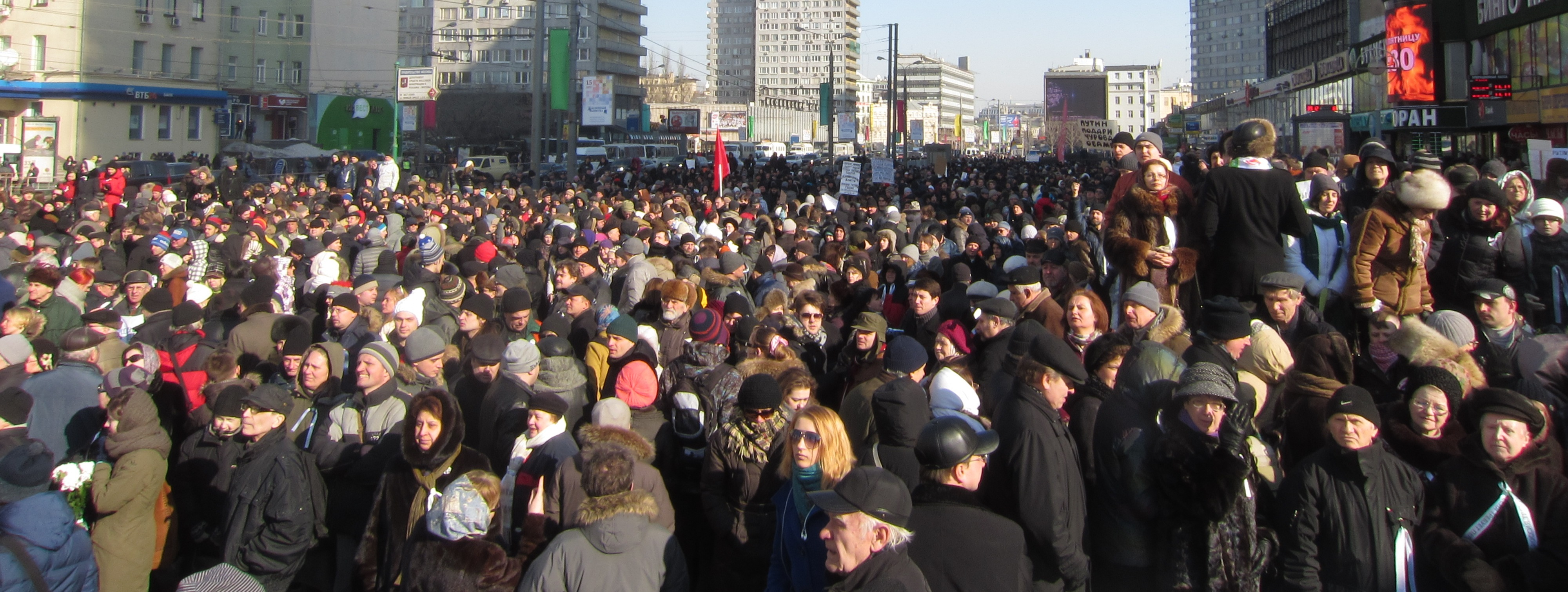
Демонстранты на восточной части Нового Арбата 10 марта 2012 года в Москве

В конце февраля организаторы акций «За честные выборы» подали заявки в мэрию Москвы на проведение в Москве митингов 8, 9 и 10 марта. Митинги 8 и 9 марта организаторы хотели провести на Арбатской площади, однако мэрия их согласовывать отказалась. Поэтому было решено сконцентрироваться на подготовке большого шествия 10 марта по Кутузовскому проспекту — от Поклонной горы до Нового Арбата. В ответ мэрия предлагала перенести акцию на Фрунзенскую набережную. Организаторы настаивали на выбранном маршруте, однако согласились провести только митинг. 7 марта мэрия дала согласие на проведение митинга на Новом Арбате. В сети Facebook создано «событие» для приглашения людей на митинг, и по состоянию на 8 марта, подтвердили своё участие около 5 тысяч человек.
На митинг пришло, по разным данным, от 10 до 25 тысяч тысяч человек. Акцент мероприятия был смещён в сторону прошедших президентских выборов — митингующие заявляли, что не верят в победу Владимира Путина в первом туре. Отдельного внимания удостоились активистки группы «Pussy Riot», ранее устроившие протестную акцию в Храме Христа Спасителя и помещённые в СИЗО, и обвиняемый в мошенничестве бизнесмен Алексей Козлов, муж журналистки Ольги Романовой. Митинг вёл Владимир Рыжков. Выступили политики Гарри Каспаров, Сергей Митрохин, Григорий Явлинский, Сергей Удальцов, Дмитрий Гудков, правозащитница Зоя Светова, актёр Максим Виторган, заместитель директора Ассоциации «Голос» Григорий Мелконьянц, координатор движения «Синие ведерки» Петр Шкуматов, политолог Дмитрий Орешкин и другие. Среди выступивших были также новоизбранные депутаты на муниципальных выборах в Москве — Вера Кичанова, Максим Кац, Максим Мотин. По окончании митинга несколько человек во главе с Сергеем Удальцовым попытались пройти на Пушкинскую площадь, однако полиция им это не позволила. 19 человек были задержаны. К вечеру большинство из них, включая Удальцова, были отпущены до суда, назначенного на 13 марта.

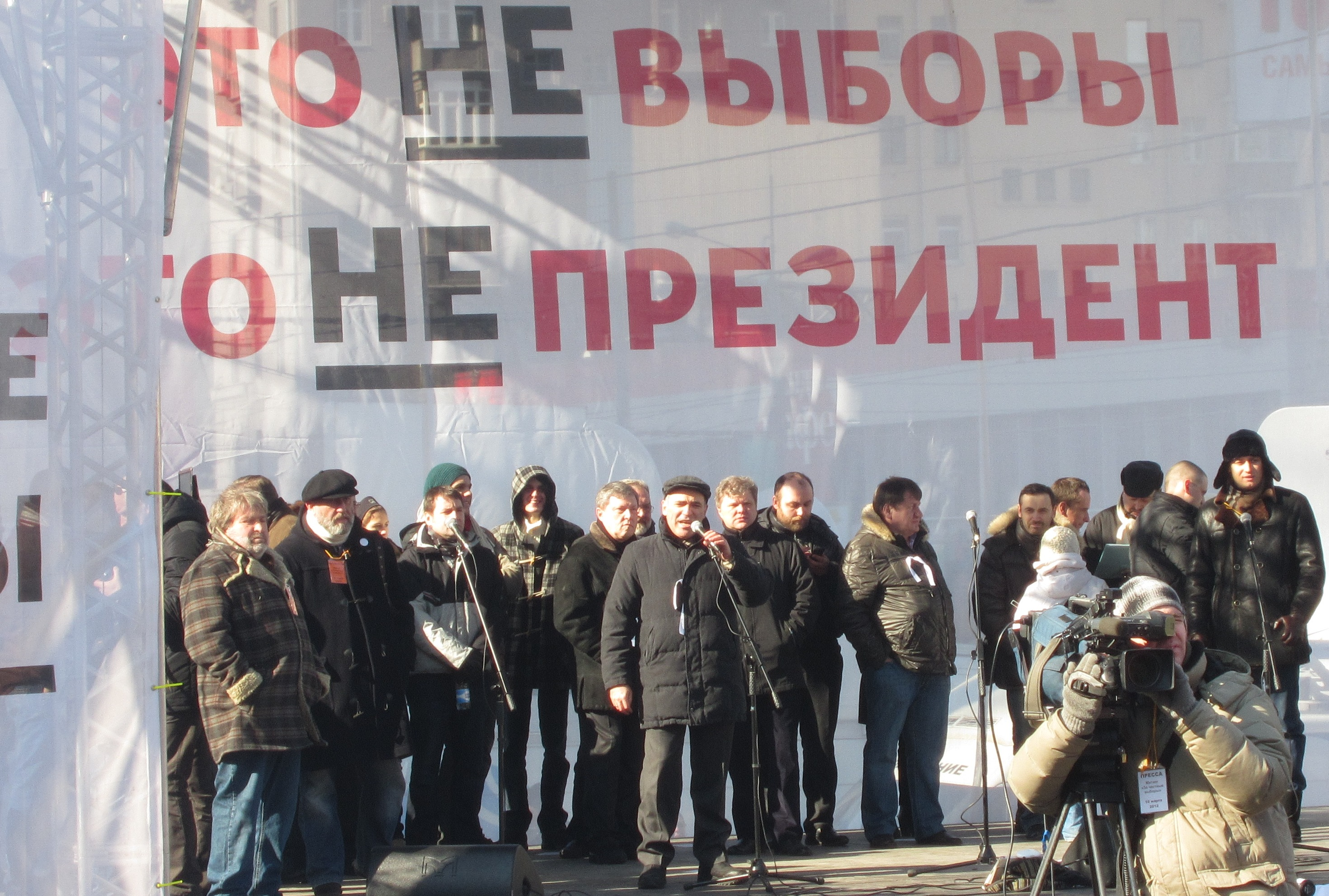
Гарри Каспаров выступает на митинге 10 марта 2012
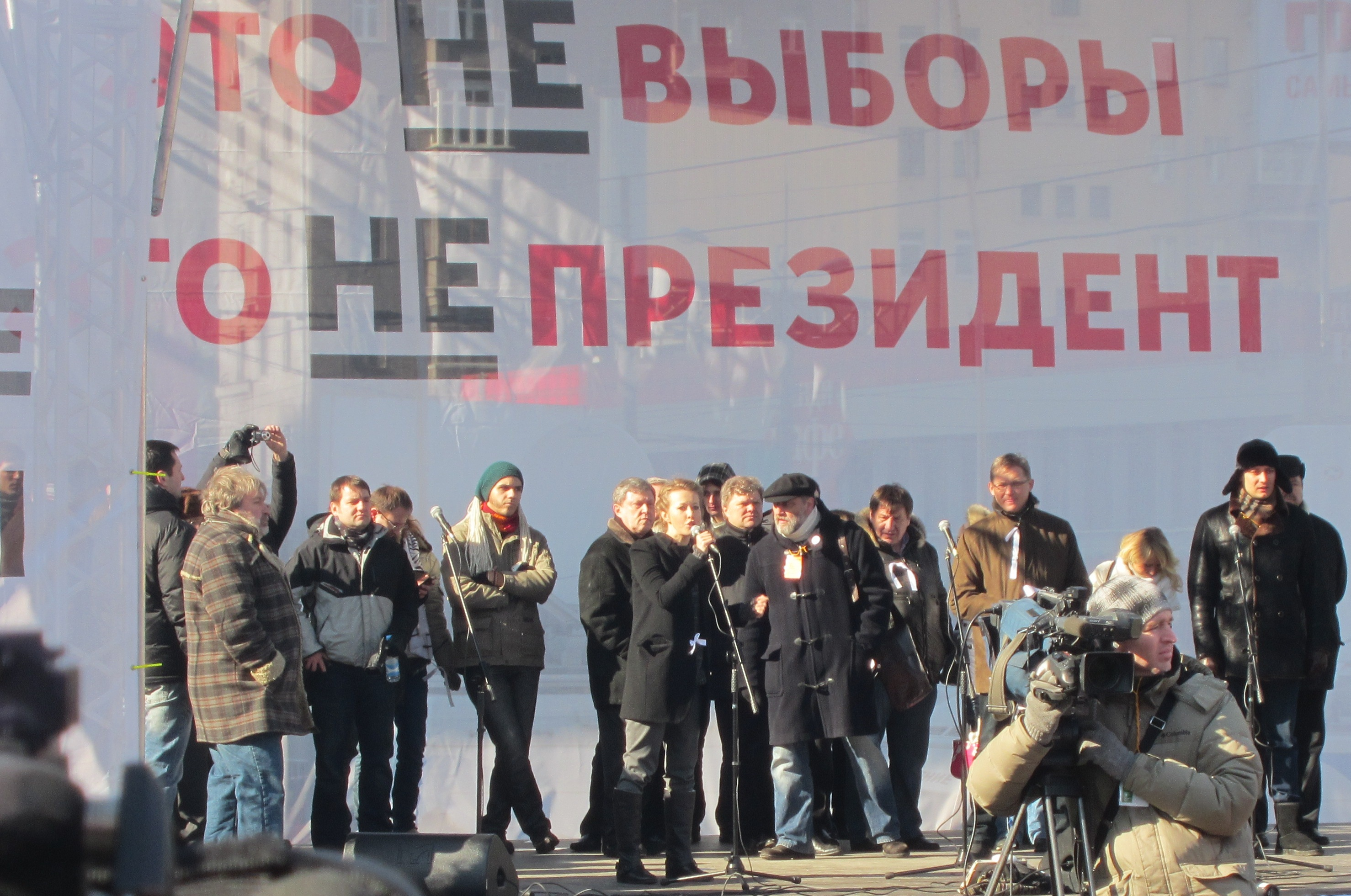
Ксения Собчак выступает на митинге 10 марта 2012 года
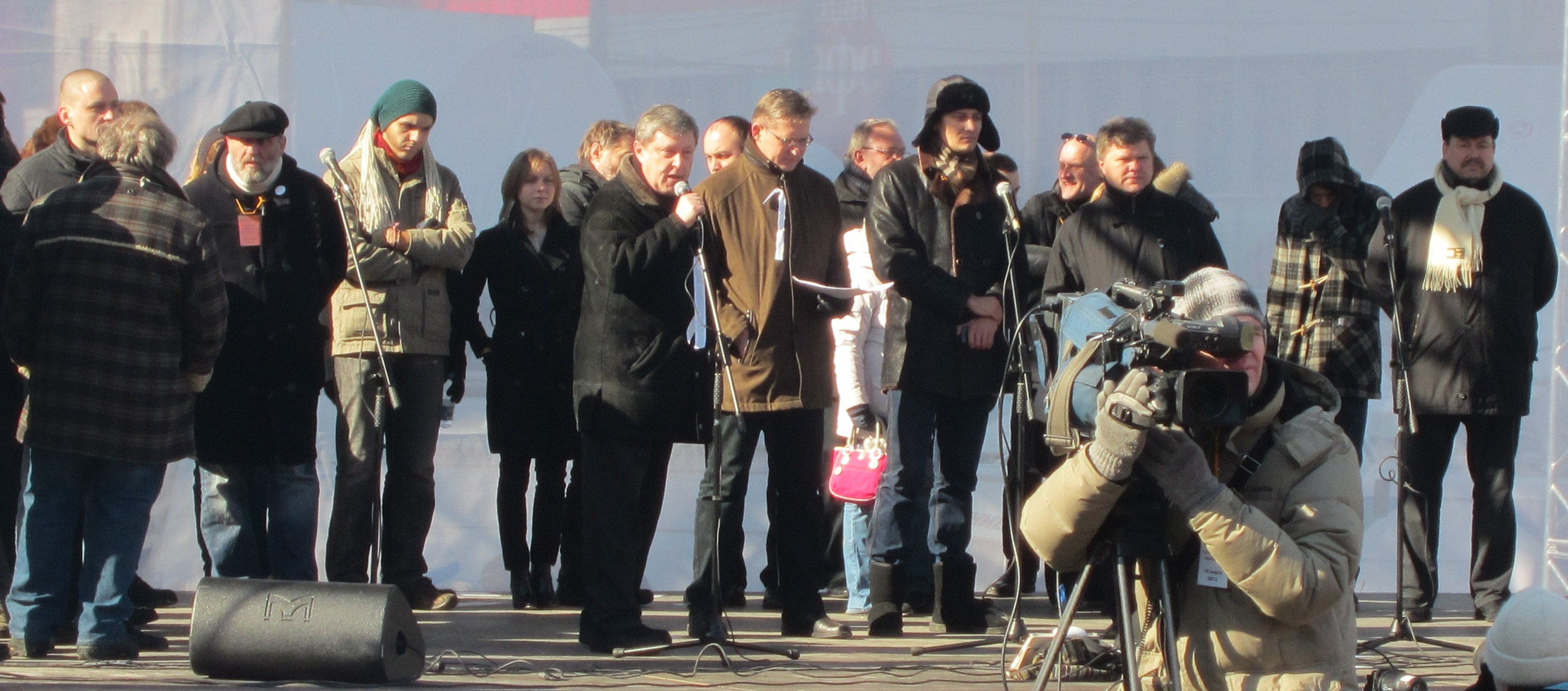
Григорий Явлинский выступает на митинге 10 марта 2012 года
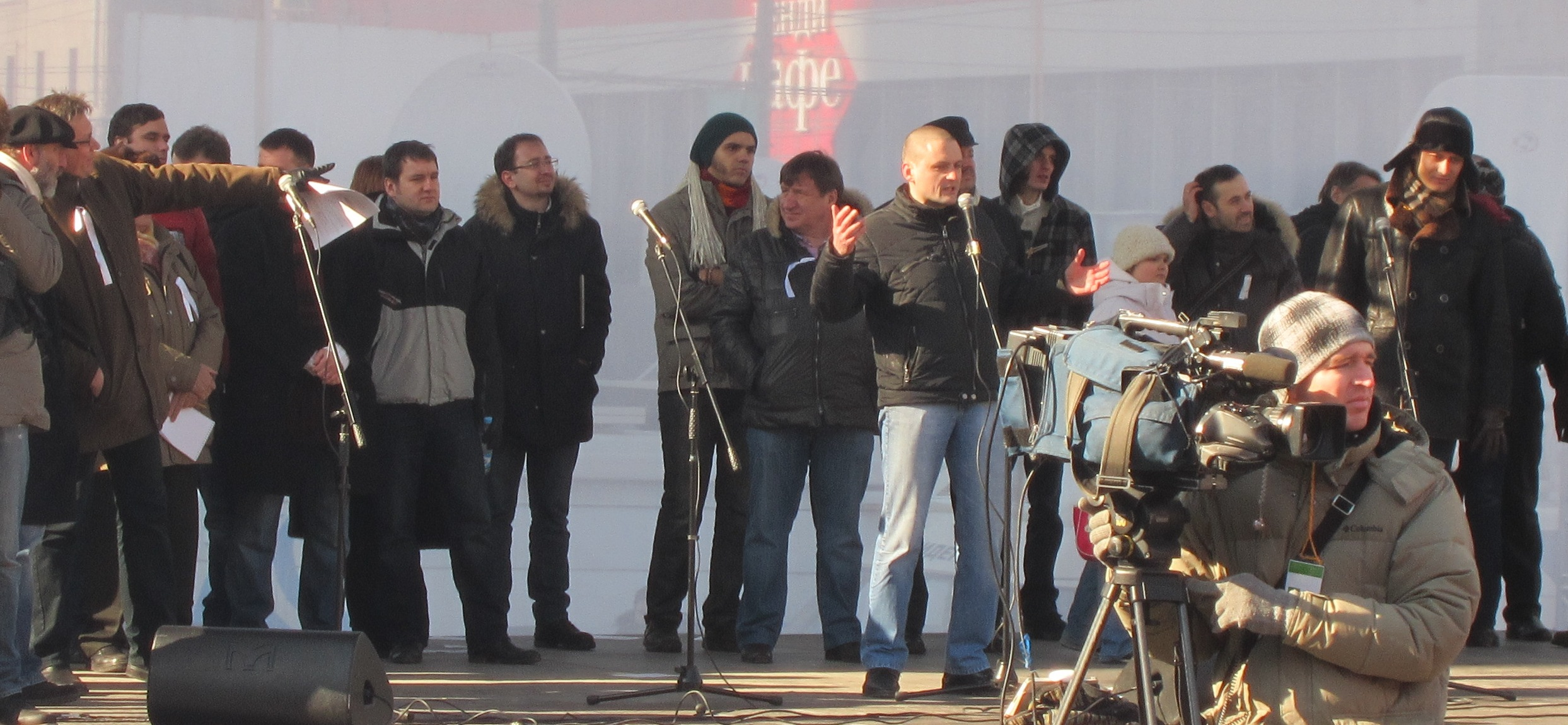
Сергей Удальцов выступает на митинге 10 марта 2012 года
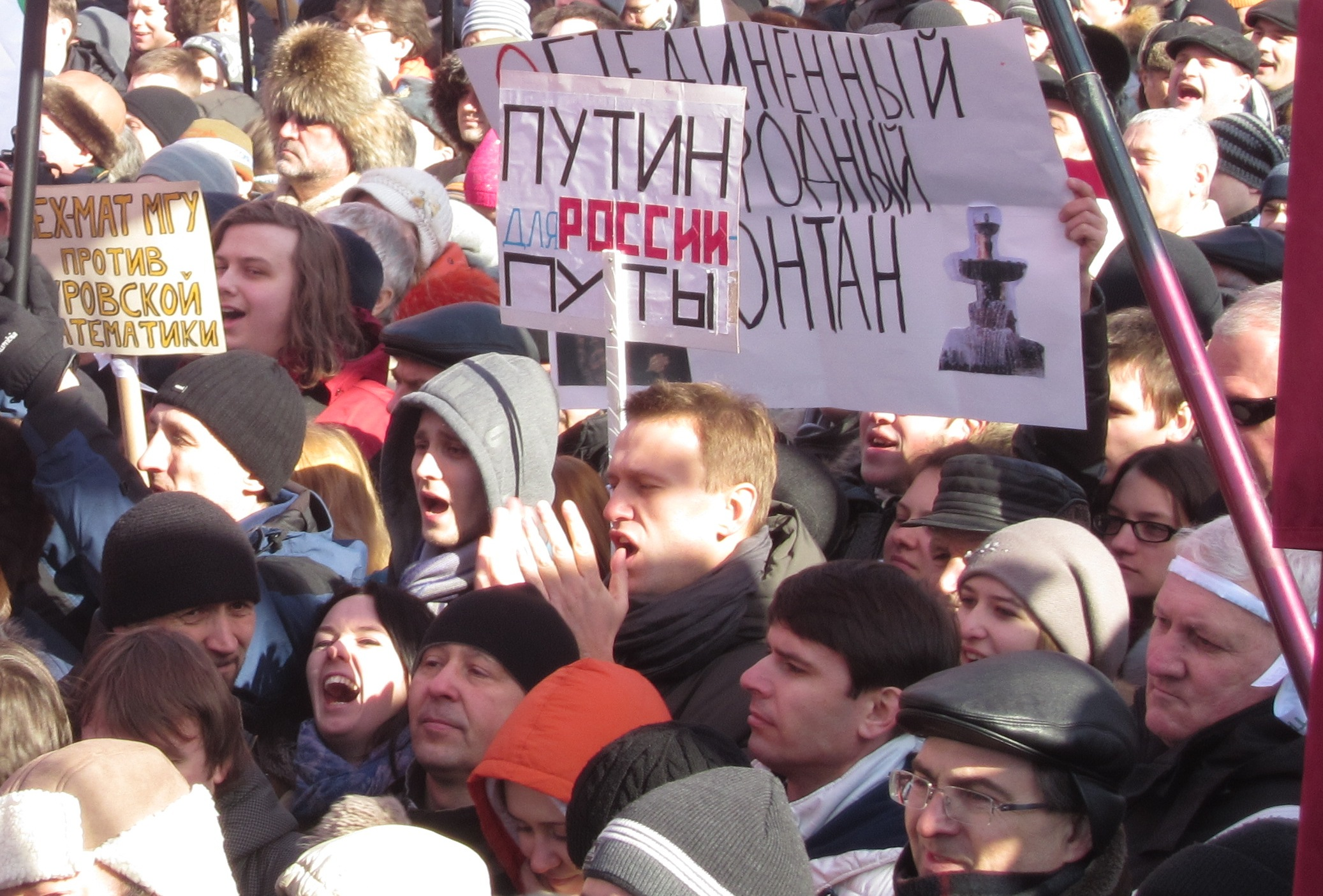
Алексей Навальный среди демонстрантов на митинге 10 марта 2012 года

### Нижний Новгород
В Нижнем Новгороде прошло несанкционированное шествие и митинг на площади Минина, а затем, так называемая, акция «Осада Кремля».

## 17 — 18 марта 2012 года
17 марта в Москве на Пушкинской площади прошла несанкционированная акция в защиту политзаключённых. Для предотвращения разгона полицией собрание было заявлено в формате встречи депутата Геннадия Гудкова с избирателями. Присутствовало от 500 (Грани.ру) до 1000 человек (Радио Свобода). Выступили Сергей Удальцов, Борис Немцов, Дмитрий Гудков, Илья Яшин, Ольга Романова, а также простые участники митинга. Участники акции выразили поддержку мужу Романовой, осуждённому предпринимателю Алексею Козлову, арестованным членам группы Pussy Riot и другим неправосудно осуждённым. Они также осудили канал НТВ за ложь о протестных выступлениях и предложили провести на следующий день пикет в Останкино. Главный редактор журнала The New Times Евгения Альбац раздавала на площади печенье, пародируя фильм НТВ «Анатомия протеста», где говорилось, что оппозиция привлекала людей на Болотную за «печенки». Участники митинга договорились выйти на марш «Марш миллиона» 6 мая, чтобы воспрепятствовать инаугурации Путина. Полиция задержала троих активистов, развернувших плакаты.
В ночь с 17 на 18 марта на Манежной площади, у памятника Жукову, активисты группы «Прорыв» (участники «Солидарности») провели дежурство с цветами и белыми шарами. Акция продолжалась до 7 утра, полиция не вмешивалась. Участники заявили, что эта акция должна расширить границы привычного протеста и подготовить людей к бессрочной акции. Ранее, 5 марта, члены группы планировали взять в живое кольцо Кремль, но их акция не удалась, поскольку Кремль был оцеплен полицией.
Днём 18 марта у памятника Жукову полиция задержала 12 человек с белыми ленточками и воздушными шариками после прогулки по Красной площади. Среди них участники «Солидарности» и гражданские активисты.
18 марта у телецентра «Останкино» прошла несанкционарованная акция против лжи телеканала НТВ, в которой участвовало свыше 500 человек. Граждане принесли с собой плакаты, гвоздики, печенье, старые телевизоры и даже гроб. Они скандировали «Позор НТВ!», а в ответ на требования полиции разойтись кричали «Мы здесь гуляем!» Было задержано около 100 человек, в том числе Борис Немцов и Сергей Удальцов.

## 24 — 25 марта 2012 года
В Петербурге 24 марта состоялся согласованный марш «За честные выборы» по маршруту от метро «Горьковская» до Марсова поля, где состоялся митинг. Акция собрала от 2 до 3 тысяч участников. Среди их требований: выборы губернатора города осенью 2012 года, освобождение политзаключённых, регистрация партий, которые получили отказ от Минюста, и формирование избирательных блоков на выборах. Задержаний участников не было.
25 марта в Петербурге другая часть оппозиции провела согласованный митинг на Конюшенной площади. Организатором выступил «Гражданский комитет». На митинг, где собралось около 150 человек, был задержан руководитель петербургского отделения движения «Тигр» Александр Расторгуев. После митинга были задержаны 10 участников «мирной прогулки за честные выборы» по Невскому проспекту.

## 1 апреля 2012 года
1 апреля граждане собирались провести на Красной площади массовую акцию «Белая площадь», однако полиция закрыла ворота на Красную площадь и задержала у входа более 80 человек. В Москве, рядом с Красной площадью, прошла акция «Белая площадь». Ранее активисты договорились в социальных сетях проводить эту акцию на Красной площади в течение всего дня, чтобы затруднить противодействие полиции. 1 апреля активисты с белыми лентами пытались пройти на Красную площадь, но она была перекрыта. Около 200 человек стояли у закрытых ворот, обвешанных белыми лентами. Более 80 человек с белыми лентами были задержаны. При задержании один из участников акции потерял сознание от удара в живот, ему вызывали скорую помощь. В ГУВД Москвы утверждали, что площадь открыта для всех желающих, однако на месте сотрудники полиции поясняли участникам акции, что ворота закрыты в связи с «тренировками», не уточняя, о чём именно идёт речь. Ранее, в воскресенья 18 и 25 марта полиция в Москве задерживала граждан с белыми ленточками на Красной площади и рядом с ней.

## Ответные митинги в поддержку «Единой России» и Владимира Путина

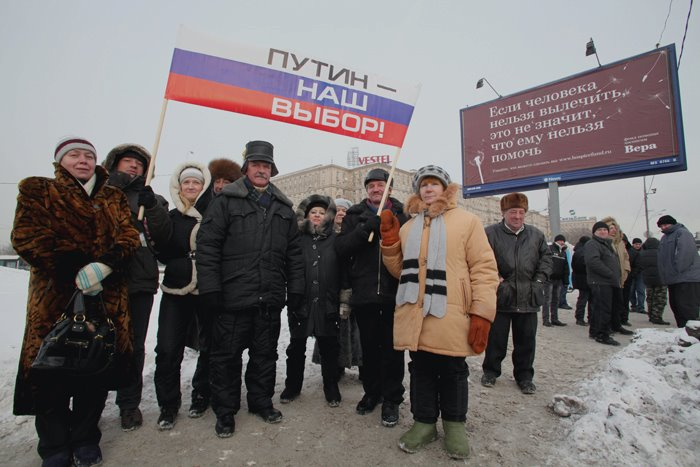
Участники антиоранжевого митинга в Москве 4 февраля

Митинги в поддержку «Единой России» проходили сразу же после митингов против фальсификации результатов выборов в Государственную думу, которые собирались с целью поздравить правящую партию с победой. Основными участниками являлись участники движения «Наши», «России молодой», «Молодой гвардии», пенсионеры.
12 декабря в Москве на Манежной площади собрались сторонники «Единой России». По информации ГУ МВД, на площади собрались 25 тыс. человек. Однако по расчётам присутствовавших на митинге журналистов, на него пришли около 3 тыс. человек. По свидетельству спецкора издания Росбалт, определённое количество людей на митинге составляли рабочие среднеазиатского происхождения, большинство из которых плохо понимало по-русски.
13 декабря в центре Перми около Органного зала местная «Единая Россия» провела свой митинг-ответ оппозиционному пикету против итогов выборов. Сторонники партии власти приехали организованно на автобусах, причем многие были из районов края. В составе участников митинга были в основном пенсионеры и члены «Молодой Гвардии». Численность участников по одним данным оценивается в 500—600 человек, по другим — около тысячи человек. Митинг продолжался около 50 минут.
15 декабря в Екатеринбурге был проведён митинг «Единой России», собравший по данным портала «JustMedia» не более 1000 человек. Организаторы заявили, что участников было около 2,5 тысяч
15 декабря во время «прямой линии» с Владимиром Путиным начальник цеха расположенного в Нижнем Тагиле «Уралвагонзавода» Игорь Холманских заявил: «Я хочу сказать про эти митинги. Если наша милиция, или, как сейчас она называется, полиция, не умеет работать, не может справиться, то мы с мужиками готовы сами выйти и отстоять свою стабильность, но, разумеется, в рамках закона» 24 декабря рабочие «Уралвагонзавода» вышли на митинг, на котором было принято решение создать рабочий комитет поддержки Владимира Путина. 29 декабря «Комитет в поддержку Владимира Путина» «Уралвагонзавода» обратился ко всем трудящимся с призывом поддержать премьер-министра: «Сегодня происходят попытки расшатать страну, раскачать ситуацию, изменить курс стабильного развития. В Москве и других крупных городах выходят на митинги „продвинутые“ бездельники, которые присвоили себе право говорить от имени всего народа. Пока мы круглосуточно работаем на наших заводах, производим продукцию, которая приносит средства государству, они шатаются по улицам, горлопаня о своих правах. При этом не поднимая ни одной проблемы, которая действительно волнует людей.» 8 января 2012 г. стало известно о том, что 23 января собранный на «Уралвагонзаводе» танк Т-90 прямо с конвейера отправится в Екатеринбург и на нём поедут рабочие из комитета в поддержку Путина, которые по пути будут устраивать митинги в поддержку его кандидатуры на президентских выборах. Один из организаторов акции заявил: «28 января войдем в город и проведем на Привокзальной площади главную акцию, такую, чтобы оппозиция забыла, как на митинги ходить».
21 января в Москве на набережной Тараса Шевченко прошёл митинг «За Святую Русь», организованный владельцем агрохолдинга «Русское молоко» Василием Бойко-Великим. Большинство участников митинга были сотрудниками компании «Русское молоко», которых организованно привезди к месту его проведения на автобусах. Василий Бойко-Великий произнес речь в поддержку Путина и против лидеров оппозиции. Однако поводом к митингу «За Святую Русь» стал спор за землю между «Русским молоком» и ООО «Корсар», поэтому на митинге также выражался протест против бездействия полиции, которая якобы допустила не только рейдерский захват земли, но и попытки убийства охранников «Русского молока».
28 января в Екатеринбурге на Привокзальной площади состоялся митинг в поддержку Путина. По словам организаторов на митинг пришли 14 тыс. человек. Однако, по данным корреспондента Ленты.ру пришедших было гораздо меньше. Несмотря на то, что митингующие были мобилизованы не только с помощью административного воздействия, популизма, но и с помощью образа «классового врага», никто из присутствующих на митинге, с кем общался корреспондент не изъявил желание разгонять акции протеста. Кроме того выступающим ораторам не удалось сколько-нибудь зарядить толпу.

### Антиоранжевый митинг на Поклонной горе 4 февраля

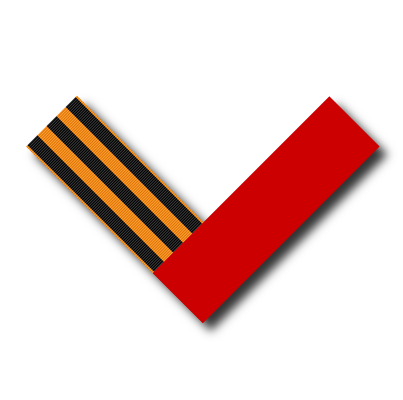
Красная и Георгиевская ленты — символ митинга на Поклонной горе

Тульская ячейка ВКСВ и Артур Чилингаров на митинге 4.02.2012 на Поклонной горе

4 февраля 2012 года в Москве на Поклонной горе прошёл Антиоранжевый митинг. Основная задача митинга по словам организаторов — создать «противовес» митингу на Болотной площади, который, по их словам, являлся ни чем иным, как подготовкой к «оранжевой революции».
В митинге по данным организаторов приняло участие более 100 тыс. человек. По данным МВД — 136 тыс. человек
. По данным интернет-издания «Лента.ру», некоторых участников привозили на автобусах. Инженер-геодезист Николай Помещенко оценил пиковое значение митинговавших в 80 тысяч человек. Организаторы митинга: движение «Суть времени», Конгресс русских общин, Региональный общественный фонд поддержки Героев Советского Союза и Героев Российской Федерации имени генерала Е. Н. Кочешкова.
На митинге выступили многие известные личности: Николай Стариков — член центрального совета «Профсоюза граждан России», писатель, публицист, Сергей Кургинян — политолог, общественный и политический деятель, постоянный ведущий политического ток-шоу «Исторический процесс», президент Международного общественного фонда «Экспериментальный творческий центр», лидер Международного Евразийского движения, философ Александр Дугин, журналист, ведущий информационно-аналитической программы «Однако» Михаил Леонтьев, член Общественной палаты РФ, журналист Максим Шевченко, писатель, главный редактор газеты «Завтра» Александр Проханов и другие.
В результате проведения митинга была вынесена резолюция Антиоранжевый пакт.
В СМИ поступали сообщения о том, что сотрудников госпредприятий сгоняли на мероприятие под угрозой увольнения. Более 200 человек пожаловались по телефону доверия Общественной палаты на принуждение к участию в митинге. Директор зеленоградского детско-юношеского центра «Каравелла» Елена Травина была уволена с работы после того, как написала о принуждении преподавателей принять участие в митинге. Корреспондент Ленты.ру отмечала, что участники митинга открыто признавались в том, что пришли на митинг под давлением начальства, держали в руках плакаты сходного содержания и с минимальными отличиями в дизайне, напечатанные заранее, а участников кормили бесплатной едой.
Также сообщалось о фактах участия в митинге за плату. Корреспондент Радио Свобода, записавшаяся на митинг через сайт Massovki.ru, получила за участие в митинге 500 руб. Корреспондент Газеты.ру взяла интервью у группы из примерно 20 обманутых участников митинга, утверждающих, что им не заплатили обещанные 500 рублей на каждого. Среди них был и агент по подбору актёров, заявивший, что его людям не заплатили 82.500 рублей.

### 11 февраля 2012 года
11 февраля в Барнауле на площади Сахарова, на организованный Алтайским краевым объединением организаций профсоюзов митинг под лозунгом «За стабильную жизнь» по официальным данным вышли 10 тысяч человек.
11 февраля в Магадане на митинг, организованный областным объединением профсоюзов, организацией автомобилистов «Свобода выбора» и региональным отделением всероссийской организации ветеранов «Боевое братство», вышли около двух тысяч человек.
11 февраля в Самаре на митинг «За будущее России!» на самарском ипподроме вышли около 10 тысяч человек.
11 февраля в Краснодаре в Чистяковской роще акция в поддержку Владимира Путина собрала около 7,5 тысячи человек разного возраста со всего края — при заявленной численности в три тысячи человек. Со сцены выступали чемпион мира по боксу Дмитрий Пирог, представители бизнеса и профсоюзов, общества ветеранов Великой Отечественной войны, рабочий литейного цеха.
11 февраля в Туле на площади Победы в митинге «Туляки за стабильность и развитие!» по оценке правоохранительных органов собралось около 4 тысяч человек, в митинге принял участие вице-премьер РФ Дмитрий Рогозин, находящийся там с рабочей поездкой. Митингующие держали в руках флаги «Единой России», «Молодой гвардии», плакаты «Тульская область за Путина», скандировали: «Россия! Россия!». Для пришедших была организована полевая кухня, где всех желающих бесплатно кормили гречневой кашей и поили горячим чаем.
11 февраля в Томске прошёл митинг в поддержку Владимира Путина, во Дворце Зрелищ и Спорта собрал около 5 тысяч участников.
11 февраля в Чите Федерация профсоюзов Забайкалья провела на Театральной площади митинг в поддержку курса премьер-министра РФ. При 30-градусом морозе на акцию под лозунгом «За сильную, стабильную, суверенную Россию» пришли около 2000 человек, причем не только профсоюзных активистов, но также представителей ассоциаций народов Азербайджана и Армении.
11 февраля в Сергиевом Посаде у ДК им. Гагарина прошёл митинг в поддержку кандидата в президенты РФ В. В. Путина, на митинг вышло 400 человек.
11 февраля в подмосковном Ногинске на площади у Ногинского драматического театра прошёл митинг жителей района в поддержку кандидата в Президенты России Владимира Путина, организованный районным Координационным советом профсоюзов при поддержке «Молодой Гвардии Единой России» и Общероссийского народного фронта.

### 18 февраля 2012 года
18 февраля в Липецке по оценкам правоохранительных органов, около 17 тысяч человек собрались на площади Петра Великого, чтобы принять участие в митинге «Липчане за стабильную Россию!», организованном Липецкой областной федерацией профсоюзов. К акции в поддержку Владимира Путина присоединились члены регионального отделения Общероссийского народного фронта, Народного штаба, представители общественных организаций, коллективы предприятий города, студенты. Люди вышли на площадь с флагами Российской Федерации, бело-сине-красными шариками, с плакатами, призывающими 4 марта голосовать за стабильное развитие страны и достойную власть в России.
18 февраля в Санкт-Петербурге у БКЗ «Октябрьский» прошёл митинг в поддержку Владимира Путина под названием «Нам не нужны потрясения, нам нужна Великая Россия!» По официальным данным, в нём приняло участие до 60 тысяч человек.
18 февраля приморские профсоюзы провели во Владивостоке митинг «Приморье за стабильность» в поддержку кандидата в президенты Владимира Путина, и собрали на акцию около 4 тыс. человек.
18 февраля жители Удмуртии приняли участие в 32 митингах и пикетах в поддержку премьер-министра, кандидата в президенты РФ Владимира Путина, на которые в городах и районах республики пришли 16 тысяч человек. Самый массовый митинг в поддержку премьер-министра России состоялся в столице республики, городе Ижевске. По данным организатора мероприятия — председателя федерации профсоюзов Удмуртии Сергея Шерстобита, в нём приняли участие 5 тысяч человек.
18 февраля митинг «За стабильность» проходил на бульваре Кокуй в Иванове. На мероприятии выступили представитель движения «Народный штаб поддержки Путина», солист группы «Авария» Алексей Рыжов, учителя, врачи, представители общественности. В толпе митингующих были замечены глава администрации города, чиновники регионального правительства, председатель Ивановской областной думы Сергей Пахомов, а также представители движений «Общероссийский народный фронт», «Новый рубеж» и других общественных организаций. По информации УМВД по Ивановской области, митинг собрал 6100 человек, что превысило согласованное количество участников в два раза.
По оценке председателя Ивановского областного объединения организаций профсоюзов Александра Мирского, в акции участвовали около 7000 человек.
18 февраля в Улан-Удэ митинг «За Россию без потрясений!» собрал около 3 тысяч человек организатором выступило Объединение организаций профсоюзов Бурятии. Эти данные подтвердил и представитель МВД.
18 февраля в Нижнем Новгороде в митинге в поддержку Владимира Путина на площади Народного единства (Нижегородский район), приняло участие около 8,5 тыс. человек.
18 февраля митинг «Прибайкалье за стабильную и сильную Россию» собрал в центре Иркутска около 7,5 тысячи человек, несмотря на пятнадцатиградусный мороз, сообщил представитель пресс-службы ГУМВД по Иркутской области.
18 февраля в Твери в Городском саду прошёл митинг в поддержку Путина (официальное название — «Областной митинг жителей Тверской области „Земляки“»), в котором приняли участие несколько тысяч человек. Митинг прошёл в форме массового мероприятия, на которое были привезены люди со всех районов Тверской области. На митинге велась как открытая, так и завуалированная пропаганда действующей власти.
18 февраля в Хабаровске, по оценкам властей, в акции, организованной Объединённым народным фронтом, участвовали 12 тысяч человек.
Участники акции развернули многочисленные транспаранты и лозунги, флаги и шары в цветах российского триколора. Митинг прошёл под девизом: «Нам есть, что защищать».
18 февраля более 5 тысяч человек пришли на главный каток Костромы, чтобы принять участие в спортивном празднике областной федерации профсоюзов «За здоровый образ жизни», организованный в поддержку Владимира Путина. Представитель оргкомитета акции Алексей Ситников сообщил, что участники митинга зажгли импровизированный «олимпийский огонь» и в своих выступлениях высказывались в поддержку выдвижения Путина на пост президента России. Для пришедших на стадион организаторы подготовили праздничный концерт, выступали фигуристы, всех желающих угощали кашей из полевой кухни, горячим чаем и блинами.
18 февраля в Смоленске Акция «Смоленск — щит России» в центральном городском парке, по подсчётам организаторов и полиции, собрала около 5 тысяч человек. Председатель регионального отделения «Российского союза ветеранов Афганистана» Алексей Терлецкий отметил, что Смоленск не раз становился на защиту целостности и стабильности всего государства.
18 февраля в Тюмени прошёл санкционированный городскими властями митинг «За достойные выборы». Акция в поддержку Владимира Путина прошла на площади перед драматическим театром в субботу, 18 февраля. Организатором митинга выступил областной совет профсоюзов. По словам организаторов, в мероприятии приняли участие около 5 тысяч человек.
18 февраля в Горно-Алтайске на митинг в поддержку поддержку курса президента и премьер-министра России вышли около трёх тысяч человек.
18 февраля в Омске прошли массовые мероприятия. У торгового центра «Континент» собрались сторонники Владимира Путина, их набралось порядка 7 тысяч человек. Пришедших на митинг членов профсоюзов и сотрудников производственных предприятий Омска организаторы угощали блинами и развлекали народными песнями. Однако главным поводом для митинга стало массовое выражение доверия премьер-министру Владимиру Путину.
18 февраля в Новосибирске на Площади Ленина собралось более 10 тысяч человек вышли на митинг «За сильную Россию!» Под таким лозунгом собрались новосибирцы и жители области — представители более 150 различных общественных организаций и движений. Перед собравшимися выступили известные спортсмены, депутаты. На митинг также пришли первые лица города и области, депутаты Госдумы от Новосибирской области.
18 февраля, на Театральной площади Саратова состоялся митинг солидарности с кандидатом в президенты РФ Владимиром Путиным. Мероприятие под названием «В поддержку стабильного развития России» носило подчеркнуто непартийный характер. По предварительным оценкам регионального ГУ МВД, в акции приняли участие 11500 человек.
18 февраля в Москве прошёл автопробег в поддержку кандидата в президенты РФ Владимира Путина. «В мероприятии приняло участие около двух тысяч автомобилей. Акция пошла без происшествий», — сообщил представитель правоохранительных органов. Участники автопробега обклеили свои машины в основном одинаковыми портретами Путина и прикрепили на автомобили флаги России. Несколько машин на внешней стороне Садового кольца ехали с флагами и наклейками «Единой России».

### 19 февраля 2012 года
19 февраля в Балаково прошла акция в поддержку Владимира Путина «За стабильную Россию». Митинг собрал на центральной площади у здания администрации более трёх с половиной тысяч человек.

### 23 февраля 2012 года

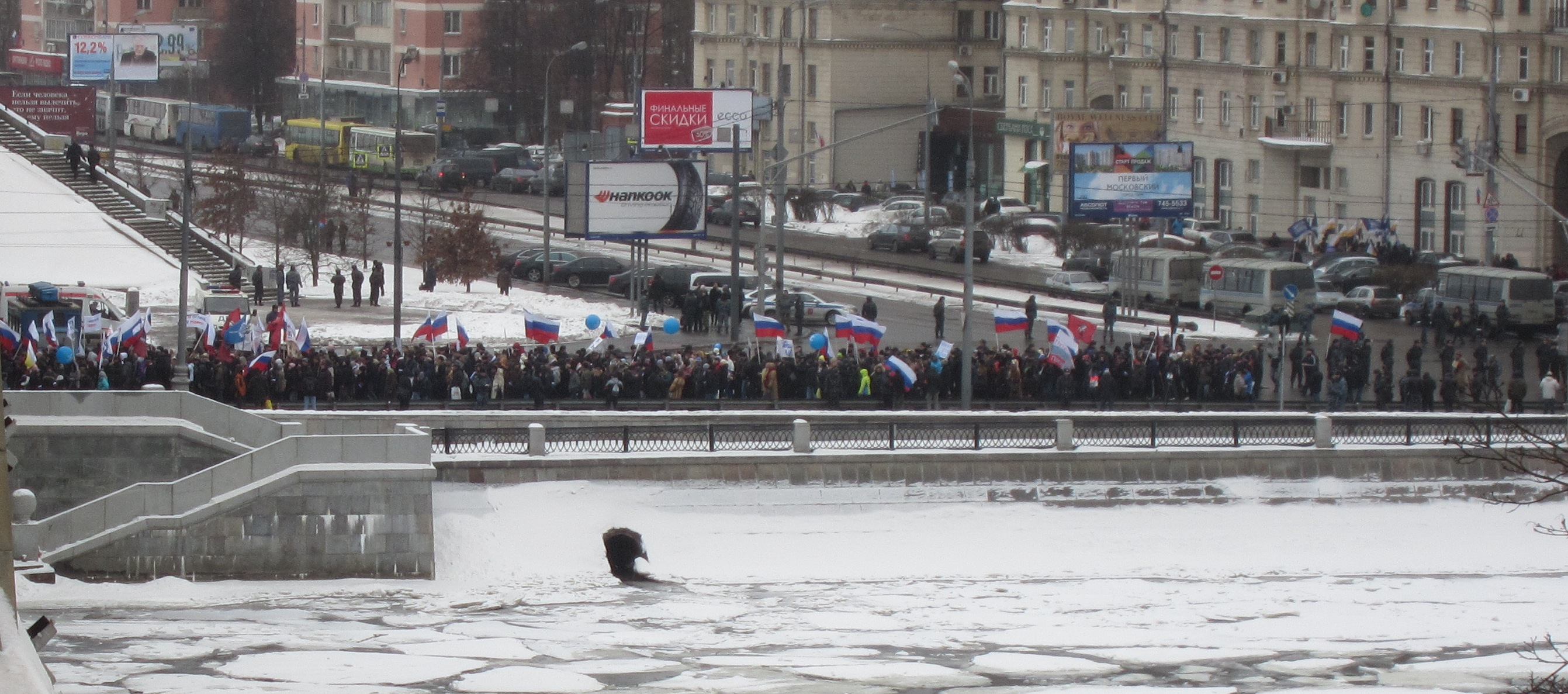
Шествие по Фрунзенской набережной (Москва) 23 февраля 2012 года

23 февраля кандидат в президенты Владимир Путин собрал самый многочисленный в Москве митинг в свою поддержку — поддержать его в Лужники пришли около 130 тыс. человек. Сам кандидат, впервые принявший за время избирательной кампании участие в массовом мероприятии в свою поддержку, пообещал продолжить борьбу за сильную Россию, в который люди «должны жить по правде, по совести». мероприятие «Защитим страну!», приуроченное ко Дню защитника отечества, помня о количестве людей пришедших на Антиоранжевый митинг мероприятие разделили фактически на две части — шествие вдоль Москвы-реки с заявленной численностью участников в 40 тысяч, и митинг на Большой арене Лужников, в котором, приняли участие до 100 тысяч человек. По данным корреспондента Ленты.ру почти все выступавшие, включая Путина, активно использовали военную риторику и говорили про необходимость защитить родину и отечество от внешней угрозы, которую усугубляют предатели внутри.

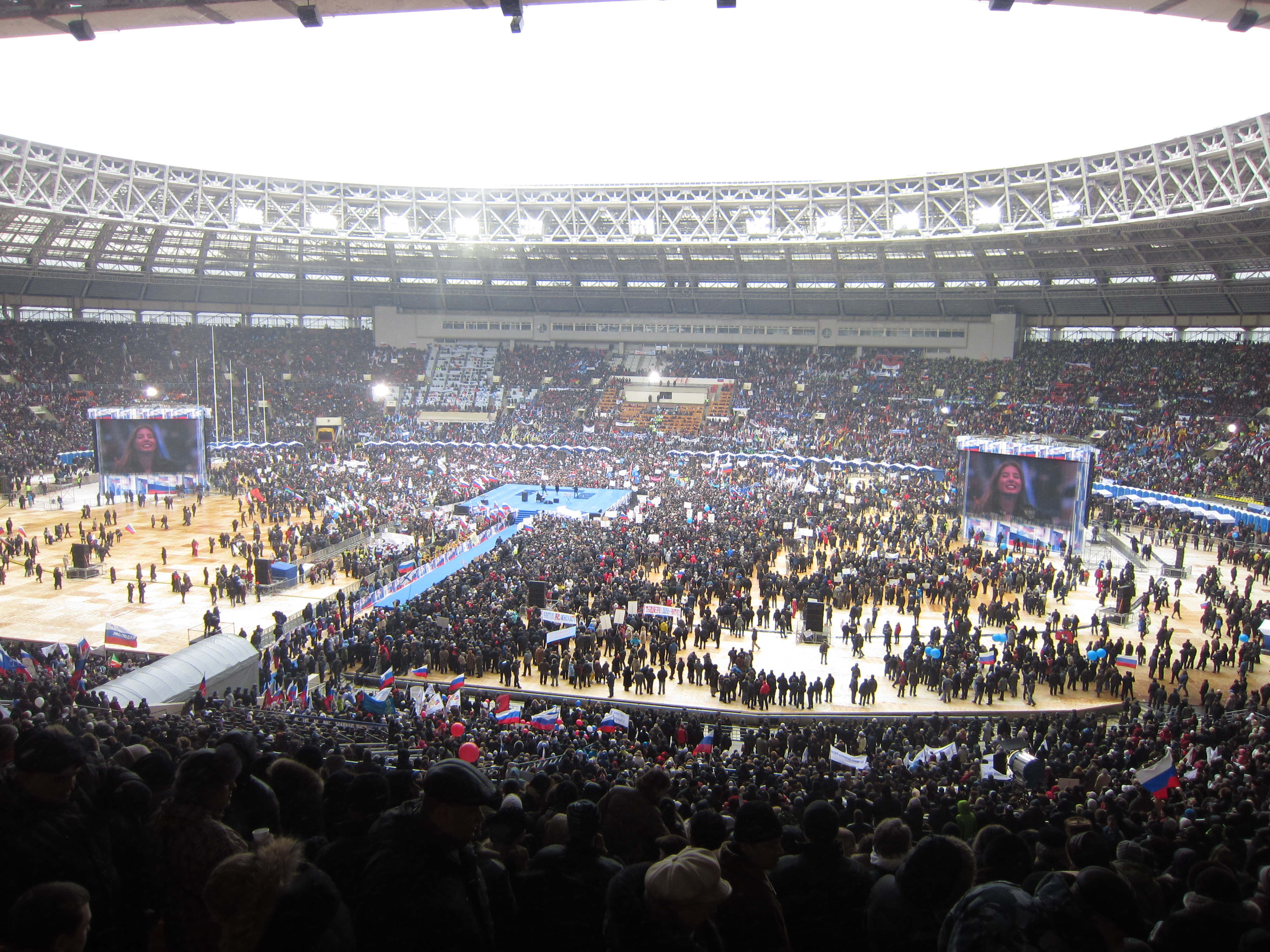
Митинг-концерт в поддержку Путина на Большой арене стадиона Лужники 23 февраля 2012 года (выступление группы А-Студио).

Во время шествия полиция задержала около 70 провокаторов — граждан Узбекистана. Как сообщают правоохранительные органы, им была поставлена задача собрать своих сограждан для участия в акции за вознаграждение. Так организаторы провокации хотели показать, что в митинге принимают участие специально собранные на него мигранты. Предположительно организаторами провокации является так называемая внесистемная оппозиция.

### 4 марта 2012 года
В Москве на митинг в поддержку Владимира Путина, на котором выступил и сам кандидат, на Манежной площади, по оценке ГУ МВД по Москве, собралось 110 тысяч человек. На площадь приехал и действующий глава государства, Дмитрий Медведев приветствовал собравшихся и высказал уверенность в победе Владимира Путина. Тот, в свою очередь, также лично поблагодарил своих сторонников за поддержку.

### 5 марта 2012 года
5 марта на Манежной площади в Москве прошёл митинг-концерт в честь победы Владимира Путина на президентских выборах. На митинге присутствовало свыше 25 тысяч человек. На митинге выступили руководитель фракции «Единой России» в Госдуме Андрей Воробьёв, вице-спикер Совета Федерации Светлана Орлова, депутат Госдумы Валерий Трапезников, также на митинге выступали Николай Валуев, Ирина Винер, Сергей Неверов и другие. В перерывах между речами свои песни спели «Город 312», группа «Корни», Надежда Бабкина, Потап и Настя Каменских. Значительную часть собравшихся составляли активисты движения «Наши» и «Сталь».
5 марта в Иркутске на митинг в поддержку Путина пришли три тысячи человек. «Мы поддерживаем выбор, сделанный большинством избирателей 4 марта 2012 года, и не сомневаемся в честности проведенных выборов», — говорится в резолюции митинга.
5 марта в Томске прошёл двадцатиминутный митинг. Его устроила областная Федерация профсоюзных организаций. По оценке местной полиции, в мероприятии приняли участие «до пяти тысяч человек».
5 марта в Новосибирске прошёл митинг Владимира Путина митингом его сторонников около государственного театра оперы и балета. Губернатор Василий Юрченко поблагодарил собравшихся за активное участие в голосовании. По подсчётам организаторов, на акцию пришли несколько тысяч человек.
5 марта в Саратове на митинг в поддержку Путина в 10 часов утра у консерватории вышли 3,5 тысячи человек.
5 марта в Липецке на митинг в поддержку Путина собралось 9 тысяч липчан.
5 марта в Костроме прошёл митинг-концерт «Весна, Россия, обновление», на него собрались около тысячи представителей «Единой России» и сторонников Путина. Активисты молодёжного форума «Патриот» раздали собравшимся на площади женщинам несколько тысяч тюльпанов, проводив таким образом «политическую зиму».
5 марта в Ставрополе 7 тысяч человек собрались на главной площади Ставрополя. На митинге присутствовали представители исполнительной, законодательной власти края, педагоги, пенсионеры и студенты.
5 марта в Красноярске на Театральной площади прошёл митинг сторонников кандидата в президенты России Владимира Путина. В мероприятии приняли участие губернатор края Лев Кузнецов, заместитель председателя Законодательного собрания Валерий Семенов и депутаты городского Совета депутатов. Все они высказали благодарность населению за поддержку Путина.
5 марта в Белгороде около 5 тысяч человек вышли на митинг в поддержку Путина.
5 марта в Кемерове на митинг в парке имени Жукова «За Путина» пришли около трёх тысяч человек.

## Митинг против митингов
1 апреля в Москве на ВВЦ состоялся отчасти шутливый митинг, целью которого была демонстрация того, что народ устал от митингов как оппозиционных, так и в защиту действующей власти.